# Танки США

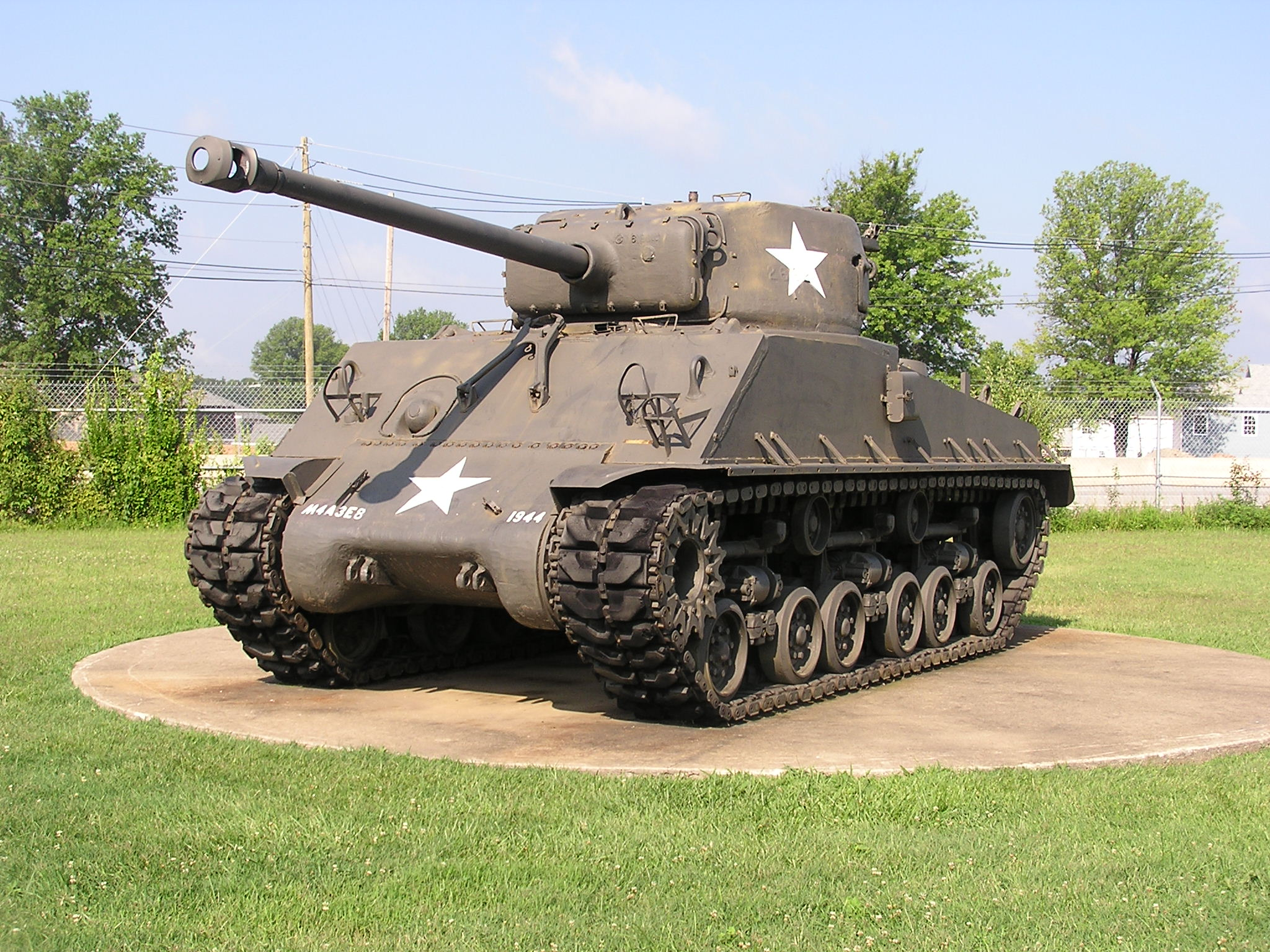
Танк М4А3Е8 «Шерман» озброєний 76-мм гарматою

Ця стаття розглядає історію та розвиток американських танків: їх виникнення під час Першої світової війни, міжвоєнний період, Другої світової війни, холодної війни і епохи сучасності.

## Перша світова війна

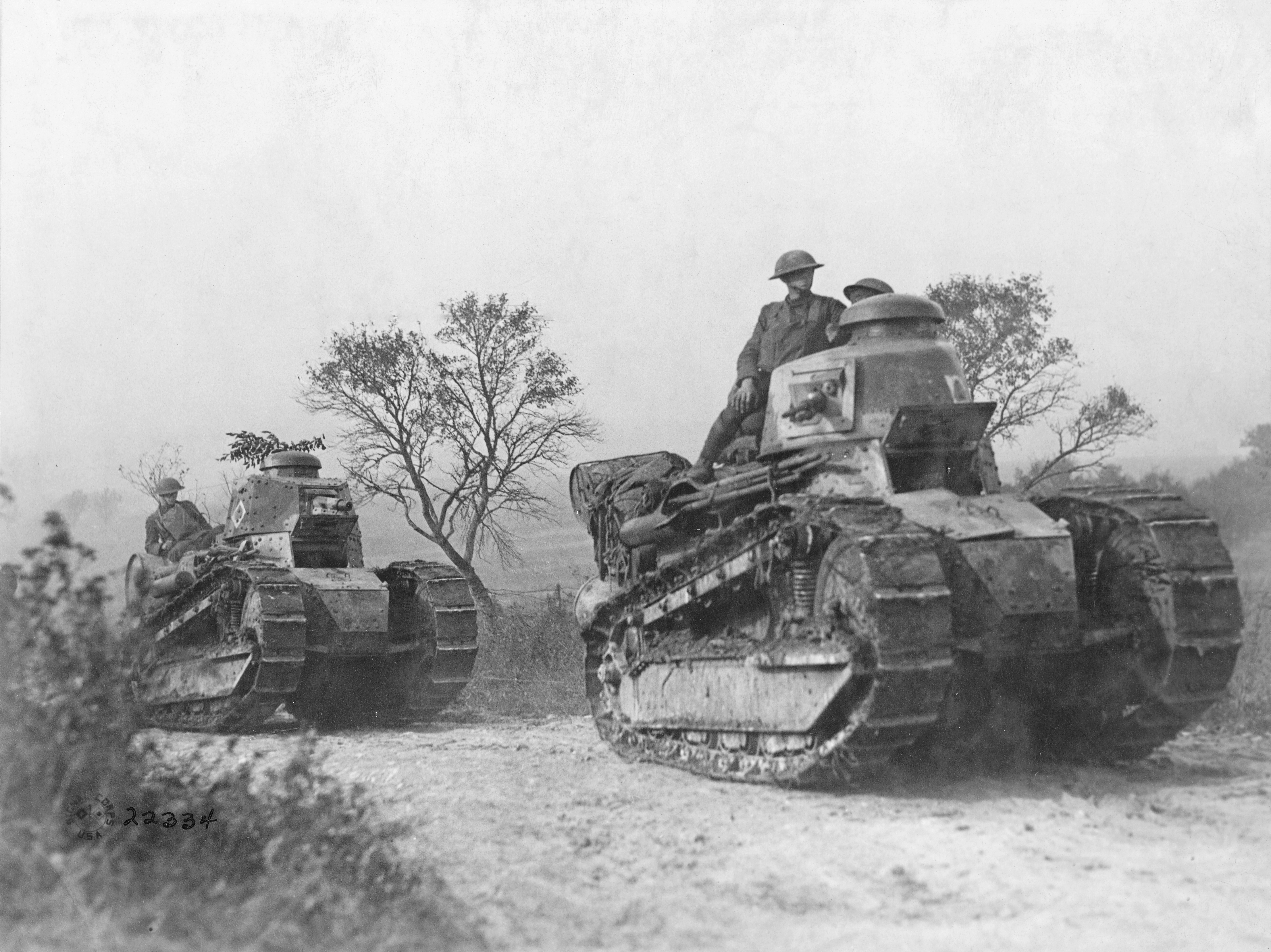
Армія США у Франції використовує танки Renault FT-17. Легкі танки з екіпажем у дві людини серійно виготовлялись під час Першої світової війни.

Збройні сили США вступили в Першу світову війну на боці держав Антанти, не маючи власних танків, в квітні 1917 року. Наступного місяця, у світлі доповіді щодо британських та французьких теорій про експлуатацію танків, головнокомандувач американських експедиційних сил генерал Джон Першинг вирішив, що і легкі, і важкі танки мають важливе значення для ведення війни та мають бути придбаними якомога швидше. Була розпочата спільна англо-американська програма для розробки нового важкого танка, подібного за конструкцією до британського танка Марк IV. Однак очікувалося, що достатня кількість танків не буде доступна до квітня 1918 року. Союзницька танкова комісія вирішила, що через вимоги воєнного часу до французької промисловості, найшвидшим способом забезпечення американських військ танками є виробництво легкого танка Renault FT-17 у Сполучених Штатах. Деякі важкі танки також постачала б Велика Британія.

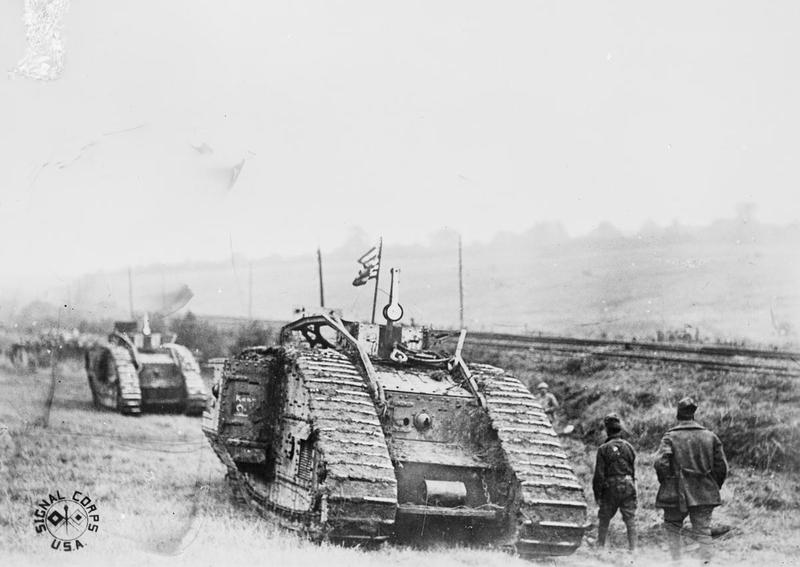
301-й танковий батальйон йде в бій на танках Mark V в Сент-Суплет, Франція в жовтні 1918 р. (Битва на Селле)

Капітан Дуайт Ейзенхауер, згодом генерал Ейзенхауер Другої світової війни, у лютому 1918 р. вирушив до Кемп-Мід, штат Меріленд з 65-м інженерним полком, який був активований для забезпечення організаційної основи для створення першого важкого танкового батальйону Армії США. У березні 1-му батальйону Служби важких танків (як тоді називався) було наказано підготуватися до переміщення за кордон, і Ейзенхауер поїхав до Нью-Йорка з передовою групою, щоб опрацювати деталі завантаження та перевезення з портовим керівництвом. Батальйон виїхав у ніч на 26 березня, проте Ейзенхауер не поїхав з ним. Він добре себе показав у ролі адміністратора, і після повернення в Кемп-Мід йому сказали, що він залишиться в Сполучених Штатах, де його здібності до логістики будуть використані у створенні головного центру підготовки танкістів у Кемп-Колт у Геттісбурзі, штат Пенсільванія. Ейзенхауер став 3-м за посадою командиром нового танкового корпусу і отримав тимчасове звання підполковника в Національній армії. Він підготовлював танкові екіпажі в Кемп-Колт - на землях "Атаки Пікетта" біля Геттісбургу, місті бою в Громадянську війну США в Пенсильванії. В американській армії у Франції капітан Джордж Сміт Паттон був призначений першим офіцером для підготовки екіпажів. Поки танки  Mark V та Renault FT17 переправлялися з Франції та Британії до США для танкового центру, Ейзенхауер навчав свої підрозділи на вантажівках з прикріпленими кулемети. Як тільки танки прибули, Ейзенхауер мав навчитися керувати танком, перш ніж дозволити підлеглим.

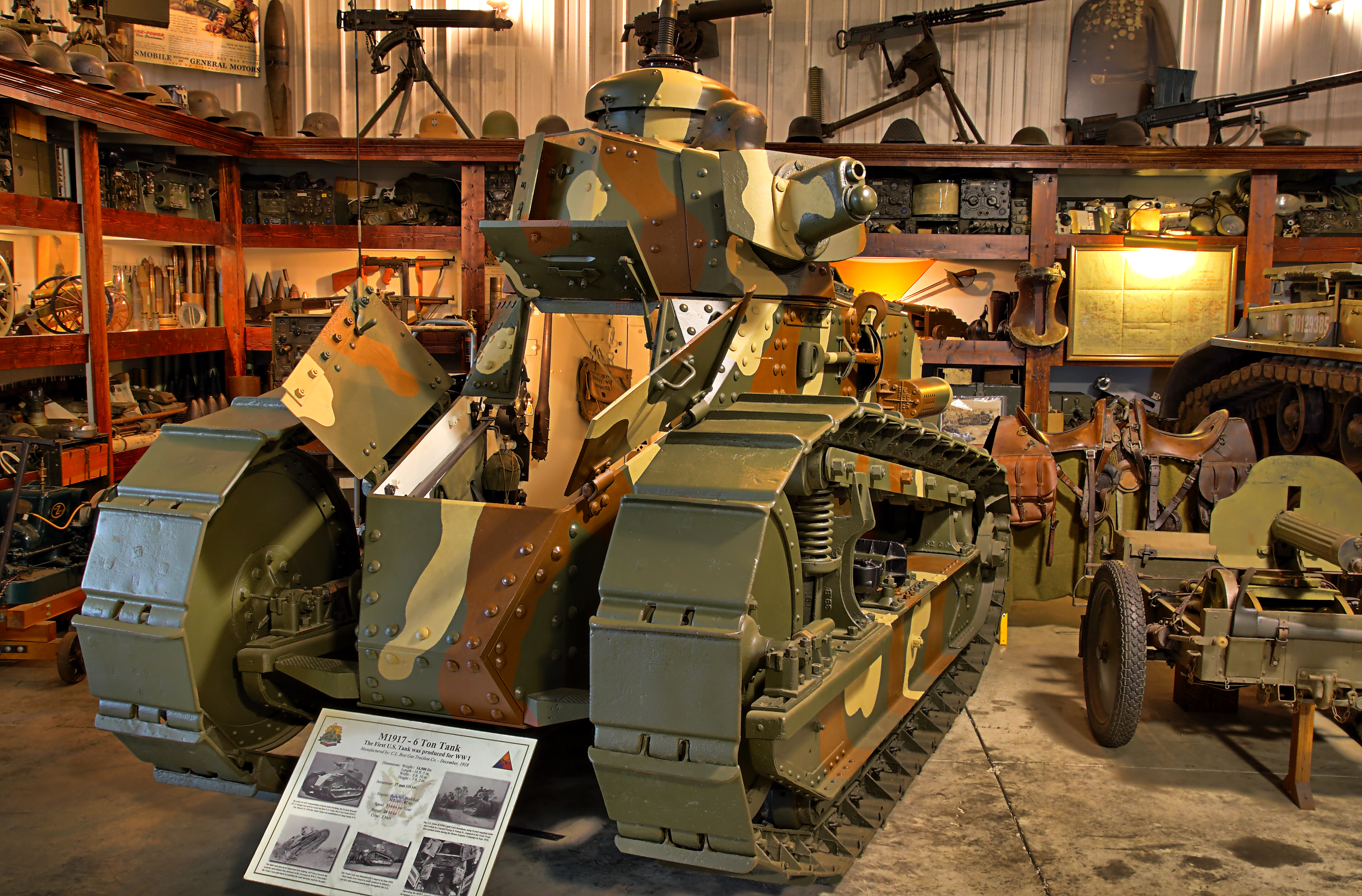
Танк М1917 виробництва США

Танк M1917 був першим в США масовим виробленим танком , що було побудовано на основі ліцензії французького Рено ФТ . Американська армія замовила приблизно 4440 M1917 з 1918 по 1919 рік, отримавши близько 950, перш ніж скасувати контракт. Спершу вирішили що потрібно 1200 одиниць, пізніше збільшили до 4400, та деякі зразки танків, планів та різних частин від Рено були відправлені до США для вивчення. Проект з назвою "Шеститонний спеціальний трактор" мав виконати Департамент боєприпасів. Замовлення на виготовлення були розміщені у приватних виробників. Однак у проекту виникли проблеми: французькі технічні характеристики були метричними і, таким чином, несумісними з американською технікою; координація між військовими відомствами, постачальниками та виробниками була поганою; бюрократична інертність, відсутність співпраці військових відомств та можливі конфлікти інтересів у цілому затримували прогрес.
Армія у Франції очікувала перші 300 M1917-ті до квітня 1918 року, але до червня виробництво ще не розпочалося, що змусило США придбати 144 Рено ФТ у Франції. Виробництво M1917 розпочалося осені, а перші завершені машини з'явились у жовтні. Двоє танків прибули до Франції 20 листопада, через дев'ять днів після підпису перемир'я, а ще вісім у грудні.

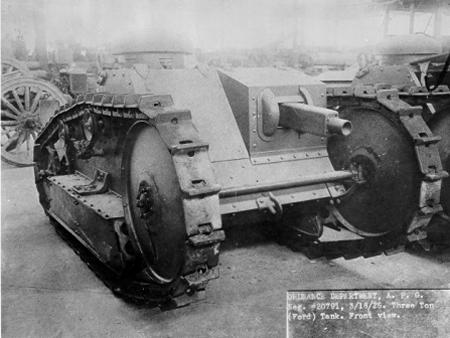
3-тонний танк М1918 Форд

3-тонний Форд M1918 був однією з перших конструкцій легких танків у США. Це був невеликий двомісний танк озброєний кулеметом Браунінг М1919 і здатний досягти максимальної швидкості у 8 миль/год (13 км/год). Проєктувати 3-тонний танк розпочали в середині 1918 року. Цей танк був двомісним, сконструйованим для того, щоб американські військові могли використовувати ще один танк, окрім Рено ФТ. Двома двигунами Форд Модель T керував водій, в той час як навідник сидів поруч з ним і управляв кулеметом калібру .30-06 (Марлін M1917 або Браунінг М-1919) з обмеженим траверсом.
Було укладено контракт на 15 000 цих танків; однак Танковий корпус США вважав, що конструкція не відповідає їхнім вимогам. Контракт на 15 000 танків був припинений після Перемир'я, лише п'ятнадцять танків було вироблено.

## Після Першої світової війни
Після закінчення конфлікту армія США була реорганізована. У 1919 році генерал Першінг рекомендував на спільній сесії Комітету Сенату та Палати представників у військових справах підпорядкувати танки піхоті . Як результат, Закон про національну оборону 1920 р. розпустив танковий корпус США і перепризначив його танки до піхоти, та лише два батальйони важких танків та чотири батальйони легких танків уникнули післявоєнної демобілізації .

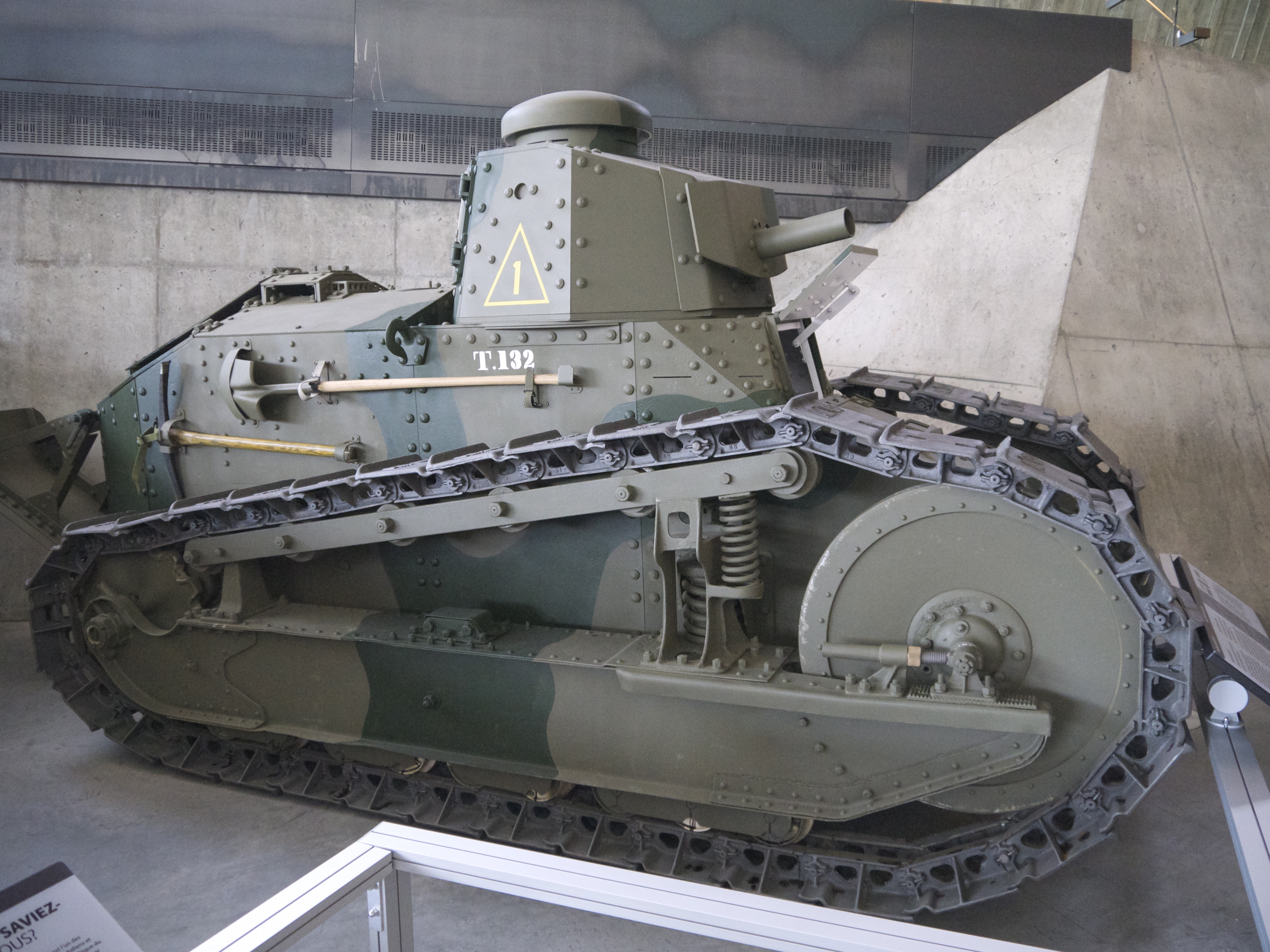
Танк M1917 в Канадському музеї війни

Танки M1917 з'явилися занадто пізно, і вони не брали участі в боях під час війни. Однак у квітні 1927 р. п’ять танків супроводжували експедиційні сили морської піхоти до Тяньцзіня під керівництвом генерала Смедлі Батлера. Вони повернулися до США наприкінці 1928 року. Після скасування танкового корпусу як окремого виду військ та передачі контролю над танками піхоті, кількість танкових підрозділів поступово зменшувалася, а танки були законсервовані або утилізовані.

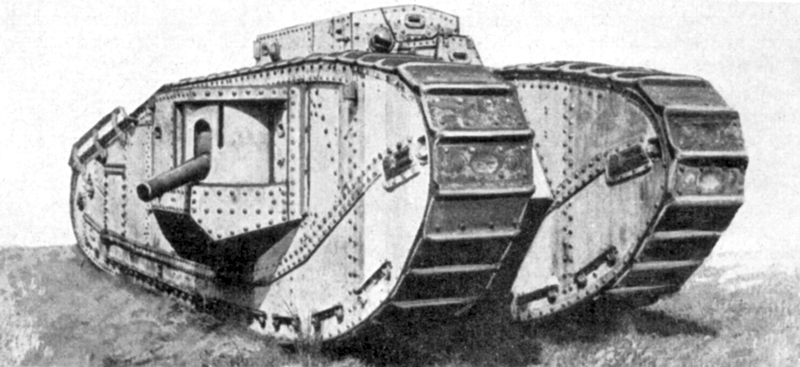
Танк Марк VIII або Свобода.

Танк Марк VIII (або «Ліберті» («Свобода»), за назвою двигуна) був англо-американською розробкою Першої світової війни. Це було спільне зусилля щодо оснащення Франції, Великої Британії та США єдиним важким танком, побудованим у Франції для наступу 1919 року. Випробування нової розробки не було завершено до закінчення війни, і було вирішено побудувати 100 машин у США; вони були побудовані в 1919 та 1920 роках. Американськими танками «Ліберті» оснастили єдиний підрозділ: 67-й піхотний (танковий) полк, що мав базу біля Абердина, штат Меріленд. Дивне позначення підрозділу походило з того, що з 1922 р. усі танки повинні були входити до складу піхоти. Деякі танки «Ліберті» були призначені до 301-го танкового батальйону (важкий), пізніше перейменованого в 17-й танковий батальйон (важкий). Протягом більшої частини 1921-1922 рр. цим підрозділом командував майор Дуайт Ейзенхауер.
Хоча танк Першої світової війни був повільним, незграбним, механічно ненадійним, та його було важко керувати, його цінність як зброї була ясно продемонстрована. Окрім легких і важких категорій американських танків Першої світової війни, ідея середньої категорії почала привертати увагу в 1919 році. Значення термінів як легкі, середні та важкі танки змінювались між війнами. Під час Першої світової війни та негайно після неї танк вагою до 10 тонн вважався легким, середній (вироблений англійцями) був вагою приблизно від 10 до 25 тонн, а важкий - мав вагу понад 25 тонн. Пізніше, під час Другої світової війни, збільшення ваги призвело до того, що конструкції легких танків часто мали вагу понад 20 тонн, конструкції середніх танків вагою — понад 30 тонн, а конструкції важких танків мали вагу понад 60 тонн.
Паттон і Ейзенхауер продовжували брати участь у розробці бронетанкового роду військ, який знайшов тимчасовий притулок у Кемп-Міді під командуванням Семюела Рокенбаха. Зокрема, ці двоє офіцерів сформулювали теорію та доктрину щодо масового використання танків для досягнення проривів та проведення флангових атак. Старші офіцери армії енергійно протистояли цім ідеям, та виступали за використання танків для підтримки піхоти, а не як окремий вид військ, що може проводити незалежні операції. Конгрес також дотримувався цієї точки зору, прийнявши закон 1920 року, за яким Танковий корпус перестав бути незалежним видом військ.
Закон про національну оборону 1920 р. помістив танковий корпус під управління піхотою. Паттон виступав за незалежний танковий корпус і розумів, що танки, що працюють з кіннотою, матимуть більшу мобільність, тоді як танки, прив'язані до піхоти, матимуть більшу вогневу силу. Однак наявні повільні танки часів Першої світової війни та підпорядкування танків піхоті перешкоджали розвитку будь-якої ролі, крім прямої піхотної підтримки, тому розвиток бронетанкових та механізованих сил Сполучених Штатів рухався повільно, що призвело до скорочення фінансування досліджень та розробок танків. Паттон, переконаний, що у танків немає майбутнього, у вересні 1920 року перейшов служити до кінноти. Ейзенхауер пішов через два роки, у січні 1922 року, коли був призначений до штабу піхотної бригади в Панамі.
Військовий департамент США вважав, що два типи танків, легкий і середній, повинні виконувати всі завдання. Легкий танк повинен був перевозитися вантажними автомобілями і не перевищувати 5 тонн повної ваги. Вага середнього танка не повинна була перевищувати 15 тонн, щоб бути в межах вагової місткості залізничних вагонів. Хоча експериментальний 15-тонний танк M1924 досяг етапу макету, ця та інші спроби задовольнити специфікації Військового департаменту та піхоти виявилися незадовільними. Побудувати 15-тонний танк, що відповідав вимогам обох Військового департаменту та піхоти, було просто неможливо.
У 1926 році Генеральний штаб неохоче погодився на розробку 23-тонного танка, хоча чітко дав зрозуміти, що зусилля повинні продовжуватися у виробництві задовільної 15-тонної машини. Піхота також вирішила, що легкий танк, що може перевозитися вантажівкою, найкращим чином відповідає їх вимогам. Результатом від зануреністі піхоти в ідею легких танків та обмеженими коштами для розробки танків в цілому стало уповільнення розвитку більш важких машин і, в кінцевому рахунку, це сприяло серйозній нестачі середніх танків на початку Другої світової війни.

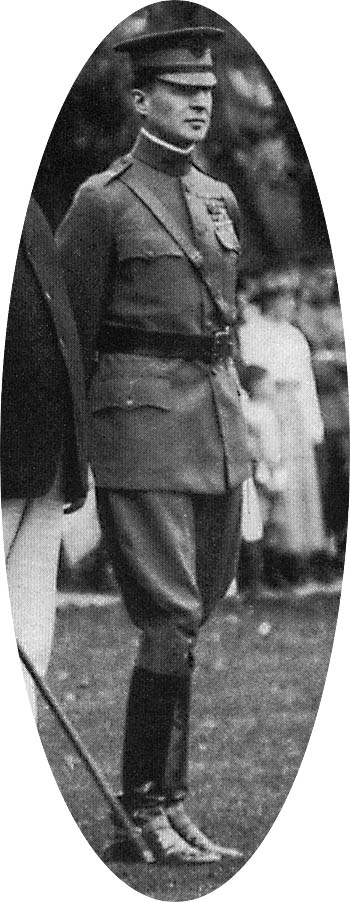
Дуглас Макартур, суперінтендант Вест-Пойнту.

Справжнім початком бронетанкових сил у Сполучених Штатах був 1928 рік, за дванадцять років до того, як вони були офіційно основані, коли військовий міністр Дуайт Девіс наказав розбудовувати танкові сили в армії після спостереження за маневрами Британських експериментальних бронетанкових сил. Директива міністра Девіса 1928 р. щодо розбудови танкових військ призвела до збору та розміщення експериментальної механізованої групи в Кемп-Міді, штат Меріленд, з 1 липня по 20 вересня 1928 року. Загальновійськова група складалася з елементів, забезпечених піхотою (включаючи танки), кавалерією, польовою артилерією, повітряним корпусом, інженерним корпусом, Департаментом озброєння, службою хімічної війни та медичним корпусом. Спроба продовжити експеримент у 1929 році була невдалою завдяки нестачі коштів та застарілому обладнанню, але вправа 1928 року принесла свої плоди, оскільки Колегія механізації  Військового міністерства, призначена для вивчення результатів експерименту, рекомендувала створення постійної механізованої групи.
Незважаючи на недостатнє фінансування, Департаменту озброєння вдалося розробити кілька експериментальних легких і середніх танків. Департамент також співпрацював з інженером Волтером Крісті для проведення випробування прототипів розробки Крісті к 1929 року. Жоден із цих танків не був прийнятий, як правило, тому, що кожен з них перекривав стандарти, встановлені іншими відділеннями армії. Пізніше Паттон тісно співпрацював з Крісті, щоб поліпшити силует, підвіску, потужність та зброю танків. Ідеї Крісті мали великий вплив на танкову тактику та організацію підрозділів у багатьох країнах і, нарешті, на армію США.
21 листопада 1930 р. Дуглас Макартур був призначений начальником Штабу Армії США в званні генерала. Бувши начальником штабу з 1930 по 1935 рік, Дуглас Макартур бажав розвитку моторизації та механізації по всій армії. Наприкінці 1931 р. всім родам військ та службам було наказано прийняття механізації та моторизації, і їм було дозволено проводити дослідження та експериментувати за потребою. Кавалерія отримала завдання розробки бойових машин, які б удосконалювали її роль у розвідці, контррозвідці, флангових діях та переслідуванні.
Після прийняття закону танки належали піхоті, тому кіннота послідовно купувала групу «бойових машин», легкоброньованих та озброєних танків, які часто не відрізнялися від нових піхотних «танків». У 1933 р. Макартур створив основу для майбутньої повної механізації кінноти, заявивши: "Кінь сьогодні не має більш високого ступеня рухливості, ніж тисячу років тому. Тому настав час, коли кавалерія повинна або замінити коня, або допомогти коню як засобу пересування, або ж перейти в забуття непотрібних військових формувань".
У листопаді 1936 року кавалерія армії США вирішила модернізуватись і потребувала повністю броньовані машини, здатні не відставати від кавалерії та виконувати регулярні бойові обов'язки. Кавалерія не мала права займатися розробкою танків, та вона не могла розробити «танк» у звичайному значенні, тому обрала меншу і легшу машину класу «автомобіль». Кавалерія придумала бойовий автомобіль T7, розроблений та побудований в арсеналі Рок-Айленду між 1937 та 1938 роками. Він був заснований на бойовій машині M1, але з розширеним шасі та конвертуємою підвіскою - можливістю пересуватися за допомогою коліс чи гусениць. Єдиний дослідний зразок бойового автомобіля T7 (№ W40223) був доставлений на обстеження в Абердинський випробувальний полігон в серпні 1938 року для випробувань. Незважаючи на те, що він демонстрував гарну швидкість та експлуатаційні якості, представникам кавалерії машина не сподобалася. Випробування затягнулися до 1939 року, але вони були досить успішними. Машина навіть брала участь у маневрах Першої армії у Платтсбурзі штату Нью-Йорк у 1939 році, де кавалеристам вона сподобалось. Однак у жовтні 1939 року кавалерія сформувала нові вимоги до своїх бойових машин, які визначали звичайну гусеничну (не комбіновану) підвіску. Причиною цього рішення було те, що гусениці вже були доступні у прийнятних кількостях та якості, і тому не було необхідності у складності та більшій вартості комбінованих підвісок. Крім того, важкий кулемет Browning M2, яким автомобіль був оснащений, був визнаний недостатнім. Війна, яка йшла в Європі в той час довела, що для того, щоб машина була успішною, їй потрібна відповідна гармата. У жовтні 1939 р., незважаючи на свій потенціал, Колегія механізованої кавалерії рекомендувала закрити розробку та випробування програми бойових автомобілів T7, а також усіх інших машин з комбінованою підвіскою. Таким чином закінчилася розробка колісно-гусеничних бойових машина для армії США.

## Міжвоєнний період

### Бойовий автомобіль T7

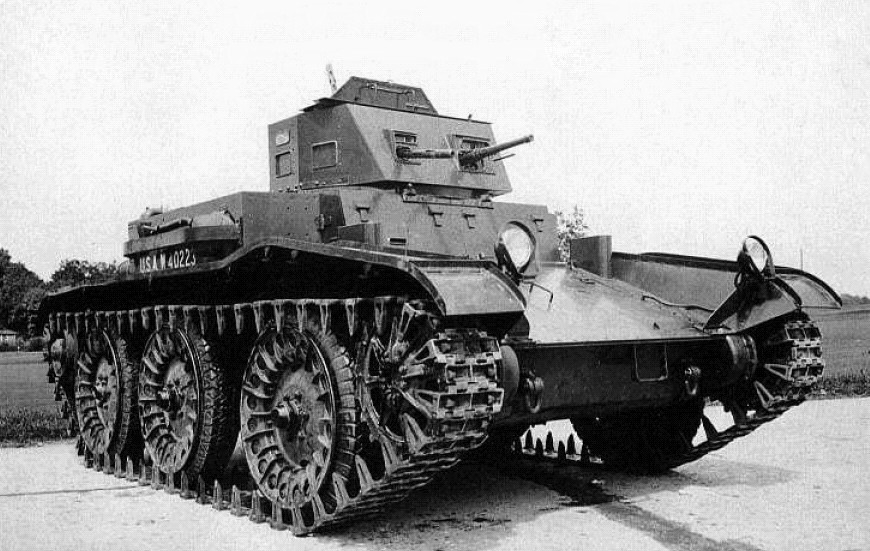
Бойовий автомобіль T7

Бойовий автомобіль T7 був прототипом конструкції легких танків США міжвоєнного періоду. Він міг залежно від місцевості рухатись на колесах або на гусеницях. Незважаючи на те, що за деякими характеристиками він був адекватний, йому не вистачало вогневої сили сучасних танків, і проект був скасований після того, як був побудований лише один автомобіль.

### Бойовий автомобіль M1 та легкий танк M2

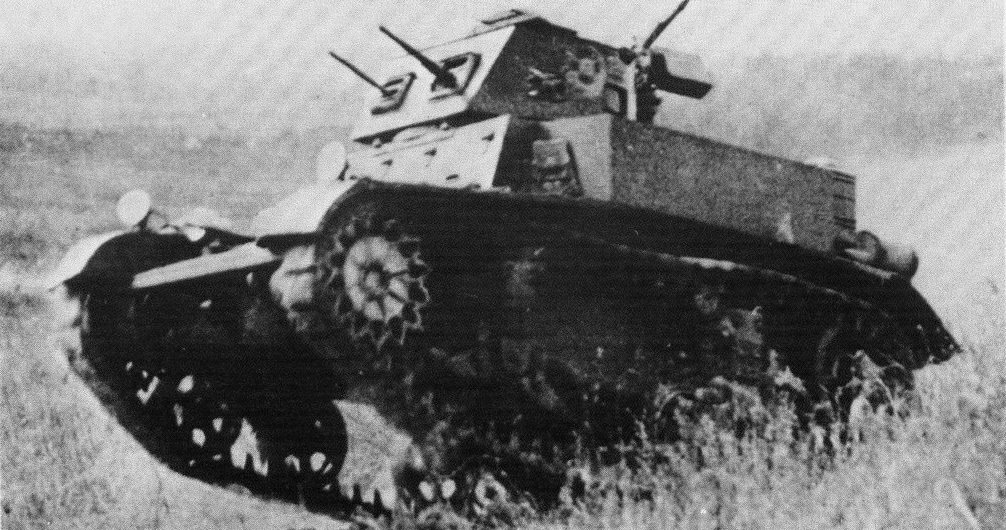
Бойовий автомобіль M1, пізніше призначений як легкий танк M1A2.

Бойовий автомобіль M1 був танкеткою, яку почала використовувати Кавалерія США наприкінці 1930-х. Згідно із Законом про оборону 1920 р. тільки піхотні підрозділи могли використовувати танки. Піхота була оснащена танками М1, озброєними двома кулеметами, к 1935 р. Щоб дозволити оснащення кавалерійських підрозділів армії США озброєними бойовими машинами, танки, розроблені для кінноти, були позначені "бойовими машинами". Кавалерія обрала єдину, більшу башту, яка монтувалася на їхні танки М1. Інші модернізації включали покращену підвіску, покращену трансмісію та краще охолодження двигуна. Позначення Combat Car було відмінено в 1940 році, і машину було перейменовано в легкий танк M1A2.

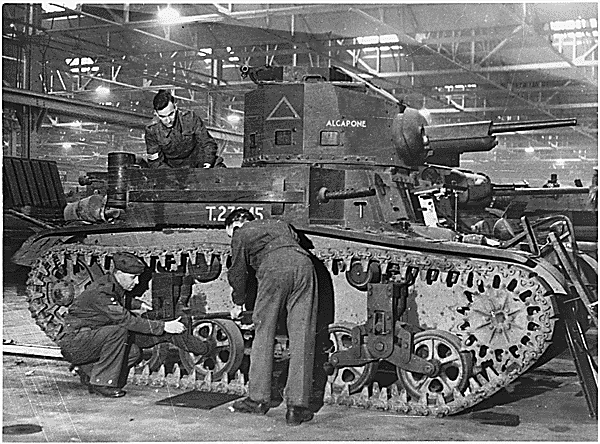
Легкий танк M2A4.

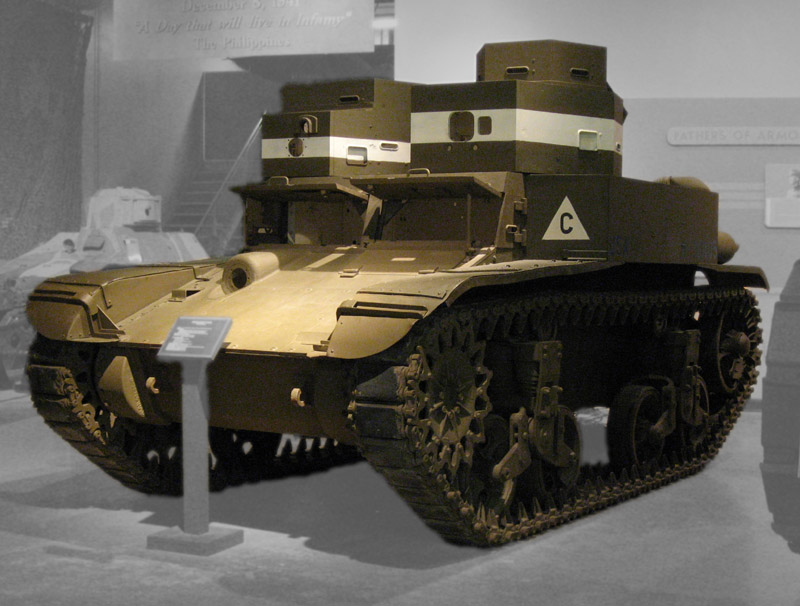
M2A2 "Мей Уест" на виставці в музеї кавалерії та броні Паттона, Форт-Нокс, штат Кентуккі.

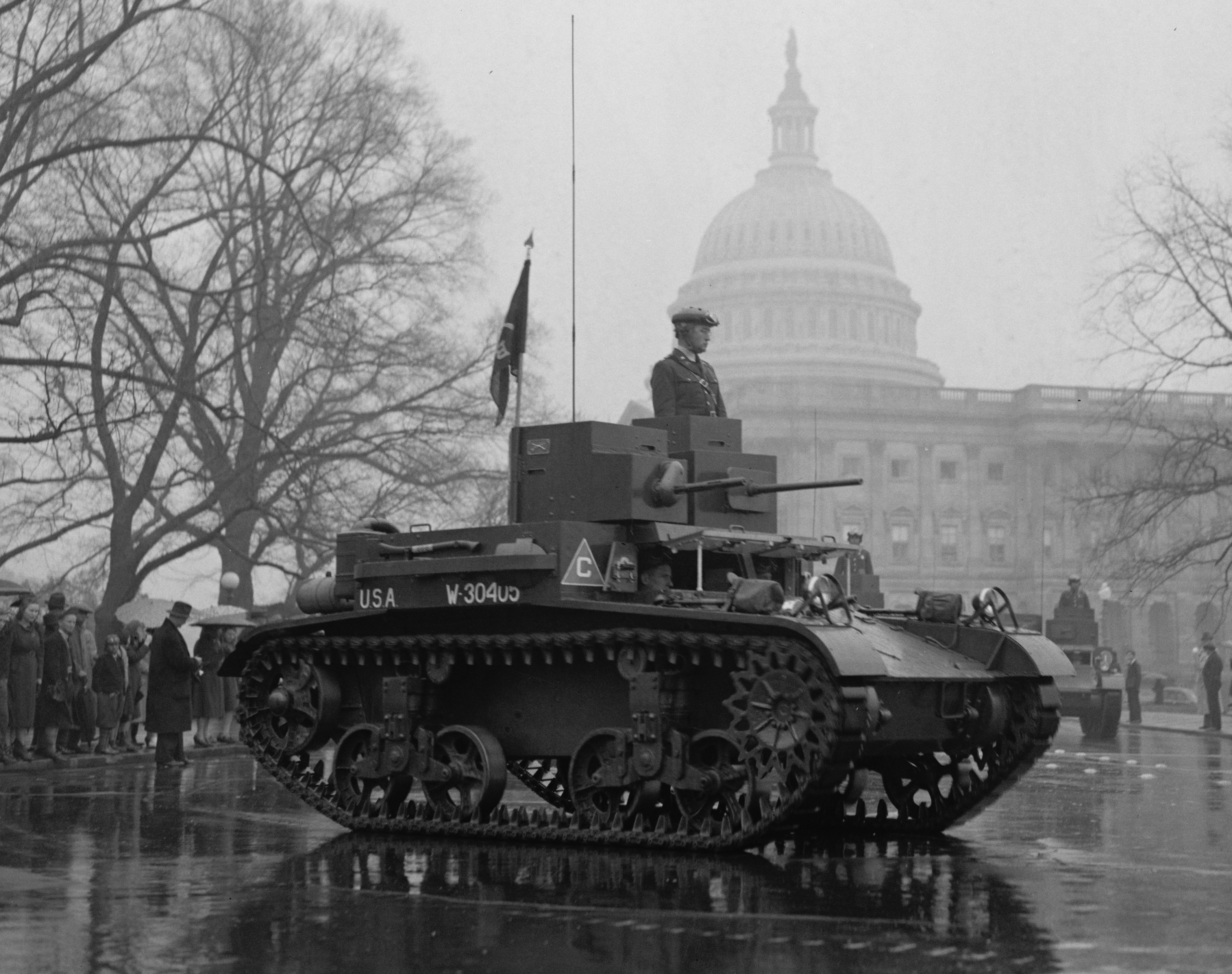
Легкий танк M2A3 на параді Дня армії. Вашингтон, 1939

Наступний танк M2 Light Tank був розроблений в 1935 році Арсеналом Рок-Айленд для піхоти  Армії США . Розробка виникла на базі більш ранніх конструкцій середніх танків Т1 та Т2 1929 р. та мала вплив від 6-тонного «Віккерса». Його озброєнням були - кулемет M2 Browning калібром 0,50 (12,7 мм) та кулемет калібру .30-06 (7.62мм) Browning М1919, обидва встановлені в однієї башті. Після того, як було поставлено 10 одиниць, піхота вирішила перейти на конфігурацію подвійних башт, коли кулемет .30 калібру перемістився в другу башту. Ці ранні танки з подвійними баштами у військах отримали прізвисько "Мей Вест", по імені популярної грудастої кінозірки. Розташування подвійних башт було неефективним, але було загальною рисою легких танків 1930-х років, які походили від Вікерсів, таких як радянський Т-26 та польський 7ТР.
Удосконалена версія легкого танка M2 була відома як M2A4. Цій танк був озброєний високошвидкісною 37-мм гарматою М3 і коаксіальним кулеметом в одній башті, служив у складі 1-го танкового батальйону морської піхоти на Гуадалканалі у 1942-43 роках. M2A4 була єдиною моделлю серії М2, яка була в бою. Арсенал Рок-Айленд також розпочав роботу над новим середнім танком, заснованим на дизайні легкого танка M2. Спочатку танк був названий T5, затим перероблена модель (з радіальним двигуном R-975 потужністю 350 к.с.) була перейменована на середній танк M2 в червні 1939 року.

### Легкий танк Т1 і середній танк Т2

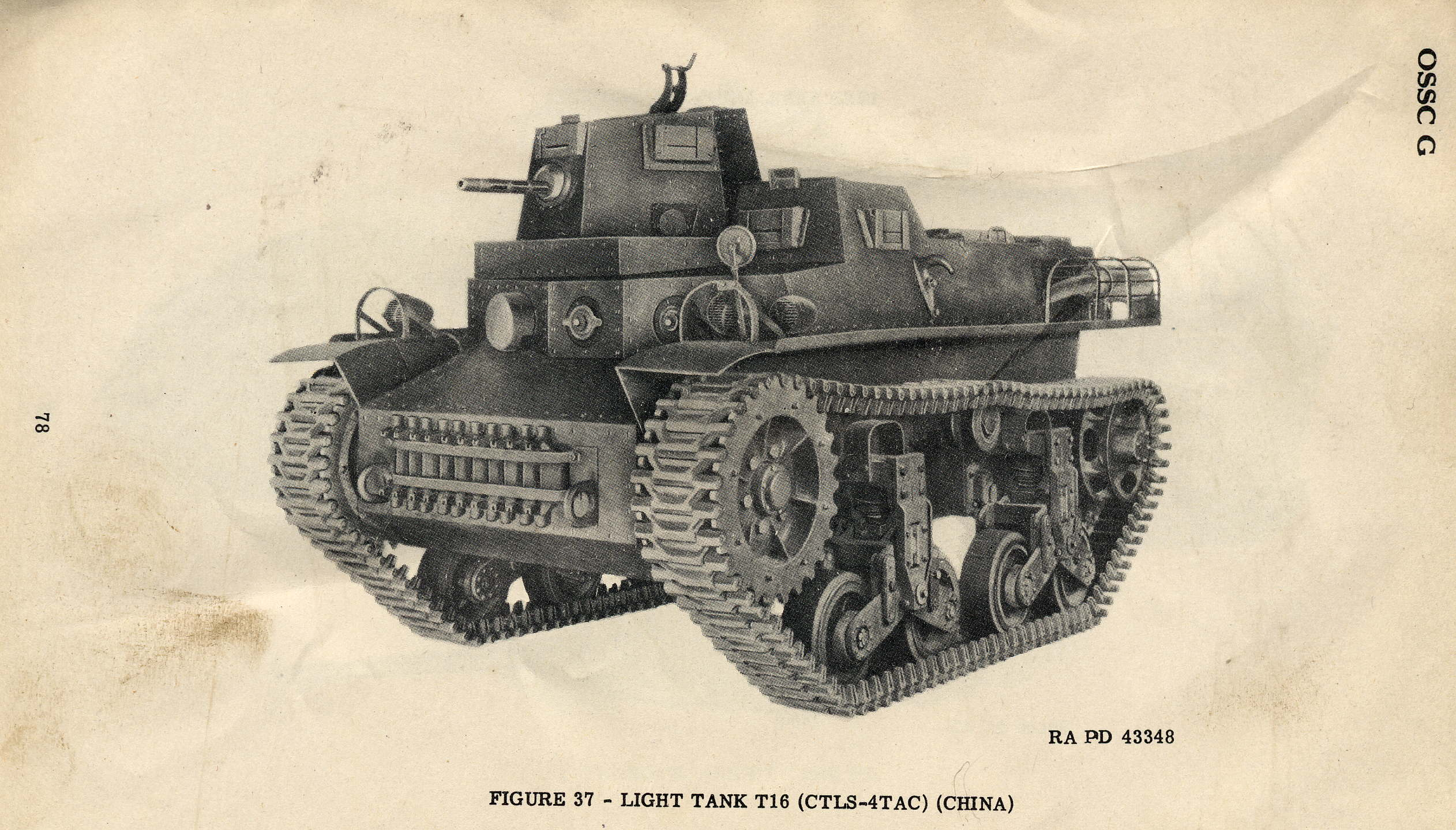
Легкий танк Т16

Легкий танк Т1 та середній танк Т2 були прототипами, які розроблялися в 1920-х роках, але незабаром застаріли, хоча їх розробка допомогла розвитку конструкцій більш пізніх танків.

### Легкі танки Мармон-Херрінгтон

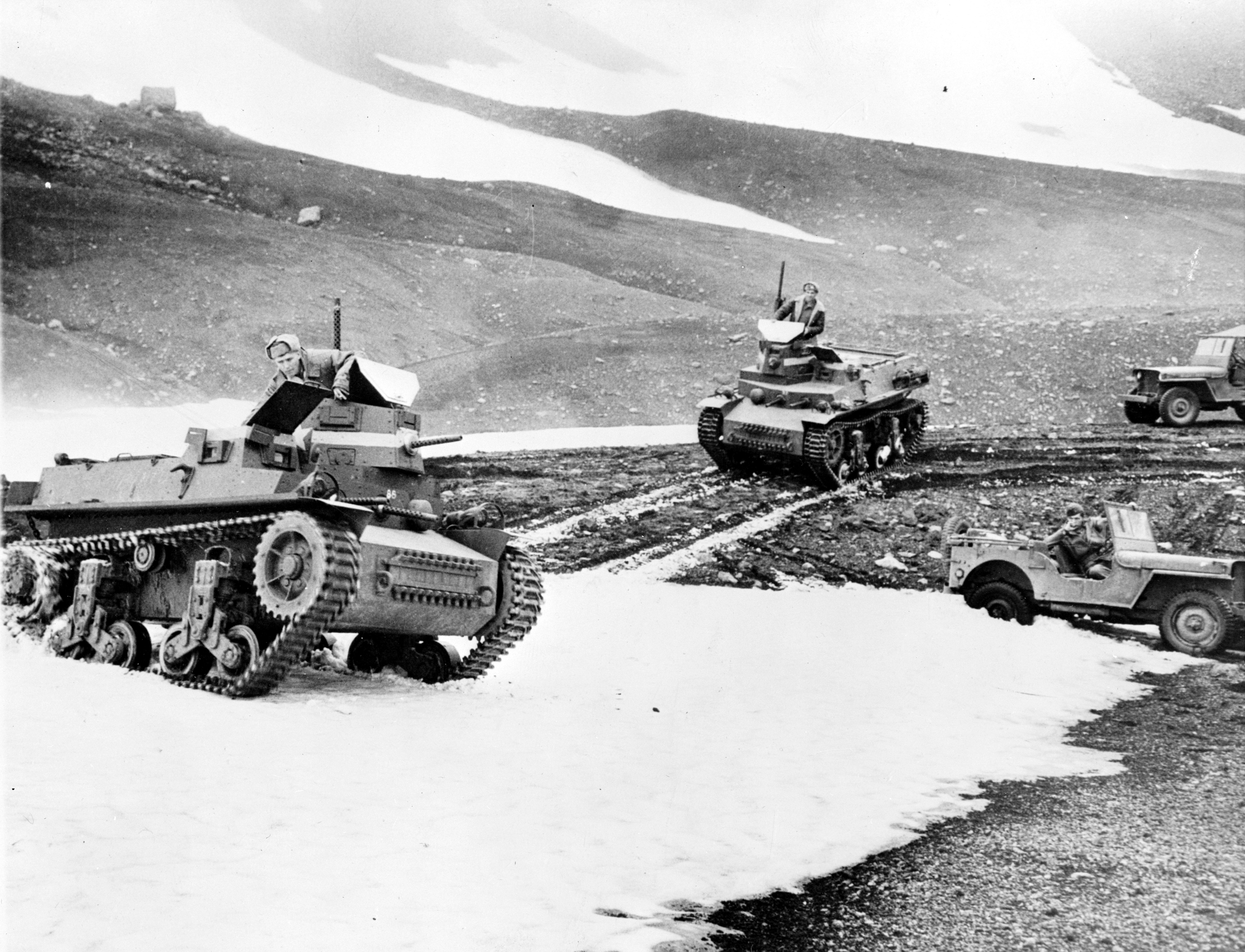
Танки Мармон-Херрінгтон CTLS (CTLS-4TAC на передньому плані та CTLS-4TAY на задньому плані) на Алясці, влітку 1942 року.

Бойовий танк "Мармон-Херрінгтон" (англ. Marmon-Herrington CTLS)- це легкий танк, що вироблявся для експорту на початку Другої світової війни. CTL-3 мав двох членів екіпажу і був озброєний трьома кулеметами Browning М1919 калібру .30 . Кілька таких танків були в бою у голландсько-Ост-Індський операції.

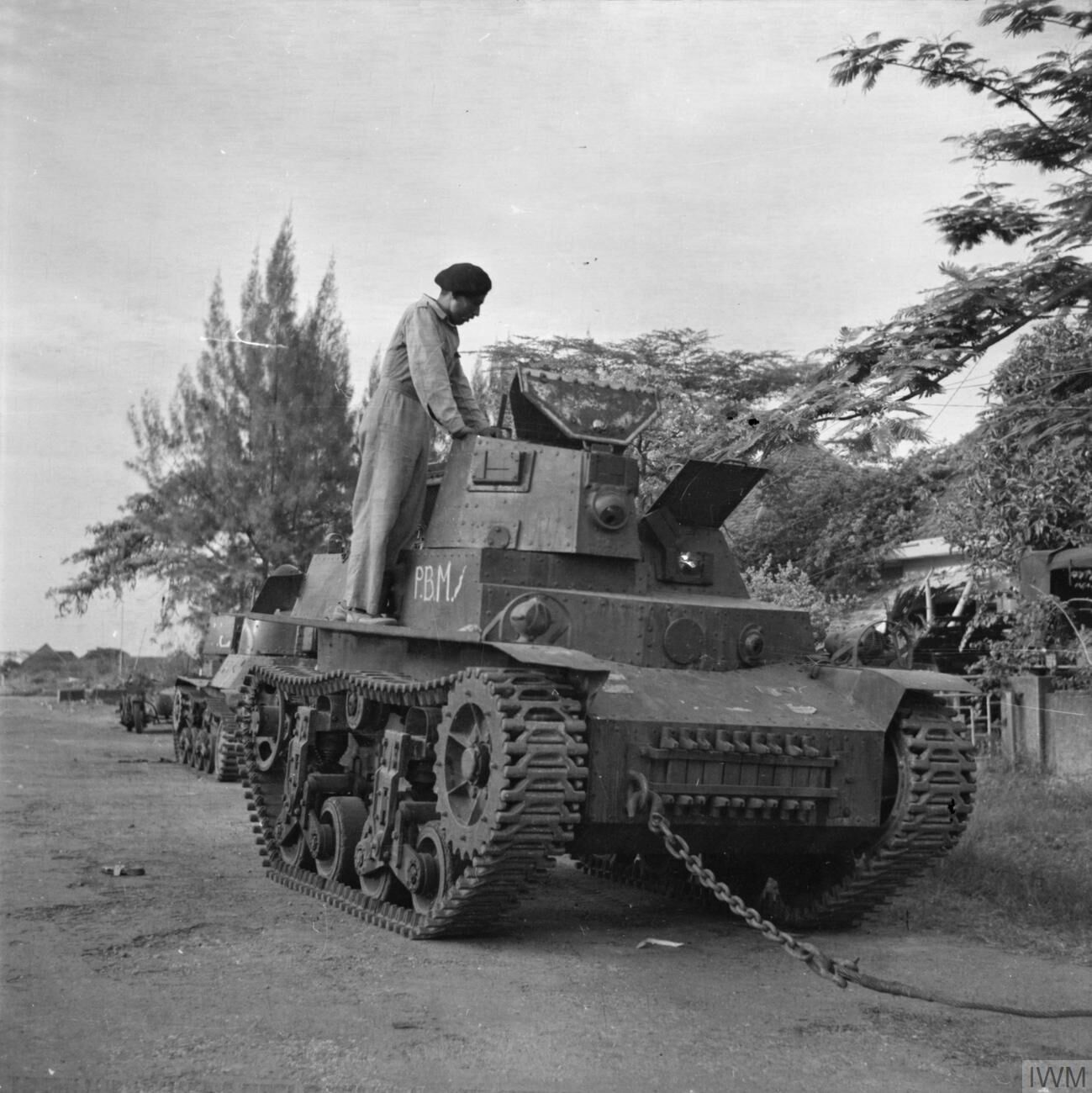
Мармон-Херрінгтон CTLS в Сурабаї, 1945 рік.

У середині 1942 року партія танків голландського заказу була перенаправлена до Австралії, де вони використовувались для навчання.

Після нападу на Перл-Харбор, Армія США взяла у володіння деякі з цих танків і розмістила на Північній Алясці під назвою Т14 і Т16. Ці танки були також відправлені  Національно-революційній армії Китаю, які вели боротьбу з японцями, та понад 600 танків T16 CTMS було доставлено до Китаю на умовах Ленд-лізу.

### Середній танк M2

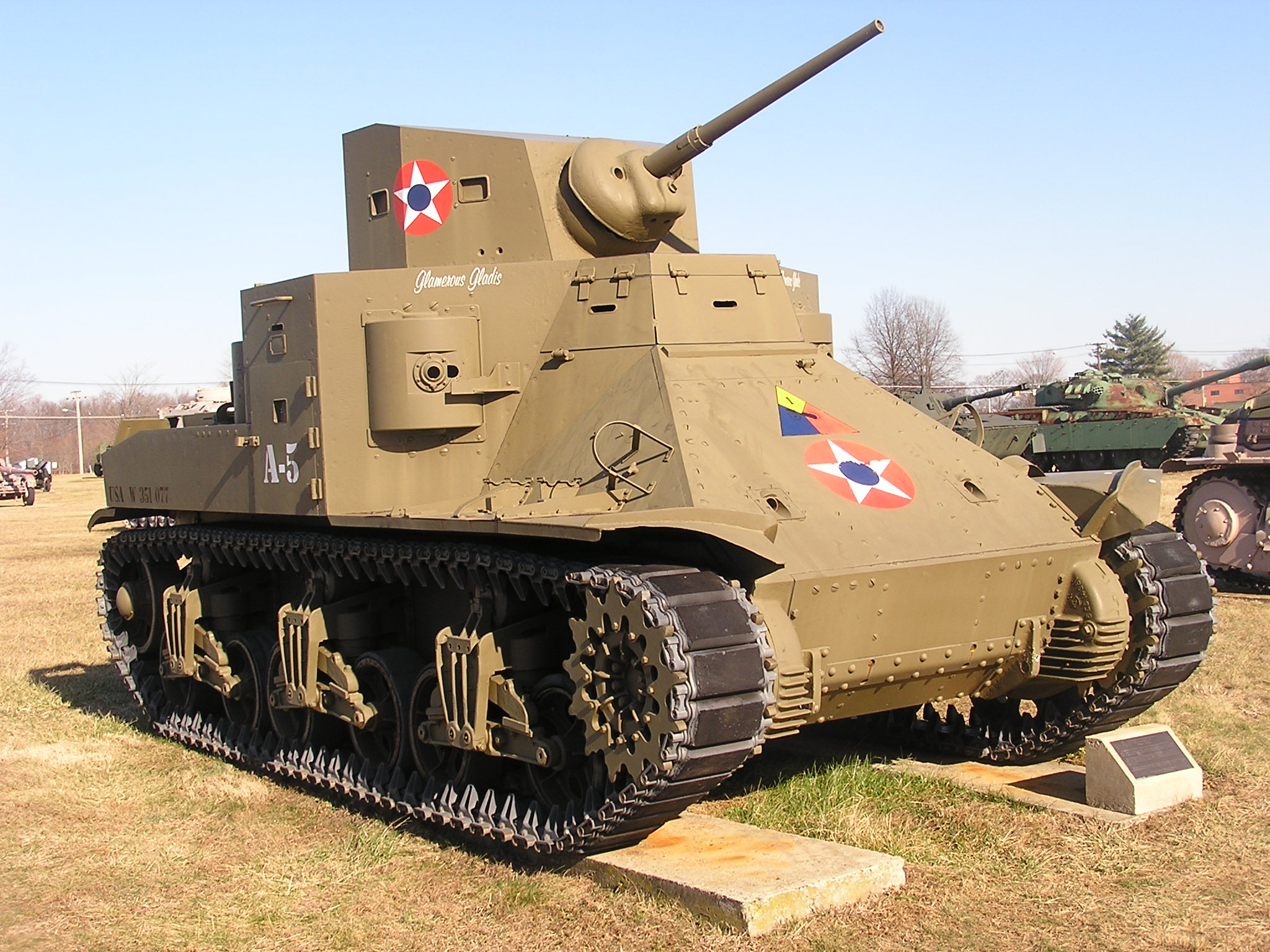
Середній танк M2

Середній танк M2 був більшим за розміром розвитком легкого танка M2 і був вперше виготовлений в 1939 році арсеналом Рок-Айленд, безпосередньо перед початком війни в Європі . Багато компонентів були загальноприйнятими або використовували конструкцію подібну до конструкції легкого танка М2, в тому числі вертикальну підвісну пружинну підвіску, яка також застосовувалась в наступних танках. Двоколісні візки підвіски були встановлені зовні корпусу, а гусениці з гумовими втулками та гумовими башмаками виявилися довговічними на дорогах. Спочатку M2 мав радіальний двигун Wright R-975 з повітряним охолодженням. На танк M2A1 поставили двигун з наддувом R-975 С1, щоб забезпечити додаткові 50 к. с. (37 кВт) на загальну кількість 400 кінських сил (300 кВт).
Середній танк М2 мав унікальні особливості, такі як 7 кулеметів M1919 Browning, дефлектори куль та похилу броню на передній частині корпусу (плита гласис). Основним озброєнням була 37-мм гармата. М2 мав 32-мм бронювання башти; M2A1 мав 51-мм броню. Особливості конструкції танків M2, як добрі, так і погані, надали багато уроків для американських розробників танків, які згодом були застосовані з великим успіхом у танках M3, M4 Шерман та багатьох інших бойових машинах.
Всього було вироблено 18 танків М2 і 94 вдосконалених танки М2А1, загалом 112. Це була невдала конструкція для бою - з тонкою бронею, неадекватним основним озброєнням і високим силуетом. Чотири кулемети, встановлені у спонсонах, виявилися непотрібними. Але це дало важливі уроки, що були корисними для розробки пізніших середніх танків М3 та М4. Зокрема, похила фронтальна броня корпусу М2 (гласис) була надзвичайно вдосконаленою для конструкції 1939 року і стала постійною особливістю конструкції американських танків. Події в Західній Європі та на Східному фронті швидко показали, що танк М2 застарів, і його ніколи не застосовували за кордоном у боях; його використовували для навчальних цілей протягом усієї війни.
Крайслер відкрив новий завод танків - "Детройт Арсенал", щоб виготовляти M2, а уряд США уклав контракт у серпні 1940 року на виробництво 1000 машин. Оскільки події в Європі довели, що М2 застарів, уряд змінив контракт до початку виробництва. Замість середніх танків M2 завод мав побудувати 1000 танків M3 Грант. Виробництво M2 було повернуто до арсеналу Рок-Айленд, де було збудовано 94 M2A1. У M2A1 була трохи краща броня та дещо більша башта, ніж у оригінального M2, оскільки M2A1 мав башту від легкого танка M3 Stuart, з товщиною броні маски гармати 2 дюйма (51 мм).

## Друга Світова війна

### Легкі танки

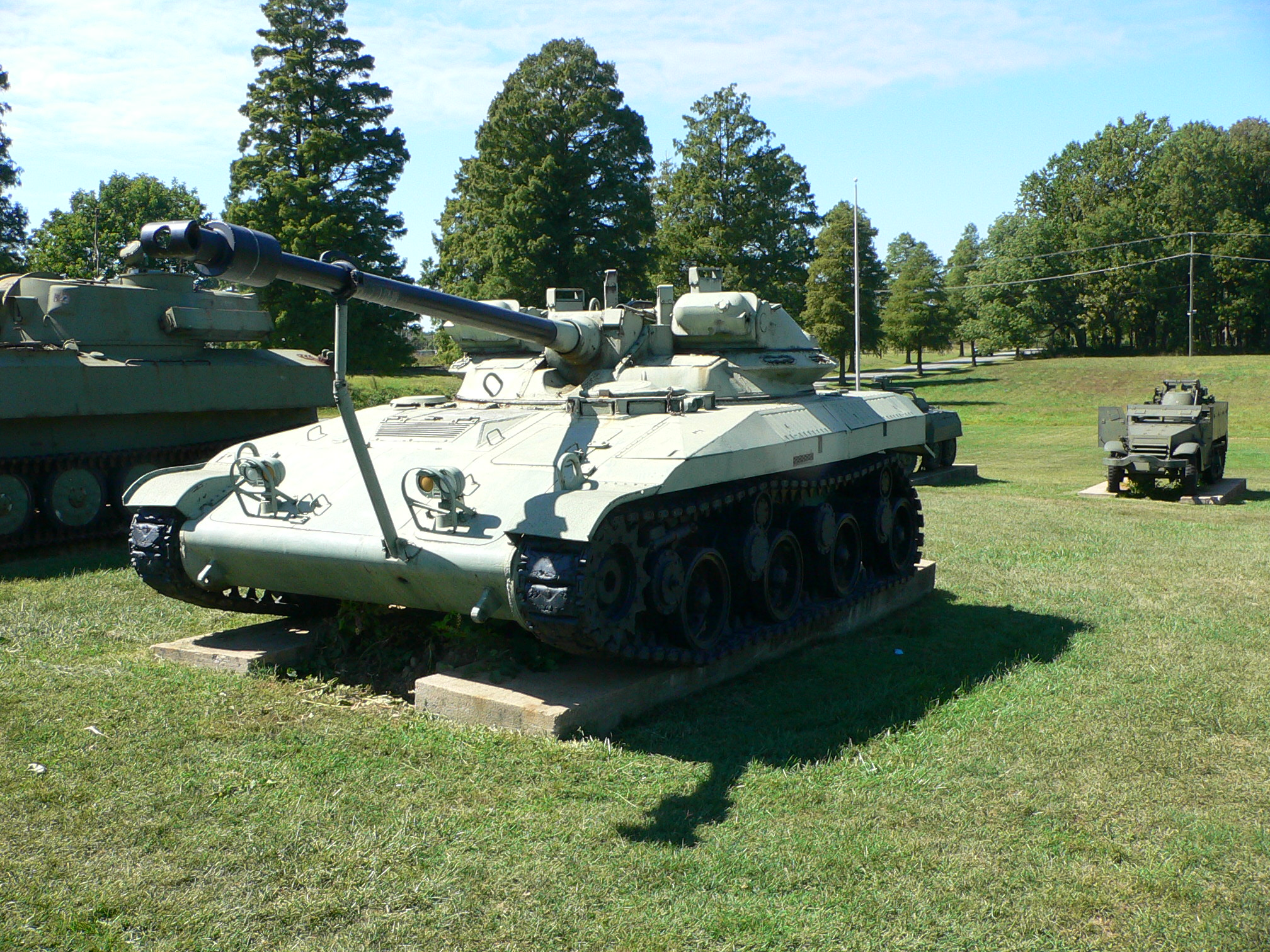
Легкий танк T92

#### Легкі танки М3 та М5

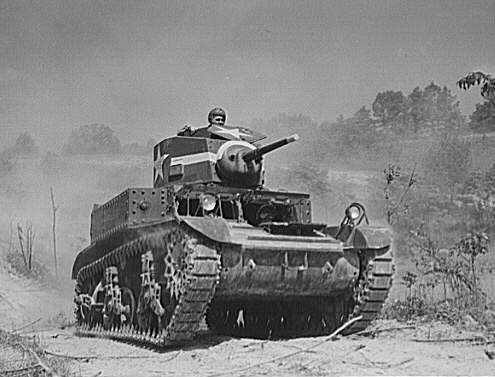
М3 Стюарт у Форт-Нокс, штат Кентуккі, на тренуваннях.

Легкий танк M3  був модернізацією легкого танка M2. Битва за Францію прискорила американську танкову програму, оскільки американські спостерігачі побачили, як легко британські та французькі легкі танки були знищені німецькими танками. У липні 1940 р. розпочалася робота над новим легким танком на базі М2.
Легкий танк M3 мав товщу броню, модифіковану підвіску та 37-мм гармату. Виробництво танка M3 і пізніше танка M5 Стюарт розпочалося в березні 1941 року і тривало до жовтня 1943 року. Загалом вироблено 25 000 легких танків М3 та М5.

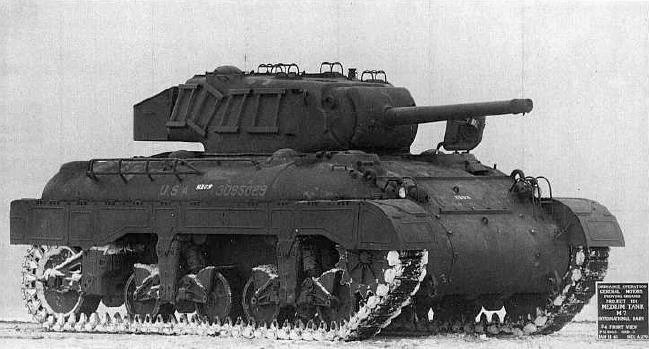
M7, невдалий прототип середнього танка, призначений замінити танки Стюарт.

Модернізований танк М3, який спочатку називався М4, але згодом був названий М5, був розроблений з вдосконаленими двигунами і випущений в 1942 році. У М5 був перероблений корпус, а люки водія та помічника водія були переміщені на дах корпусу. Також була розробка легкого танка М7, заснована на конструкції танка М4 Шерман, але М7 був настільки важким, що його довелося перекласифікувати на середній танк. М7 не вироблявся масово, виготовили лише 13 одиниць. Танк M5 поступово заміняв M3 у виробництві з 1942 року, і, у свою чергу, його наступником у 1944 році став легкий танк M24 Chaffee.

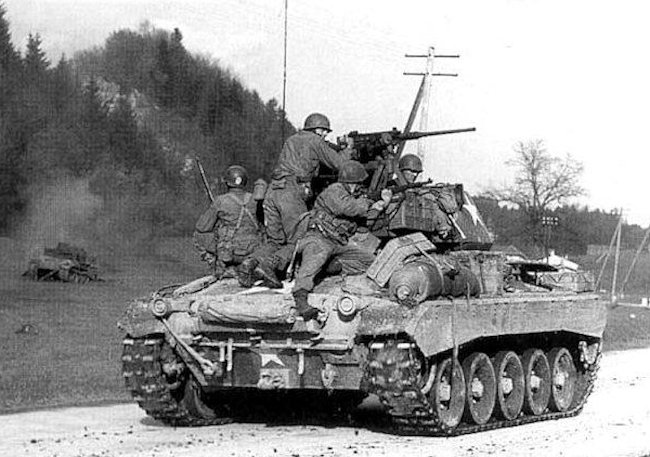
Легкий танк М24 в дії

Першою застосувала М3 в бою Британська армія. У листопаді 1941 р. близько 170 М3 Стюартів взяли участь в операції «Крусейдер» з кепськими результатами.
Хоча великі втрати підрозділів, оснащених танками М3 Стюарт, були спричинені кращою тактикою та підготовкою противника, ніж перевагами танків противника в північно-африканській кампанії, в ході дій було виявлено, що М3 мав кілька технічних недоліків. У британських скаргах згадувалися обмежена дальність 37-мм гармат і невдале внутрішнє компонування. Башта з двома членами екіпажу була значним недоліком танка, і деякі британські підрозділи намагалися вести бій з трьома танкістами у башті. Екіпажам подобалася висока швидкість руху та механічна надійність танків.
З літа 1942 року, коли була отримана достатня кількість американських середніх танків, британці зазвичай не допускали М3 Стюарти до бою з танками ворога. М3, М3А3 та М5 продовжували бути у британських військах до кінця війни, але британські бронетанкові частини мали меншу долю цих легких танків, ніж американські підрозділи. Армія Республіки Китай також отримала танки M3A3, а деякі пізніше були використані у боротьбі проти комуністичних сил.

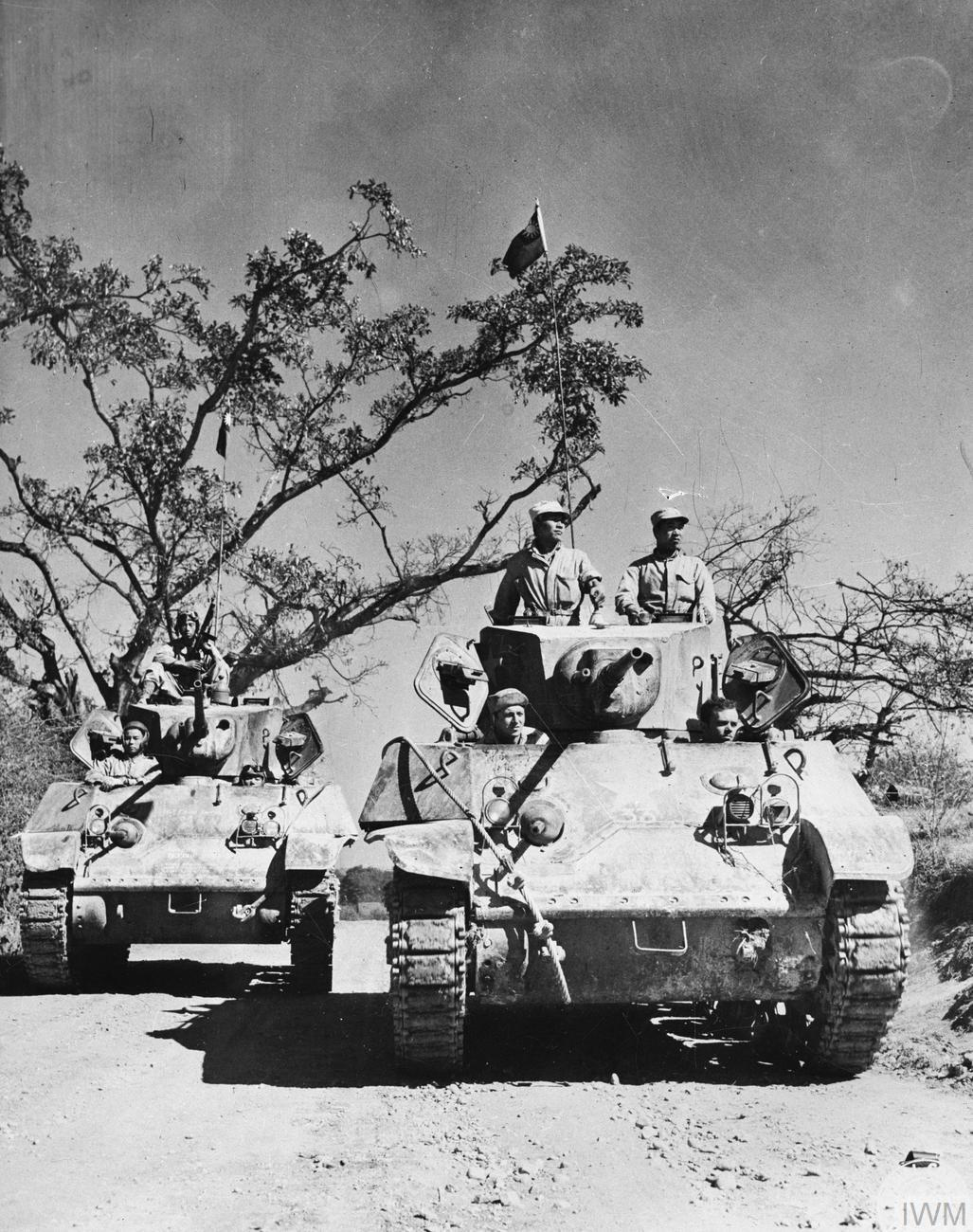
Китайська армія оперує танками M3A3 Стюарт на дорозі Ледо

Інший головний одержувач танків М3 за Ленд-лізом, Радянський Союз, був ще менш задоволений танком, вважаючи, що він недостатньо озброєний, недостатньо броньований, легкозаймистій і занадто вимогливий до якості палива. Вузькі гусениці були вкрай непридатними до експлуатації в зимових умовах, завдяки їх високому тиску на ґрунт танк загрузав. Однак Стюарт був кращій ніж радянські легкі танки початку війни, такі як Т-60, які часто були малопотужними і мали навіть легше, ніж Стюарт, озброєння. У 1943 році Червона армія випробувала танк M5 і вирішила, що оновлена конструкція не була набагато кращою, ніж у танка M3. СРСР, бувши менш розпачливим, ніж у 1941 році, відхилив американську пропозицію поставляти M5. Танки М3 продовжували обмежену службу в Червоній Армії принаймні до 1944 року.
На службі в армії США М3 вперше побачив бій на Філіппінах. Два батальйони у складі Тимчасової танкової групи воювали в битві за півострів Батаан. У 1941 році начальник штабу армії США генерал Джордж Маршалл наказав, що нові легкі танки М3 Стюарт, які сходили з конвеєрів, мали мати найвищий пріоритет у посиленні військ під командуванням генерала Макартура в Тихому океані. Активовані 194-й та 192-й танкові батальйони Національної гвардії армії США були оснащені кожен 54 новими танками М3 Стюарт,  а також 23 напівгусеничними автомобілями на батальйон. 194-й танковий батальйон Національної гвардії Каліфорнії відплив з Сан-Франциско 8 вересня 1941 року та прибув на Філіппіни 26 вересня. За 194-м батальйоном слідував 192-й танковий батальйон, що до того тренувався у Форт-Ноксі, та дістався до Маніли у листопаді.
21 листопада 1941 року 192-й та 194-й танкові батальйони були об'єднані для формування Тимчасової танкової групи під командуванням полковника Джеймса Р.Н. Вівера. З подальшим початком бойових дій та висадкою японців уздовж узбережжя в грудні Тимчасовій танковій групі було наказано здійснити контратаку  десантних військ та прикрити відступ союзників на півострів Батаан.

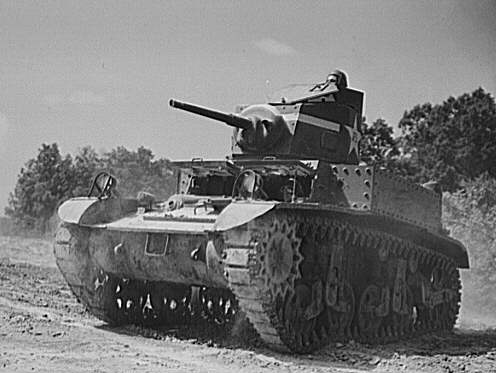
Танк армії США M3 Стюарт у Форт-Ноксі, штат Кентуккі

22 грудня 1941 р. 192-й танковий батальйон став першим американським підрозділом, який вступив в бій проти танків супротивника під час Другої світової війни, коли натрапив на танки 4-го танкового полку Імперської японської армії. Танки М3 192-го танкового батальйону протистояли легким танкам типу 95 Ха-Го, які також були озброєні 37-міліметровими гарматами, але оснащені дизельними двигунами. Легкий танк типу 95  був в авангарді танкових технологій, коли він був розроблений в 1935 році. І 192-й, і 194-й танкові батальйони продовжували сутички з 4-м танковим полком  коли вони відступали до Батаану. Під кінець боїв за Батаан два танкові батальйони намагалися захищати пляжі, аеродром та надавали підтримку піхоті, коли 8 квітня 1942 року 192-й та 194-й отримали наказ підготуватися до знищення своїх М3. Однак не вдалося знищити всі танки, та багато танків М3 були захоплені та використані ворогом під час війни. Коли Філіппіни були звільнені в 1944/45 рр, частина захоплених легких танків М3 Стюарт була повернута назад. Підрозділ вийшов на півострів Батаан в рамках загального відступу і припинив своє існування 9 квітня 1942 року, коли капітулювали останні вцілілі американські та філіппінські війська на півострові Батаан.
Коли наприкінці 1942 р. американська армія взяла участь в Північноафриканської кампанії, підрозділи з танками М3 все ще складали значну частину танкових сил.
Після згубної битви за перевал Кассерін армія США швидко розпустила більшість своїх легких танкових батальйонів і підпорядкувала М3 Стюарти батальйонам середніх танків для виконання традиційних кавалерійських завдань з розвідки та спостереження. До кінця війни більшість танкових батальйонів США мали три роти M4 Sherman та одну роту M3 або M5 / M5A1.

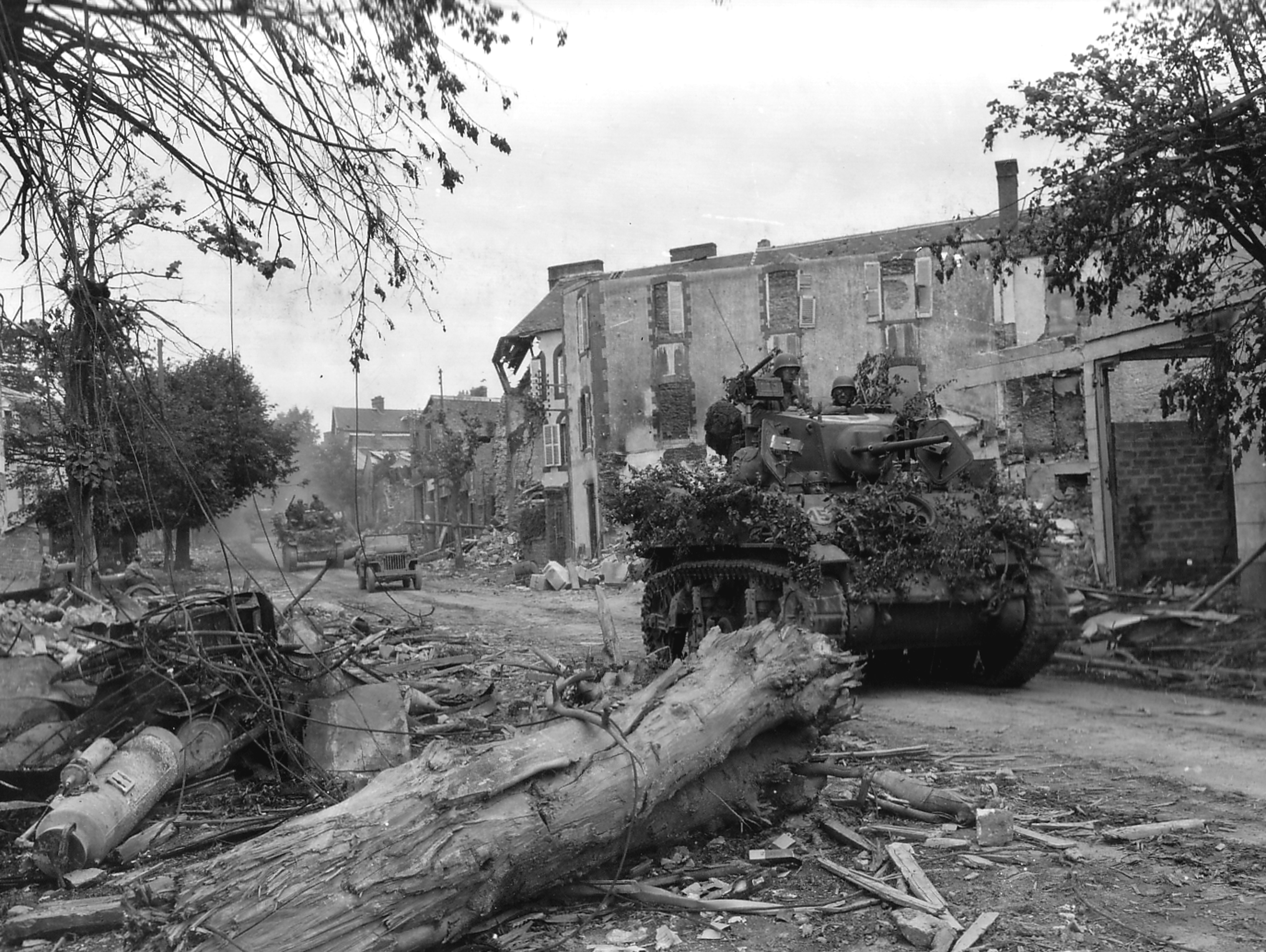
Легкий танк M5A1 Стюарт

У Європейському театрі легкім танкам союзників доводилося виконувати функції кавалерії та вогневої підтримки піхоти, оскільки їх гарматне озброєння не могло конкурувати з важчими ворожими танками. Однак М3 Стюарт все ще був ефективним у боях Тихоокеанського театру, оскільки японські танків було небагато і, як правило, вони були набагато слабшими, ніж навіть легкі танки союзників. Японські піхотинці були погано оснащені протитанковою зброєю і, як правило, атакували танки, використовуючи тактику атаки впритул. У цих боях М3 Стюарт був лише помірно вразливішим за середні танки. Крім того, для театру дій були загальні погані дороги та рельєф місцевості, що були непридатними для набагато важчих середніх танків М4, і тому спочатку можна було застосовувати лише легкі танки. Зрештою важчі танки M4 були використані для подолання сильно укріплених позицій, хоча М3 Стюарт продовжував служити в військах до кінця війни.

Армія США позбавилась танків М3, коли отримали достатню кількість M24 Чаффі, але танк М3 залишився в експлуатації до кінця війни та ще довго після того. Окрім США, Великої Британії та Радянського Союзу, які були основними користувачами М3, їх також використовували Франція та Китай.

#### М22 Локаст

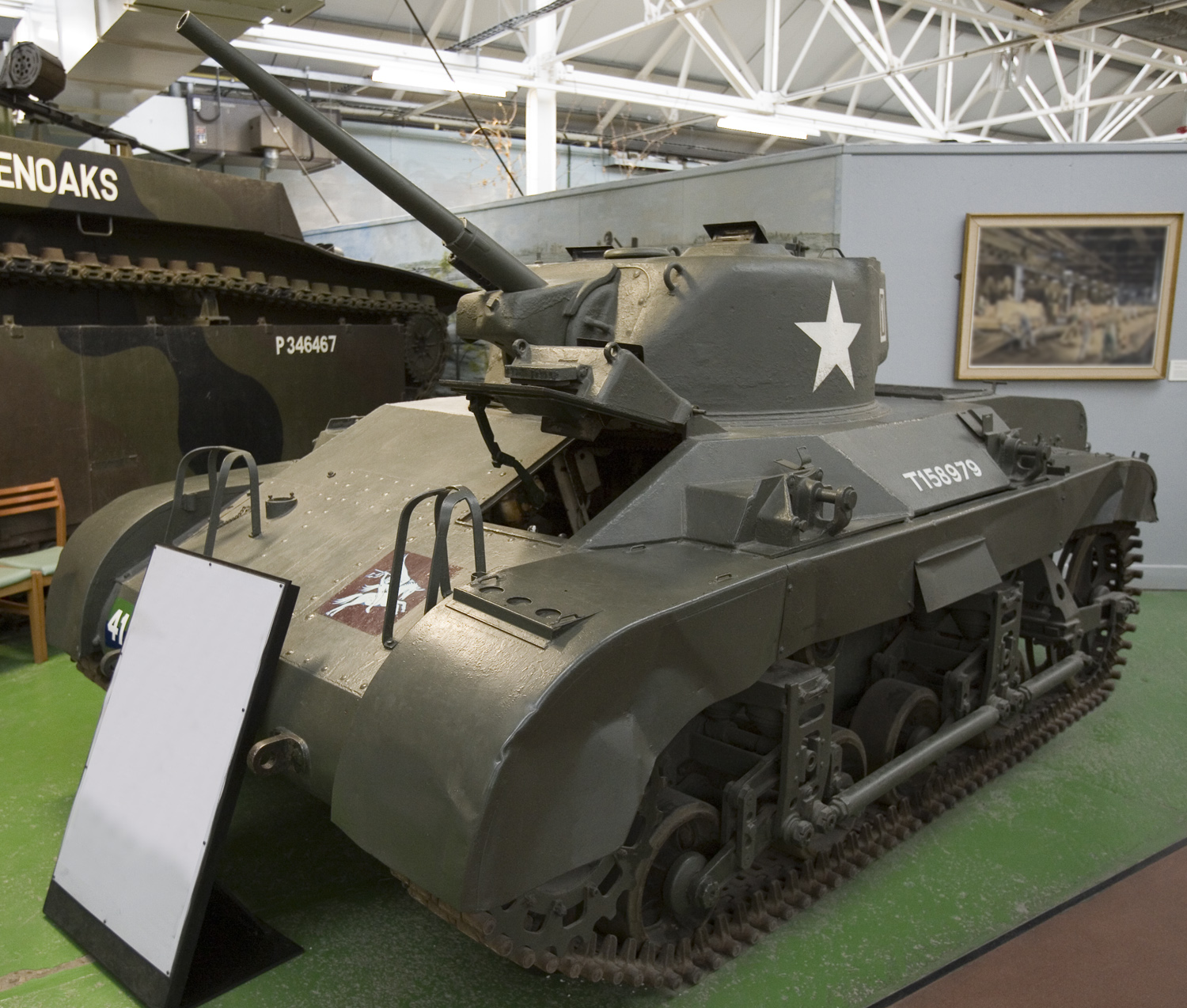
Легкий танк M22 Локаст

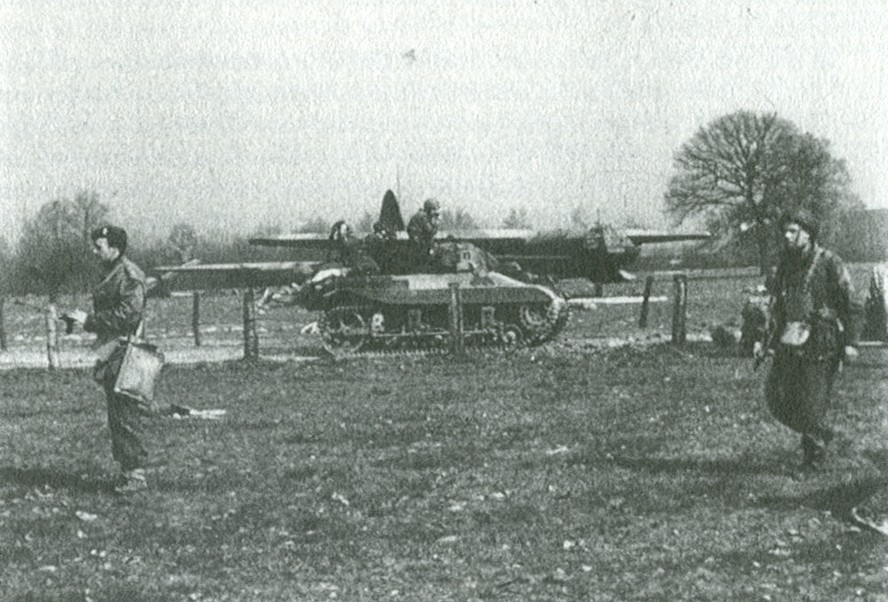
Танк М22 Локаст в дії. Операція «Версіті».

Розробку легкого танка (ВДВ) M22 Локаст (Сарана) почали наприкінці 1941 року у відповідь на запит британських військовиків про аеромобільний легкий танк, який можна було б транспортувати на поле бою за допомогою планера. Департамент озброєнь США обрав компанію Мармон-Херрінгтон для проектування та побудови прототипу повітряно-десантного танка в травні 1941 року. Прототип Т9 був розроблений таким чином, щоб його можна було транспортувати як під транспортним літаком Douglas C-54 Skymaster, так і всередині планера General Aircraft Hamilcar.
Після внесення змін до прототипу Т9, виробництво розпочалося у квітні 1943 року. Однак воно суттєво затрималося, коли було виявлено кілька недоліків в конструкції танка. Мармон-Херрінгтон тільки почав виробляти значну кількість Т9 наприкінці 1943 р. - на початку 1944 р., і в цій час дизайн вже був застарілим; лише 830 одиниць було побудовано коли виробництво закінчилось у лютому 1945 року. Департамент озброєнь надав танку номер M22, але жодна американська бойова частина не була ним оснащена.

Однак протягом 1943 року Військове міністерство Британії ще вважало, що танк буде працювати належним чином, незважаючи на виявлені несправності. Таким чином танку було присвоєно назву Локаст, а 260 одиниць було відправлено до Великої Британії згідно з Законом про Ленд-ліз. 6-й повітряний бронетанковий розвідувальний полк отримав 17 танків М22 наприкінці 1943 року. Вісім зрештою були використані під час повітряно-десантної операції «Версіті» у березні 1945 року. Танки не проявили себе добре, тому вони більше не використовувалися в бою під час Другої світової війни.

#### M24 Чаффі

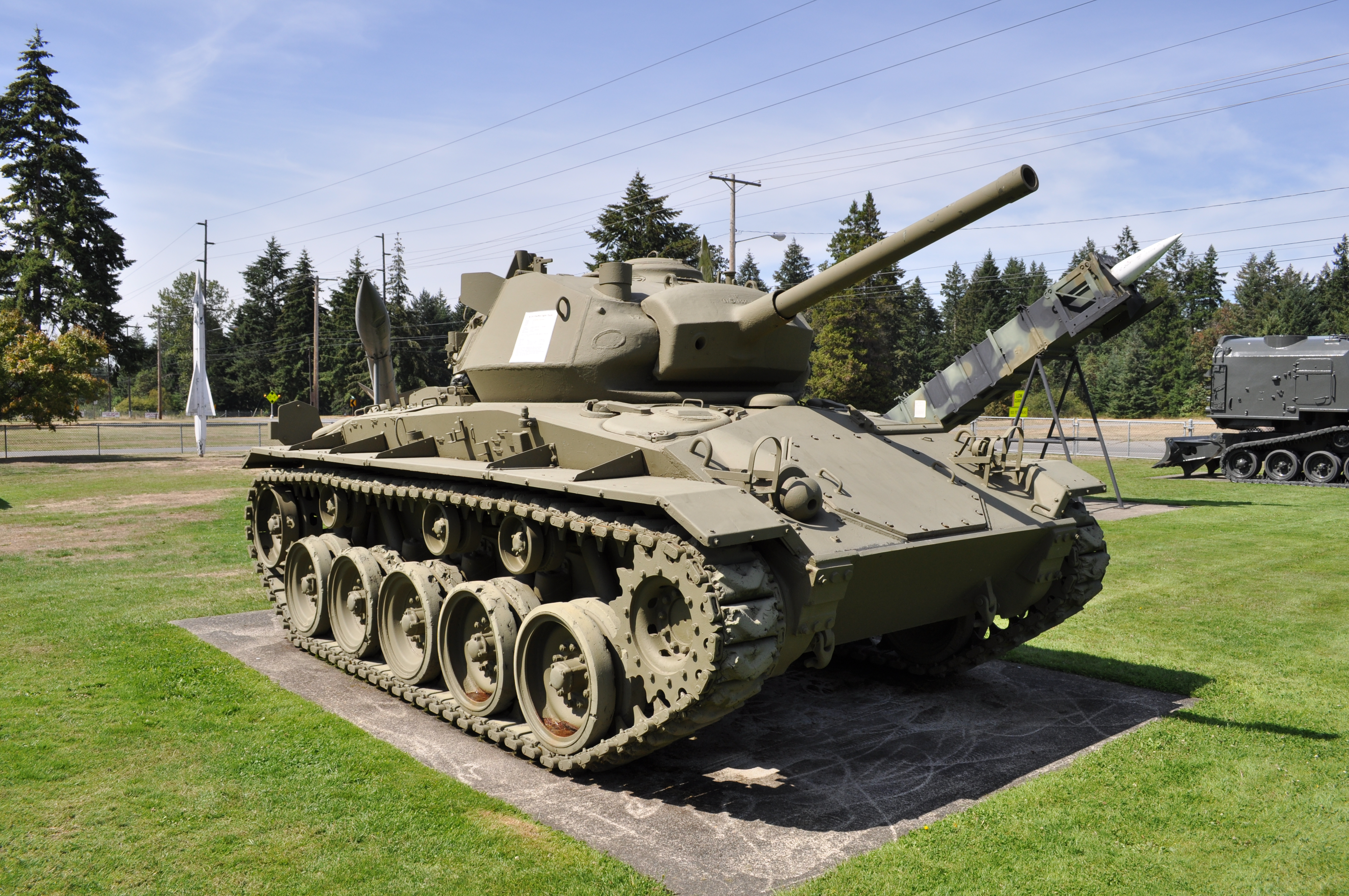
Танк M24 Чаффі В музеї Льюїса у Форт-Льюїсі

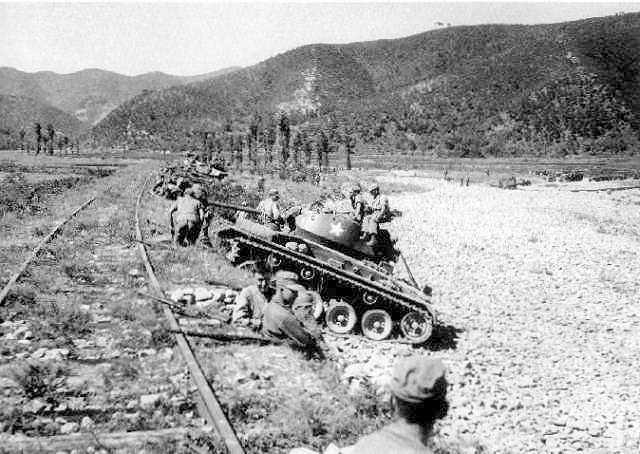
Легкі танки M24 Чаффі 25-ї стрілецької дивізії армії США очікують на атаку північнокорейських танків Т-34-85 у Масані.

У квітні 1943 року уряд розпочав роботу над легким танком Т24, який отримав пізніше позначення M24 Чаффі. М24 був призначеним  для заміни M3/M5 Стюарт, після того, як оригінальна заміна M7 була відхилена в березні. Були докладені всі зусилля, щоб вага машини була менше 20 тонн. Броня залишалася легкою, і була розроблена легка 75-мм гармата. Конструкція також мала більш широкі гусениці та  торсіонну підвіску. Танк мав відносно низький силует і тримісну башту. У середині жовтня було поставлено першу машину, а виробництво розпочалося в 1944 році під позначенням легкий танк М24. На момент припинення виробництва у серпні 1945 року було виготовлено 4730 одиниць.
Перші тридцять чотири M24 досягли Європи в листопаді 1944 року і були видані 2-й кавалерійській групі США (механізованій) що була у Франції. Потім вони були видані роті F у 2-му кавалерійському розвідувальному батальйону та роті F у 42-му кавалерійському розвідувальному батальйону, кожна з яких отримала по сімнадцять M24. Під час  Арденнській операції у грудні 1944 р. ці підрозділи та їх нові танки були терміново спрямовані в південний сектор; два з М24 були відокремлені для служби з 740-м танковим батальйоном Першої армії США.
M24 розпочав широко поступати в війська в грудні 1944 року, але бойові підрозділи отримували їх повільно. До кінця війни багато бронетанкових дивізій все ще були оснащені танком M5. Деякі бронетанкові дивізії не отримали своїх M24 до закінчення війни.
Звіти загалом були позитивними. Екіпажам подобалися поліпшені позашляхові характеристики та надійність, але найбільше цінували 75-мм основну гармату, що було значним покращенням порівняно з 37-мм гарматою. M24 не був призначений до боротьби з танками, але більша гармата давала йому можливість захищатися, коли це було потрібно. Незважаючи на це, легка броня робила його вразливим.
Вклад танків М24 у перемогу у війні був незначним, оскільки їх прийшло занадто мало та занадто пізно для заміни М5 у танкових підрозділах, але М24 широко застосувався у  Корейській війні.

У Корейській війні М24 були першими американськими танками, спрямованими на боротьбу з  північно-корейськими Т-34-85. Окупаційні війська в Японії, з яких брали танки, були недосвідченими та недооснащеними через швидку демобілізацію після Другої світової війни. Легкий танк М24 не міг бути успішним проти краще озброєних, краще броньованих середніх танків з кращими екіпажами, зазнав великих втрат і наносив лише незначні пошкодження підрозділам Т-34.

### Середні та важкі танки

#### Середній танк M3

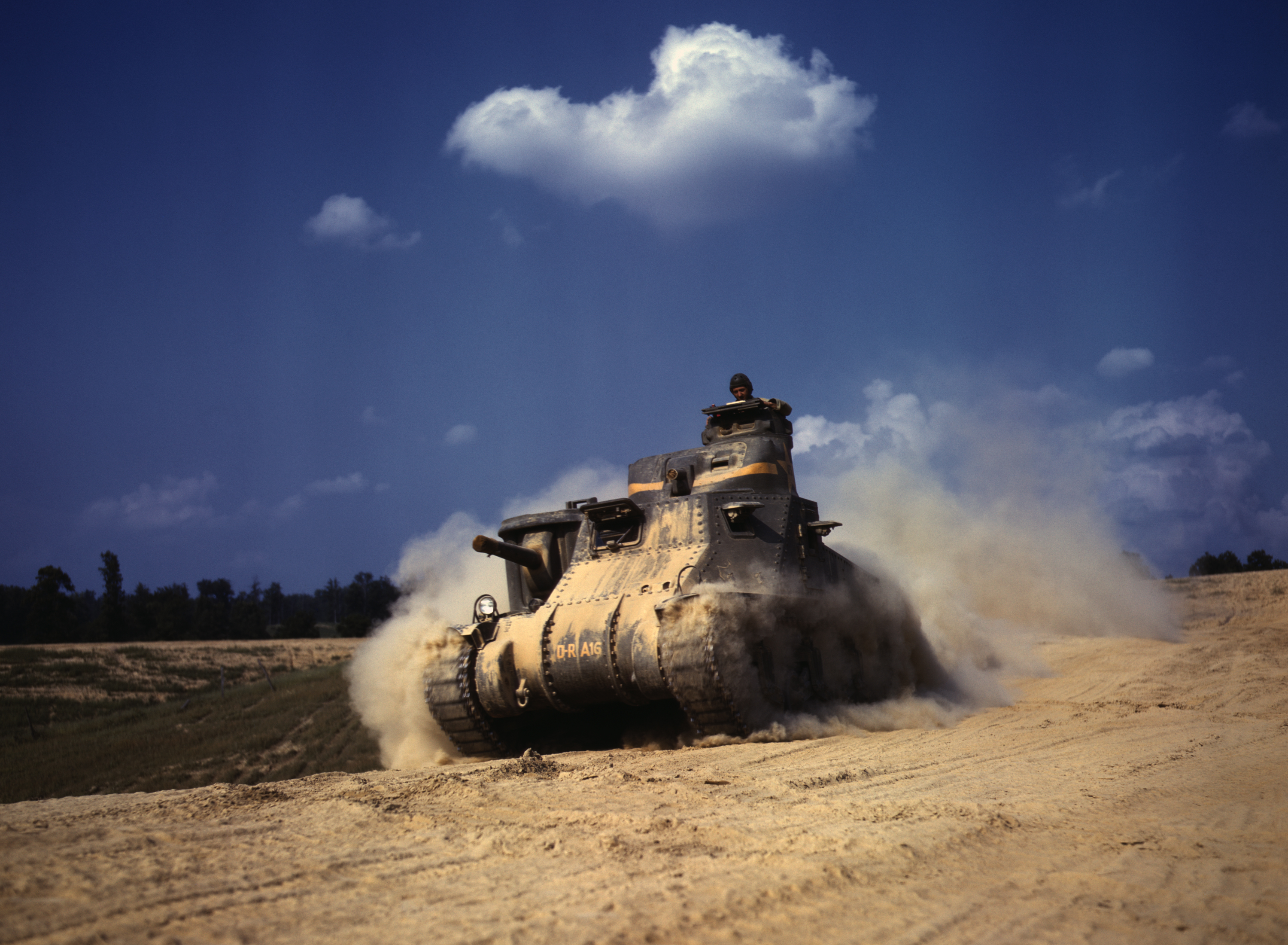
Середній танк М3 у Форт-Нокс, червень 1942 року

Середній танк М3 Лі був заміною середньому танку M2. Проект розпочався в липні 1940 р., а перші М3 надійшли до військових наприкінці 1941 р. М3 у великих кількостях відправляли до Великої Британії, де танк назвали "генералом Лі" (на честь генерала конфедерації Роберта Лі), або "генералом Грантом" (на честь американського генерала Улісса Гранта), відповідно від того, чи були вони комплектовані баштою побудованою за американською чи британськими специфікацією. Тому що Армії США був потрібен хороший танк, та потреба Великої Британії у 3650 середніх танків була «негайна» , виробництво танків М3 почалось наприкінці 1940 року. M3 був добре озброєний і броньований на той час, але через конструктивні недоліки (високий силует, архаїчна установка головної гармати у спонсоні, нижча за середню прохідність бездоріжжям) вважався незадовільним, і був знятий з озброєння, як тільки M4 Shermanи стали доступними у великої кількості. Британці успішно використовували М3 проти Імператорської японської армії в Бірмі до 1945 року.

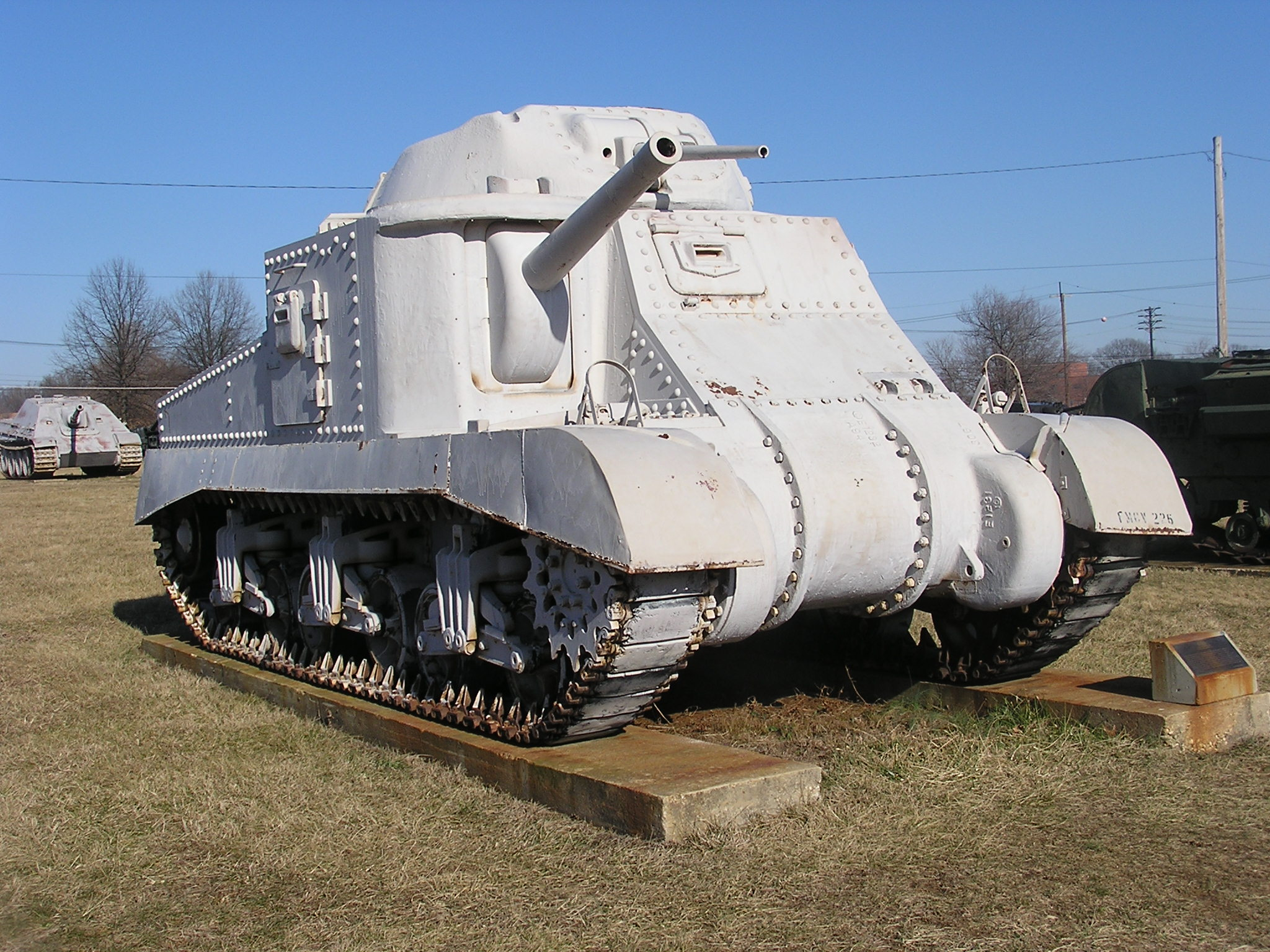
Грант М3 в Музеї боєприпасів армії США, 2008 р.

Коли США вступили у війну, конструкція середнього танка M2 вже була застарілою з 37-мм гарматою , 32-мм лобовою бронею, основним  кулеметним озброєнням та дуже високим силуетом. Успіх Вермахту в французькій кампанії 1940 р. завдяки танкам Panzer III та Panzer IV змусив американську армію негайно замовити новий середній танк, озброєний 75-мм гарматою у башті. Це мав бути M4 Шерман. Однак, поки «Шерман» ще не почали виробляти, був терміново потрібний тимчасовий танк з 75-мм гарматою та танк M3 став рішенням проблеми. Конструкція була незвичною, тому що головна зброя більшого калібру, 75-мм гармата з снарядом малої швидкості, була встановлена в корпусі в зміщеному праворуч від центру спонсоні. Це давало гарматі обмежений горизонтальний кут наведення. Невелика башта з легкою швидкісною 37-мм гарматою знаходилась зверху корпуса. Ще менша турель на вершині башти містила кулемет. Британці замовили M3, коли їм було відмовлено у виготовленні на американських заводах танків піхоти "Матильда" та крейсерських танків "Крузейдер". Британські експерти переглянули макет у 1940 році та виявили декілька недоліків - високий силует, встановлена в корпусі гармата, радіо в корпусі, гладенькі траки гусениць, недостатня увага до захисту від бризок швів броні. Британці погодились замовити 1250 танків М3, які будуть модифіковані відповідно до їхніх вимог. Згодом замовлення було збільшено, сподіваючись, що коли буде доступний кращий танк, поставки нового танку може задовольнити частину замовлення. Контракти були укладені з трьома американськими компаніями, та загальна вартість контрактів становила приблизно 240 мільйонів доларів США. Ця сума була приблизно рівною всім британським коштам в США, і для вирішення фінансових проблем знадобився закон про Ленд-ліз.

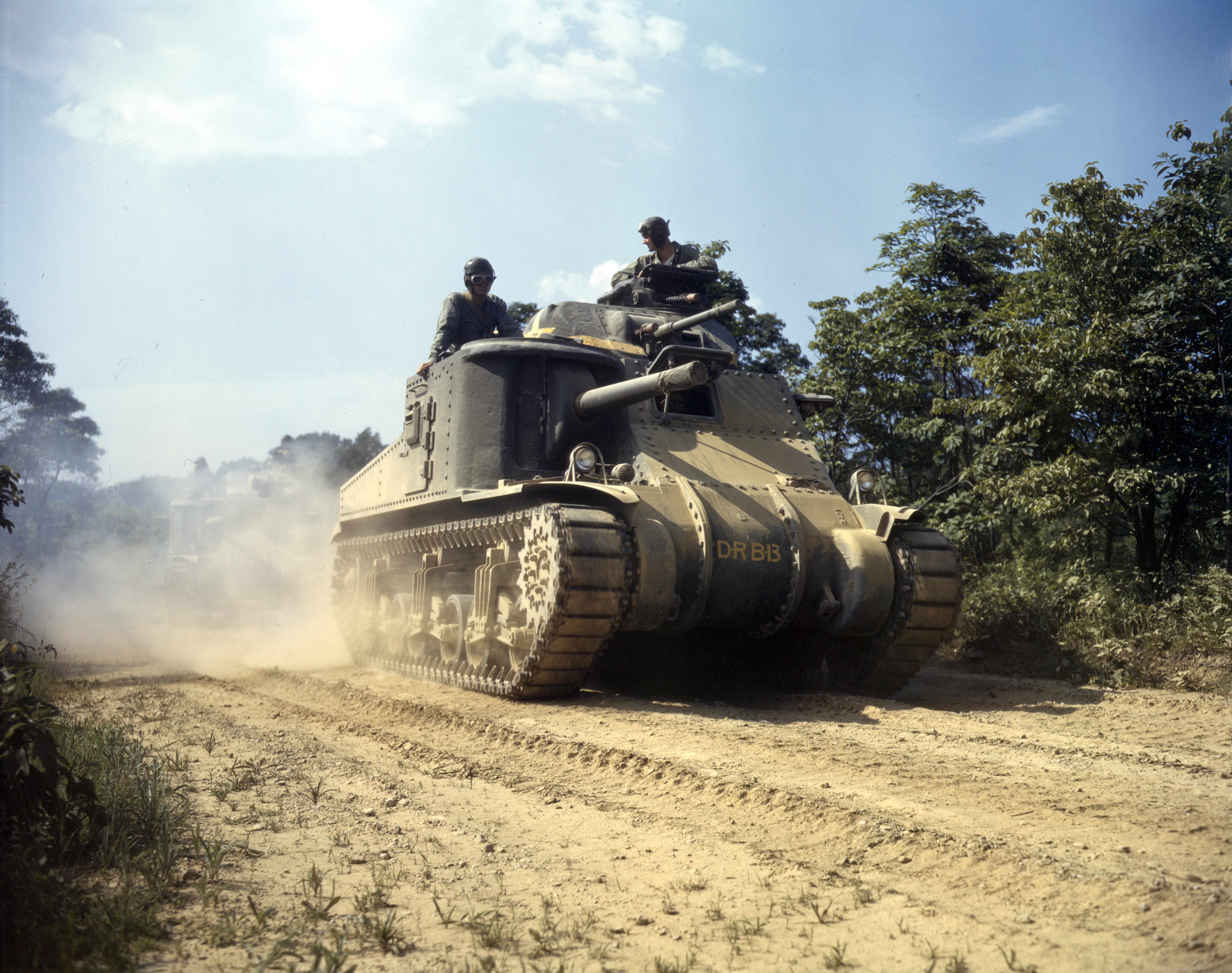
М3, Форт Нокс, 1942 рік

Прототип був завершений у березні 1941 року, а в липні того ж року були випущені перші зразки за британською специфікацією. Британська лита башта включала в кормі нішу для радіостанції №19. Вона мала товщу броню, ніж американська, і турель з кулеметом була замінена простим люком. І американські, і британські танки мали товщу броню, ніж було спочатку заплановано . Британська конструкція потребувала екіпаж менший на одну людину, ніж американський варіант, тому що радіо було перенесено до башти. США врешті-решт ліквідували штатного радіооператора, призначивши цю функцію водієві. Завдяки втратам британці прийшли до висновку, що вони мусять прийняти поставки обидвох типів танків.
Американські військові використовували літеру "М" (Модель), щоб позначити майже все своє обладнання. Коли Британська армія отримала від США нові танки М3, негайно почалась плутанина , оскільки середній танк М3 та легкий танк М3 були однаково названі. Британська армія почала давати імена  своїм танкам американського виробництва, хоча армія США не практикувала давання імен до війни. Танки M3 з новою баштою та радіостанцією отримали назву "Генерал Грант", тоді як оригінальні M3 називали "Генерал Лі", або просто "Грант" та "Лі". Танки М3 додали вкрай необхідну вогневу міць британській армії під час Північно-Африканській кампанії.

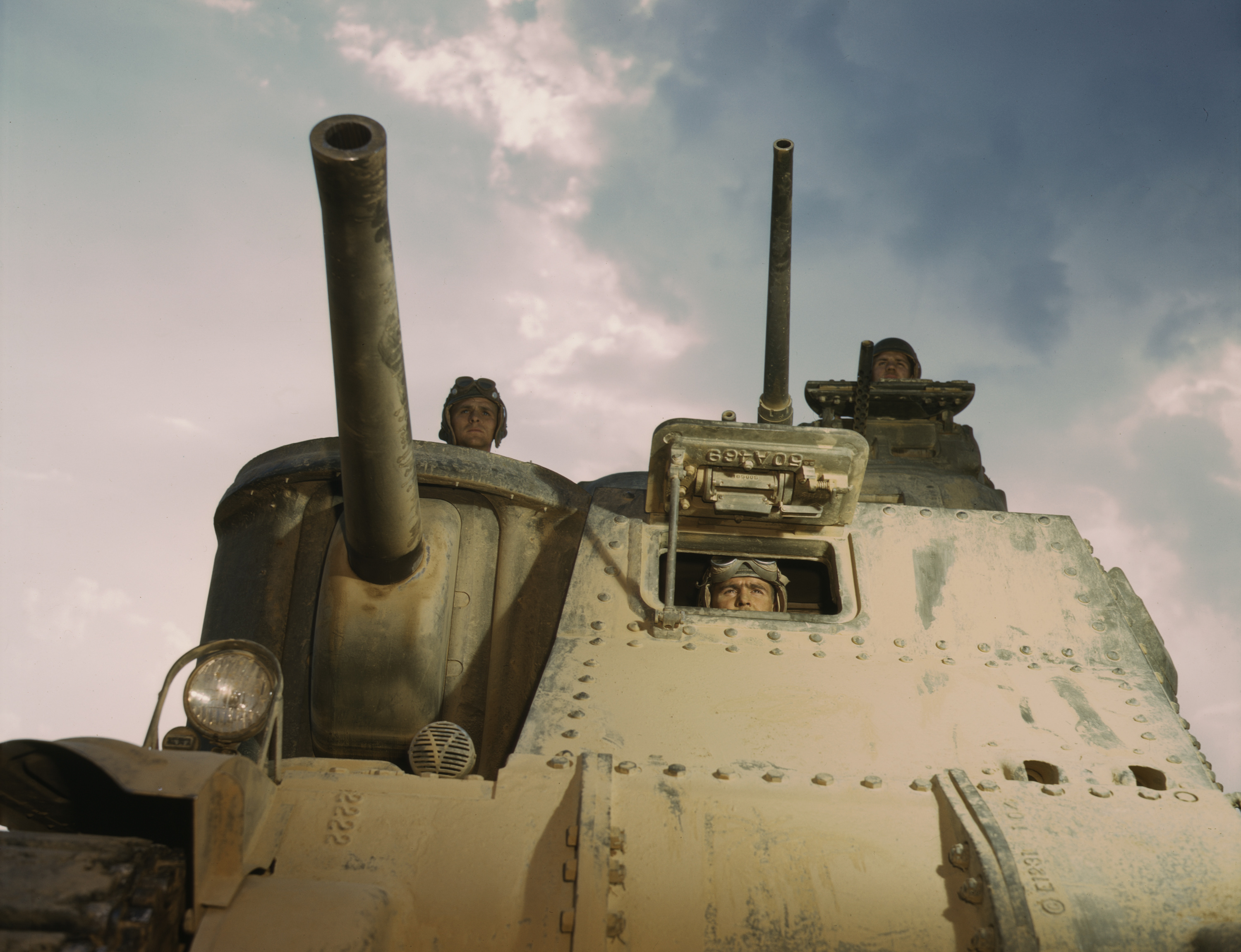
Вид спереду, M3

75-мм гармату обслуговували навідник та заряджаючий. 75-мм гармата мала перископічний приціл М1 із вбудованим телескопом, який був встановлений на верхній частині спонсона. Перископ переміщався синхронно разом із гарматою. Приціл мав позначки від нуля до 3 000 ярд (2 700 м)  з вертикальними розмітками для допомоги прицілюванню по рухомій цілі. Навідник наводив гармату у ціль зубчастими маховичками.
37-мм гармата наводилась через перископічний приціл M2, який був встановлений в масці гармати збоку. Приціл також використовувався для наведення спареного кулемету. Було передбачено дві шкали дальності: 0-1 500 ярд (1 400 м) для 37-мм і 0-1 000 ярд (910 м) для кулемета.

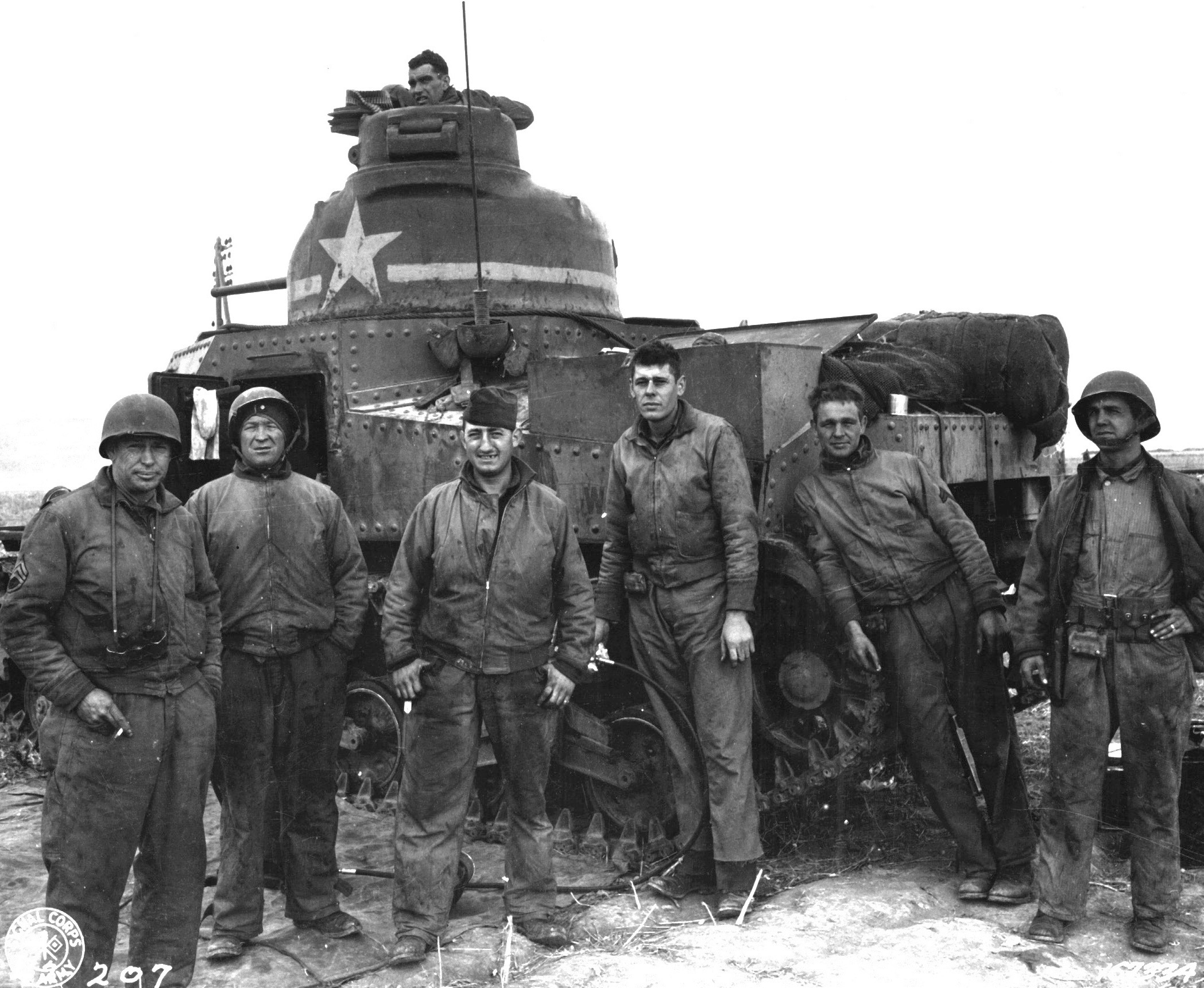
Екіпаж танка M3 в Сук-ель-Арба, Туніс, 23 листопада 1942 року

З 6258 танків М3, вироблених у США, 2855 танків М3 були поставлені до Британської армії, а близько 1368 - до Радянського Союзу . Отже, американський середній танк М3 вперше був застосований під час Північноафриканської кампанії в 1942 році. Британські "Лі" і "Гранти" діяли проти сил Роммеля в згубній битві біля Газали 27 травня того ж року. Вони продовжували служити в Північній Африці до кінця цієї кампанії. Танковий полк озброєний середніми танками M3 також був у складі 1-ї бронетанковій дивізії США в Північній Африці. У Північноафриканській кампанії танки M3 загалом цінували за механічну надійність, хорошу броню та добру вогневу міць.
У цих трьох характеристиках танк М3 переважав наявні британські танки і міг успішно битися з німецькими танками та протитанковими гарматами. Високий силует і низько розміщена у корпусі 75-мм гармата були серйозними тактичними недоліками, оскільки вони заважали танкові вести бій із закритих вогневих позицій. Використання заклепованої броні призвела до проблеми, названою "відколювання" (англ. Spalling), таким чином удар ворожих снарядів спричиняв обриви заклепок які розлітались всередині танка. Для усунення цієї проблеми  пізніші моделі отримали зварну броню. Танки M3 були заміненими на M4 Шермани, як тільки вони з'явилися, хоча кілька танків M3 брали участь в бою в битві за Нормандію в якості броньованих ремонтно-евакуаційних машин з макетом гармати.

#### Танк M4 Шерман

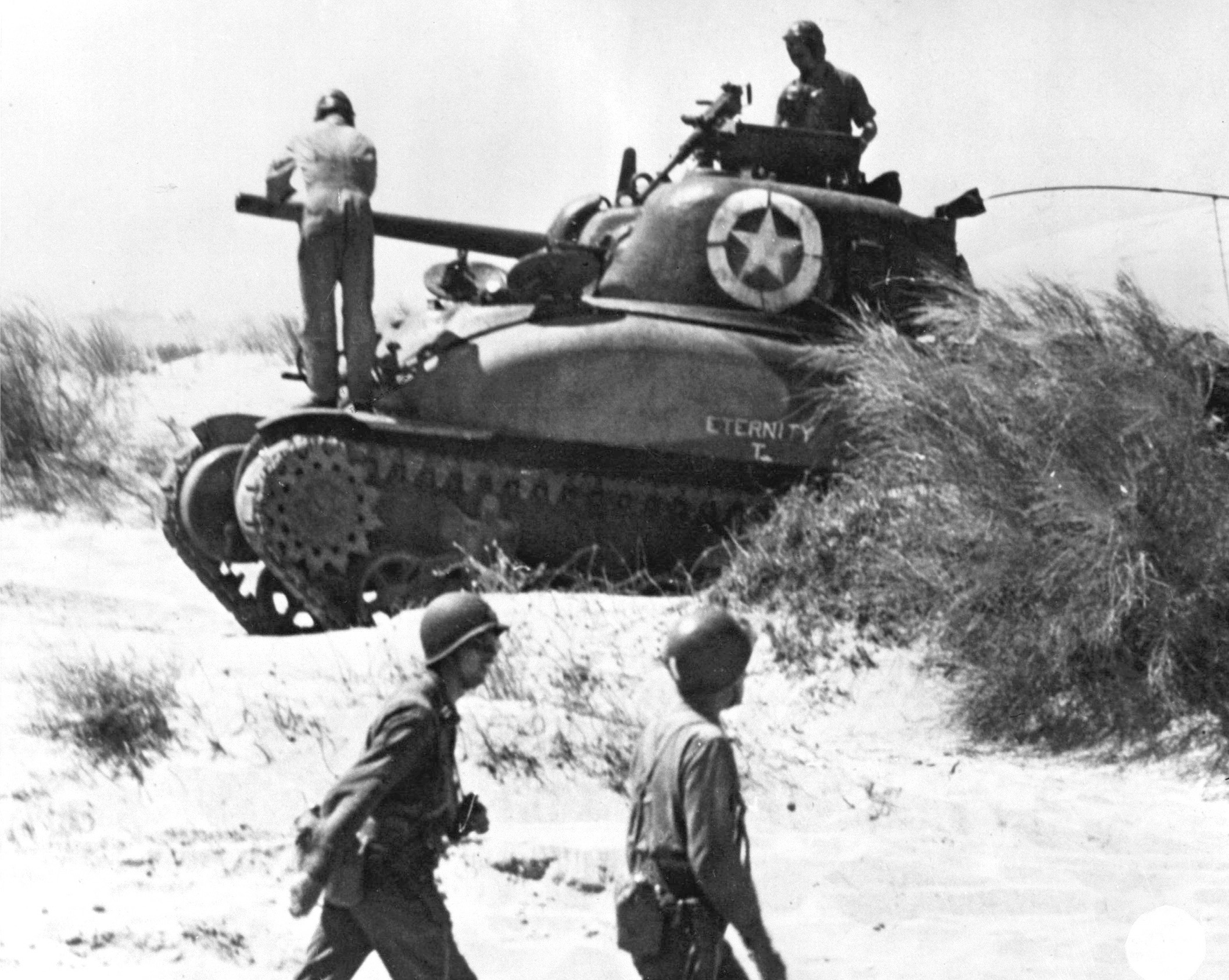
Перший Шерман на службі в Армії США, M4A1, з'явився в підрозділах у Північно-Африканській кампанії. на фото один з танків М4А1 7-ї армії висадився на Червоному пляжі-2 10 липня 1943 року під час захоплення Сицилії союзниками.

M4 був найвідомішим і найбільш використовуваним американським танком Другої світової війни. Він був названий британцями "Шерман", в честь відомого генерала громадянської війни США Вільяма Текумсе Шермана. M4 Шерман був середнім танком, який зарекомендував себе в операціях союзників кожного театру воєнних дій Другої світової війни. Шерман був відносно недорогою, простою в обслуговуванні та виробництві бойовою машиною. Подібно танку масового виробництва Т-34 в Радянському Союзі, М4 Шерман був танком масового виробництва в США.
Розробка нової конструкції почалась поданням технічного завдання 31 серпня 1940 року. На цей середній танк мали встановити башту, яка могла обертатись на 360° з 75-мм гарматою. Щоб полегши виробництво та заощадити час, на новому танку також мали бути використовувані двигун, трансмісія, гусениці та системи підвіски середніх танків M3 Lee. Екіпаж середнього танку мав складати п’ять танкістів. Броня танку мала бути краще розподілена по корпусу без збільшення його загальної ваги.
Пробна модель танку Т6 виявилася прийнятною для армії США, і виробництво нового танку "М4" було замовлено 5 вересня 1941 року. Кулемет M2 Browning калібру .50 BMG було встановлено на башті для протиповітряної оборони. Один кулемет Browning М1919 калібру .30-06 був встановлений в передній частині корпусу, інший - коаксіально з гарматою.

Порівняння моделей M4A1, М4A2 та М4A3.

Армія мала сім основних позначень для варіантів M4: M4, M4A1, M4A2, M4A3, M4A4, M4A5 та M4A6. Ці позначення не обов'язково вказували на лінійне вдосконалення: не малось на увазі, що М4A4 кращий, ніж М4A3. Ці типи вказували на стандартизовані різновиди танків у виробництві, які часто вироблялись одночасно в різних місцях. Типи відрізнялися в основному двигунами, хоча M4A1 відрізнявся від M4 повністю литою верхньою частиною корпусу; M4A4 мав більший силовий агрегат, який вимагав довшого корпусу, довшу систему підвіски та більше траків гусениць; M4A5 був зарезервованим позначенням для канадського виробництва; і M4A6 мав такий же довгий корпус, як M4A4, але їх було вироблено тільки 75.
Однією з головних проблем для Шермана були більш важкі гармати німецьких танків другої половини війни, особливо танків "Тигр" і "Пантера". Німецький танк "Тигр I" був озброєний потужною 88-мм гарматою (розробленою з 88-мм гармати "Флак"), що робило його дуже небезпечним противником для будь-якого танка союзників.

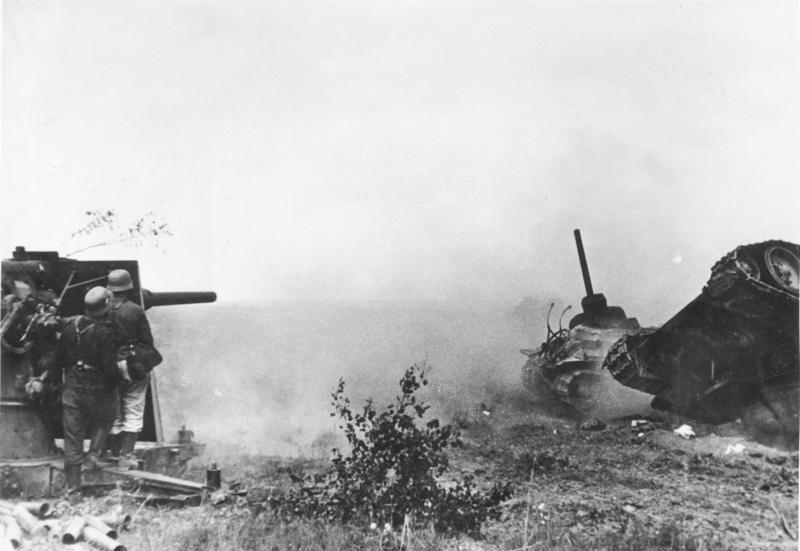
Німецька 88-мм гармата, вперше
використана у Франції як протитанкова артилерія Ервіном Роммелем

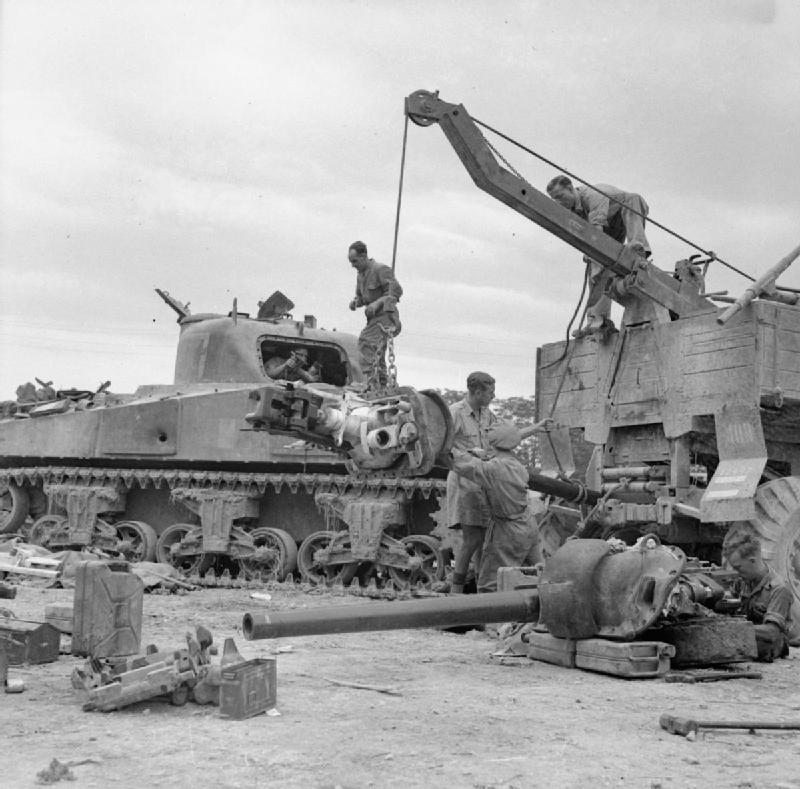
Шерман в ремонті з пробоїною від 88 мм снаряда, британська 26-та танкова бригада, Перуджа, Італія, 30 червня 1944

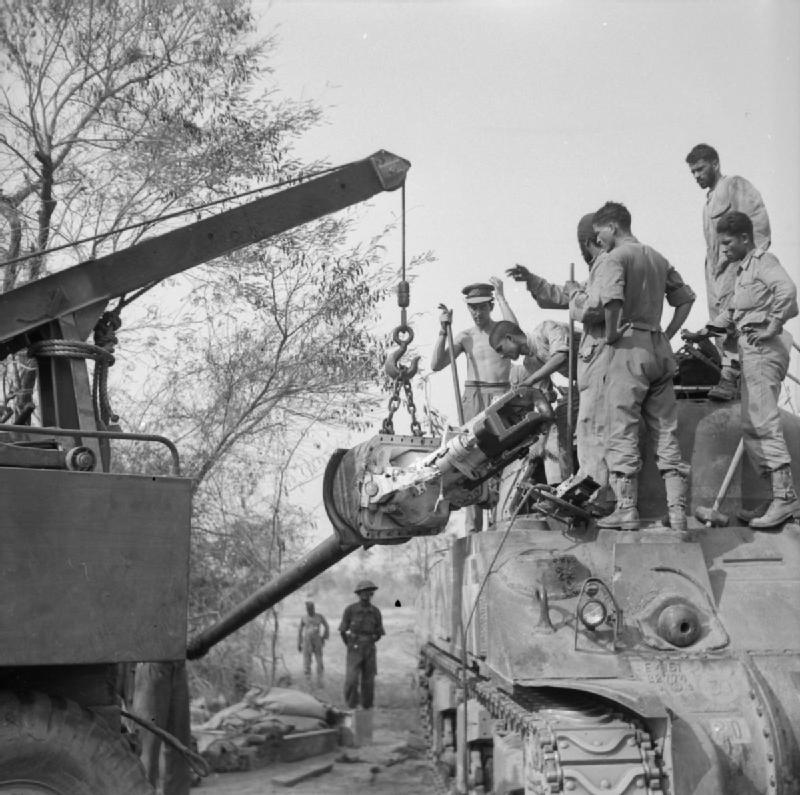
Шерман в майстерні 5-ї індійської дивізії, Бірма, 29 березня 1945

У той час як більшість Шерманів працювали на бензині, у M4A2 та M4A6 були дизельні двигуни: M4A2 з парою шестициліндрових двигунів GMC 6-71 ,  M4A6 - радіальний Caterpillar RD1820 . Вони, а також M4A4, в якому використовувався багатодвигунний агрегат Chrysler A57, в основному постачалися в країни союзників за програмою Ленд-лізу . Позначення "M4" може застосуватися конкретно до першого типу танка з радіальним двигуном Continental або загалом до усього сімейства з семи типів Шермана.
Багато елементів виробництва, форм, міцності та експлуатаційних характеристик покращувались протягом усього часу виробництва, не змінюючи базовий номер моделі танка: більш міцна підвіска, більш безпечна «мокра» боєукладка (до позначення додавався суфікс W) та міцнішу або більш ефективну конструкцію броні, таку як M4 Composite, який мав литу передню частину корпусу, з'єднаний з зварною задньою частиною корпусу. Британська система позначень відрізнялася від системи, яку застосовували в США. Шерман M4 використовувався багатьма союзниками Америки і продовжував служити ще довго після Другої світової війни.
У М4 була використана 24-вольтова електрична система.
На ранні Шермани встановили 75-мм гармату загального призначення середньої швидкості. Хоча Департамент боєприпасів розпочав роботу над середнім танком T20 як заміною Шермана, зрештою армія вирішила звести до мінімуму перебої у виробництві, включивши в Шерман елементи інших конструкцій танків. Пізніше моделі M4A1, M4A2 і M4A3 отримали більшу башту Т23 з високошвидкісною 76-мм гарматою М1. У зв'язку з цим зменшилось кількість фугасних та димових пострілів та збільшилось кількість протитанкових снарядів.

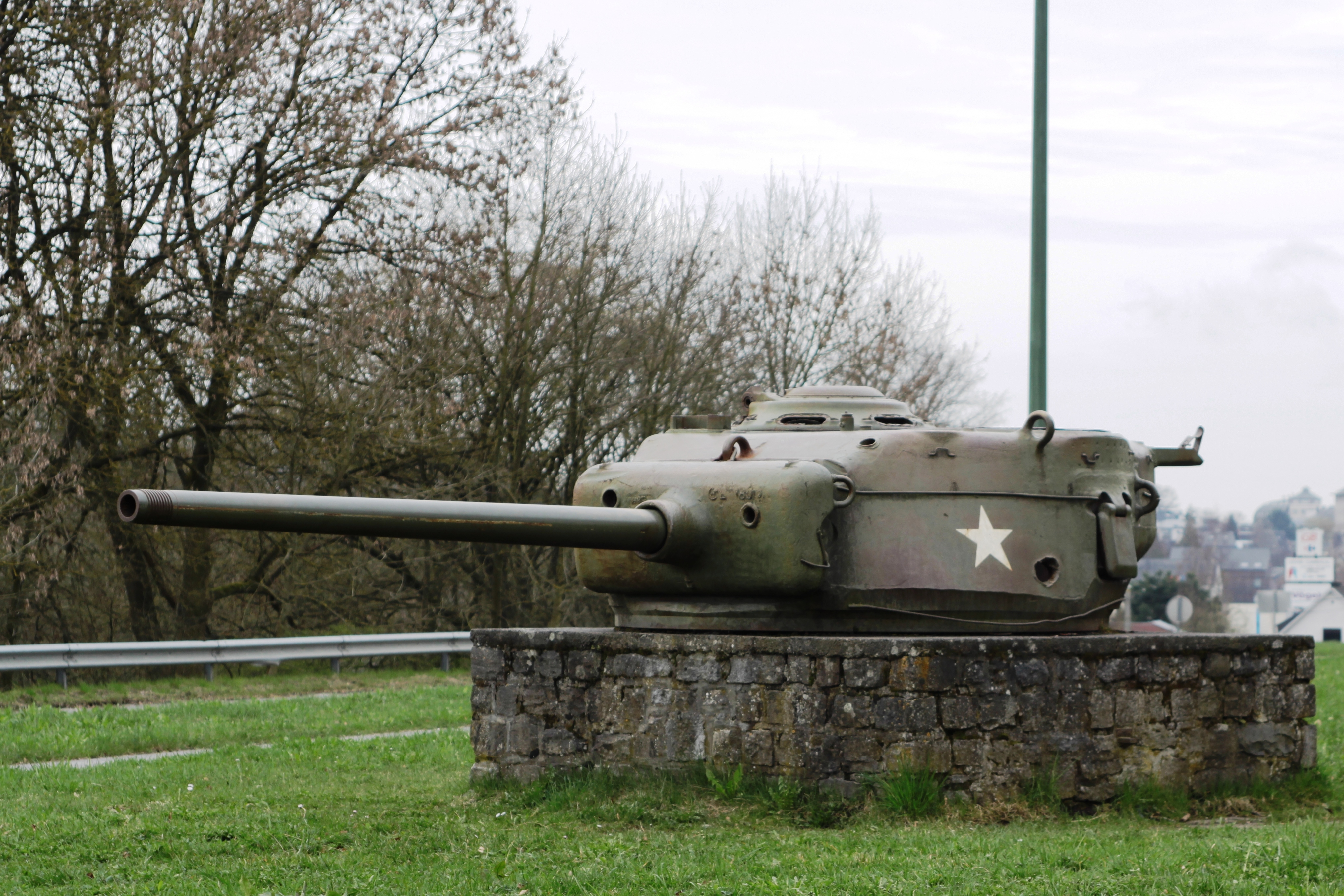
Башта T23, що використовується на "Шерманах" з 76-мм гарматою, тут без дульного гальма

Пізніше М4 та М4А3 були виготовлені з 105-мм гаубицею та новою характерною маскою в початковій башті. Першим "Шерманом" з 76-мм гарматою був M4A1, прийнятий у січні 1944 р. Першим "Шерманом" з серійною 105-мм гаубицею був М4, прийнятий в лютому 1944.
У червні – липні 1944 р. армія прийняла обмежену серію з 254 одиниць M4A3E2 Джамбо Шерман, які мали дуже товсту броню, і 75-мм гармату в новій, важчій башті Т23, для штурму укріплень на берегу Нормандії. Ефективна товщина лобової броні перевищувала 17 см. Деякі з них були модернізовані 76,2-мм гарматою. M4A3 був першим, що був виготовлений з горизонтальною спіральною пружинною підвіскою (HVSS) з більш широкими гусеницями для розподілу ваги. Плавний рух танку з HVSS з експериментальним позначенням E8 призвела до прізвиська "Easy Eight". Деякі Е8 були оснащені гаубицею М101.

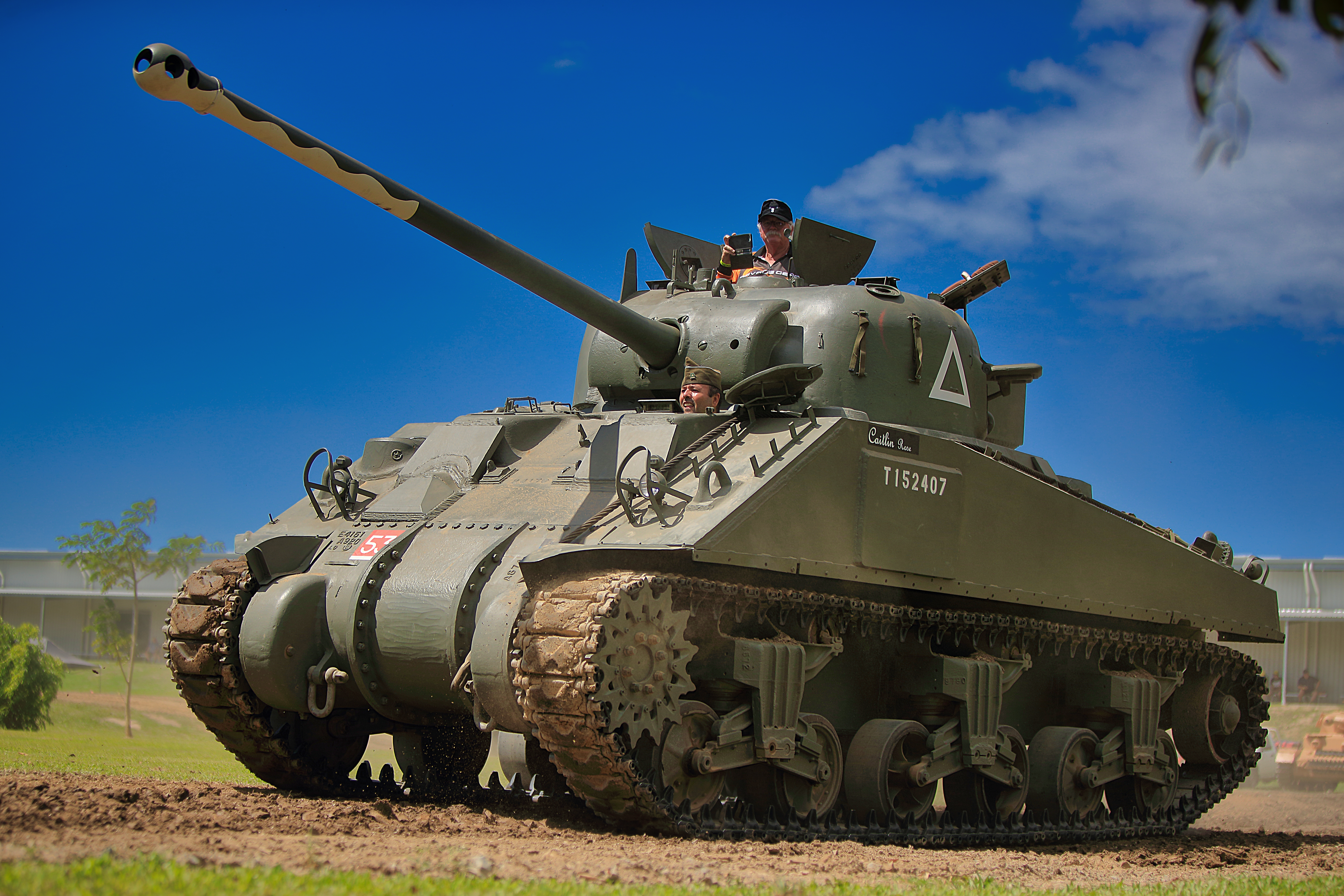
Sherman Firefly в австралійському Музеї артилерії та танків. Sherman Firefly легко відрізнити завдяки великій башті.

І американці, і британці розробили широкий спектр спеціальних пристосувань для Шермана; небагато побувало в бою, а більшість залишалася експериментальними. Серед тих, що були використані, були відвал для бульдозерних танків Шерман, Duplex Drive (DD) для "плавальних" танків Шерман, вогнемет R3 для танків Zippo, а також РСЗВ T34 Calliope 4,5 і T40 Whizbang 7,2 . Британські варіанти (DD, Firefly, Tulips та mine flails) були серед "Забавок Хобарта" 79-ї бронетанкової дивізії. Британський танк Sherman Firefly був найуспішнішим з них, встановивши 76-мм протитанкову гармату QF 17-pounder на шасі Шерман. Гармата була результативною, особливо проти більш потужних німецьких танків, таких як "Тигр", і їх було виготовлено понад 2000.

#### Важкий танк M6
Важкий танк М6 - важкий танк з одною баштою, побудований на базі прототипу Т1 з кількома баштами. М6 був озброєний 76,2 мм гарматою, коаксіально встановленою 37 мм гарматою, двома кулеметами «М2 Браунінг» калібру 0,50 (12,7 мм) та двома кулеметами «М1919 Браунінг» калібру .30 (7,62 мм). Кількість кулеметів та їх розміщення змінювалося під час розробки. Було розміщено замовлення на 50 одиниць, і прототипи машин були випробувані. Коли танк був готовий до повномасштабного виробництва, армія не знайшла у цьому танку жодних переваг перед M4 Шерман, і заплановане виробництво було скорочено з 5000 до 40. Танк M6 став застарілим у 1944 році, але його застосовували в пропагандистських заходах у США.

#### Важкий танк T14
Важкий танк Т14 був спільним американсько-британським проектом по виготовленню важкого танка, яким можна було оснастити обидві армії. Оброєнням могла бути або американська 75-міліметрова, або британська 57-мм гармата. Британці замовили кілька тисяч у 1942 році, але під час випробування прототипу в 1944 році вони вже не мали потреби в цьому танку.

#### M26 Першинг

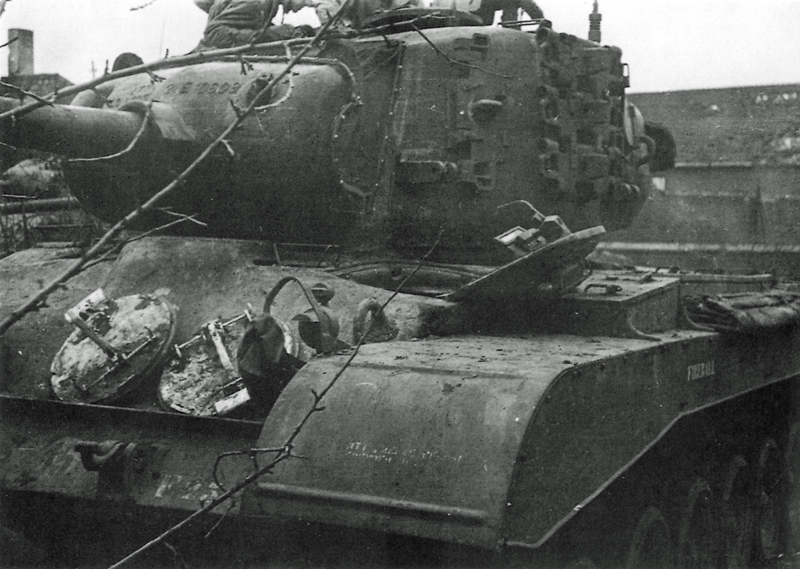
M26 Першинг (T26E3) названий "Вогнева куля" (Fireball), підбитий "Тигром I" в засідці

Важкий танк M26 Першинг надійшов на озброєння в 1945 році під позначенням M26 Важкий танк з назвою "Першинг". Танк було названо іменем генерала Джона Першинга, який командував Американськими експедиційними силами під час Першої світової війни. Танк брав обмежену участь в боях у Німеччині, де був на рівних з німецькими танками "Тигр" та "Пантера", які були набагато потужнішими, ніж M4 "Шерман", якого замінював "Першинг". Танк був значним покращенням порівняно з M4. Він був розроблений із середнього танка Т20.
Важкий танк M26 Pershing мав товщу броню, більш потужну гармату та торсіонну підвіску порівняно з "Шерманом". Основним озброєнням M26 "Першинг" була 90-мм гармата. Кулемети калібру .30-06 були встановлені - один коаксіально з гарматою в башті та другий в носовій частині. Кулемет калібру .50 BMG був встановлений зверху башти.

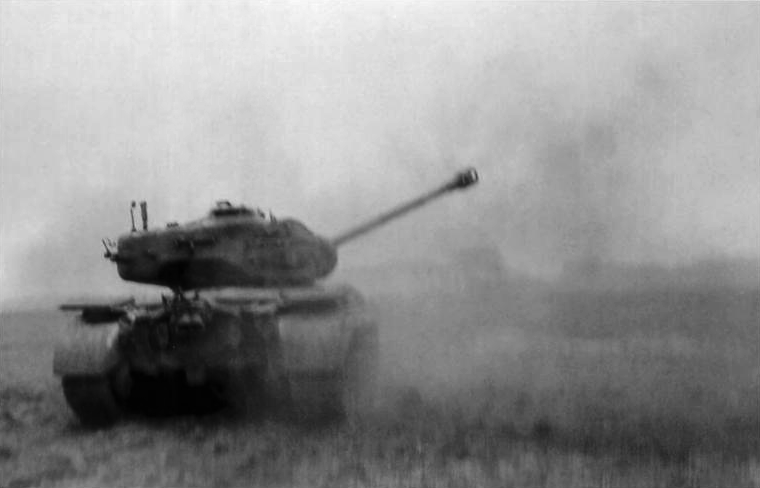
M26 "Першинг" веде вогонь по німецьким позиціям у місті Ремаген, березень 1945

На прототип T26E4 була приварена додаткова броня та встановлена вдосконалена версія 90-мм гармати. Цій танк був порівнянний з німецьким "Тигром II" за вогневою силою та захистом і був названий "Супер Першинг". Він був відправлений до Європи під час Другої світової війни та двічі взяв участь у бою. Крім двох прототипів, ще 25 "Супер Першингів" було виготовлено.
Починаючі з листопада 1944 року було виготовлено 2222 танки M26 "Першинг", лише 20 з яких були в бою в Європі під час Другої світової війни. Танк був перекласифікований на середній танк у травні 1946 року. Він відзначився в Корейській війні поряд з M4A3E8 "Шерман". У бою він, на відміну від M4 "Шерман", був приблизно рівним за вогневою силою та захистом як танкам "Тигр I", так і "Пантерам", але поділяв їх основні недоліки, такі як недостатню потужність та механічну ненадійність.

### Винищувачі танків та штурмові гармати

#### M18 Хеллкет

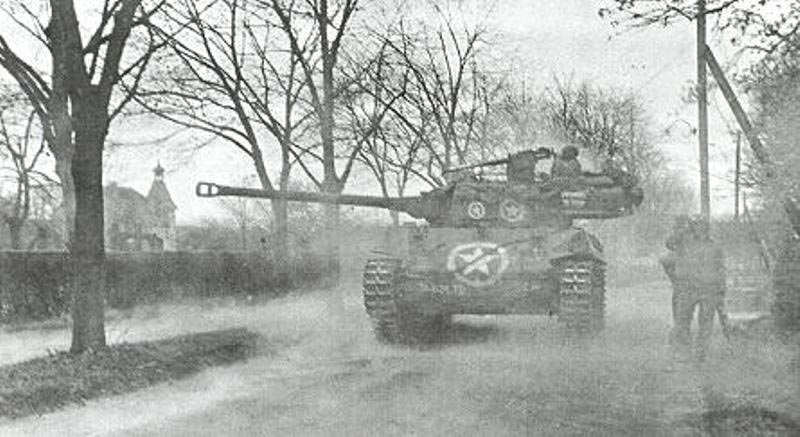
М18 Хеллкет 824-го батальйону винищувачів танків в бою біля м. Віслох, Німеччина, квітень 1945 року.

М18 Хеллкет (офіційно позначений як "Самохідна 76-мм гармата M18" (англ. 76 mm Gun Motor Carriage M18)) - це САУ, винищувач танків, який використовувався в Другій світовій війні та під час війни в Кореї. Це була найшвидша броньована машина в американському арсеналі XX століття, доки десятиліття по тому не з'явився основний бойовий танк M1 Абрамс з газотурбінним двигуном. Швидкість була досягнута завдяки мінімуму товщини броні, не більше одного дюйма, башті з відкритим верхом (стандартна особливість конструкції для всіх американських винищувачів танків Другої світової війни), а також за рахунок використання у відносно невеликій установці радіального двигуна, спочатку розробленого для авіації.

#### M10 Вулверін
Винищувач танків  M10 Вулверін був створений на базі танка М4 Шерман. Він був озброєний 76-мм гарматою М7. З вересня 1942 р. до грудня 1943 р. було вироблено 6406 М10. 

#### M36 Джексон
Разом із М10 та М18 винищувач танків М36 з 90-мм гарматою дав американським та союзним військам значну мобільну протитанкову силу проти нових типів німецьких танків.

#### Самохідна гаубиця M8
САУ М8 була самохідною гаубицею, яка використовувалася в ролі  штурмової гармати для підтримки піхоти. Гаубиця була застосована в  Італійській кампанії, Західноєвропейському та Тихоокеанському театрах воєнних дій. Башта мала 75-мм гаубицю і була встановлена в корпусі танка М5 Стюарт. САУ також мала кулемет M2 Браунінг. Шляхова швидкість САУ була 36 миль/год. М8 мала броню товщиною 9,5–44 мм і чотирьох членів екіпажу. Вона була дуже ефективна супротив бункерів та інших нерухомих позицій противника. Пізніше вона була застосована у Першій Індокитайській війні та Алжирській війні. Деякі самохідні артилерійські та самохідні міномети використовувались для стрільби прямою наводкою, але М8 та Шермани, озброєні 105-мм гаубиця, були єдиними машинами, розробленими для цього.

## Корейська війна та холодна війна

### Корейський конфлікт

#### Легкі танки

##### M24 Чаффі

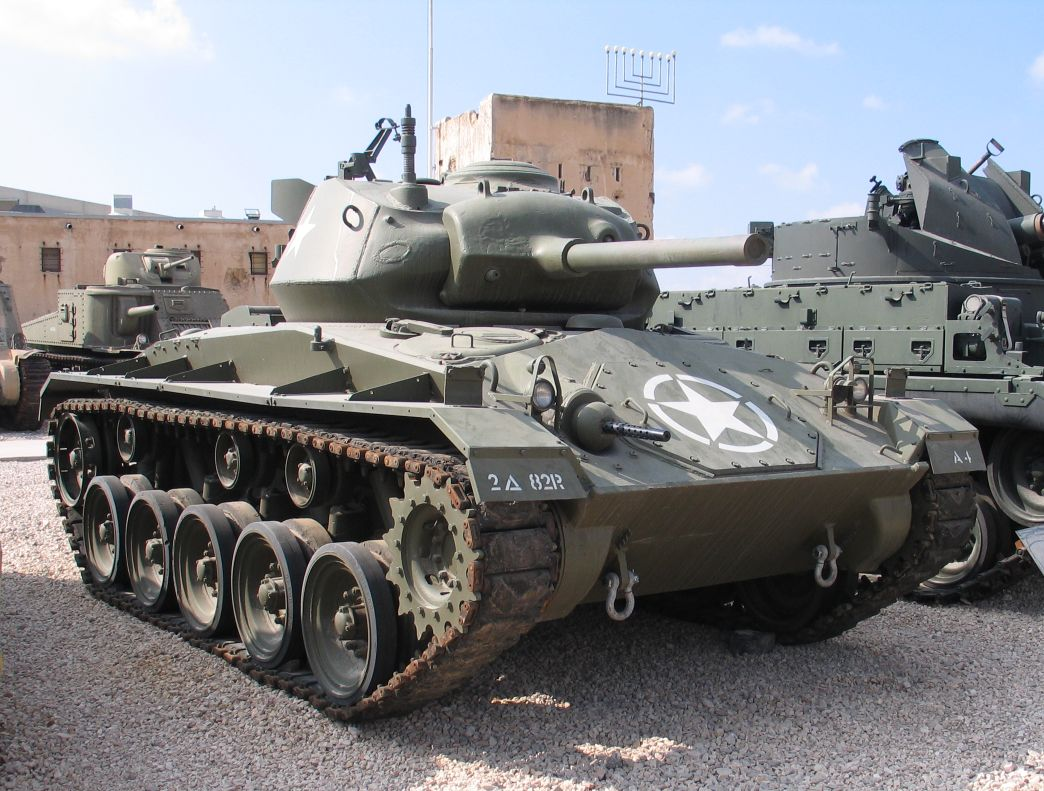
M24 Чаффі

M24 Чаффі був призначений для заміни старішого та застарілого легкого танку M5 Стюарт, який використовувався у допоміжної ролі. Екіпажам сподобалися поліпшені характеристики руху по пересеченій місцевості та надійність танка, але найбільше оцінили 75-мм гармату, що стало значним покращенням порівняно з 37-мм гарматою. Танк М24 з-за тонкої броні був вразливим для ворожих танків, протитанкових гармат та ручних протитанкових засобів.
Танки М24 були першими американськими танками, направленими для боротьби з північнокорейськими Т-34-85 під час корейській війни 1950 р. Ці танки брали з окупаційних військ в Японії, які були недосвідченими та недостатньо оснащеними через швидку демобілізацію після Другої світової війни. M24 протистояв краще озброєним, краще броньованими середнім танкам з кращими екіпажами. Тому частини з танками М24 понесли (куди?) великі втрати, завдавши лише незначної шкоди підрозділам з Т-34. М24 з боями відступали до периметра Пусана, де вони виконували роль артилерії. В серпні 1950 р. США та Співдружність доставили підкріплення важких танків, які могли легко справитися з Т-34. Пізніше на війні M24 були успішнішими у своїй розвідувальній ролі, маючі підтримку від важчих, більш здібних танків, таких як M4 Шерман, M26 Першинг та M46 Паттон.

##### M41 Вокер Бульдог

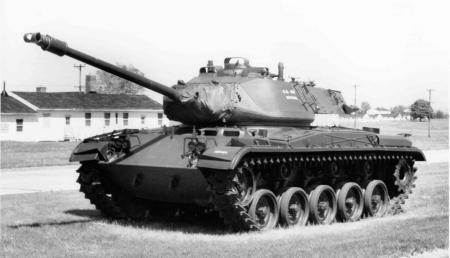
M41 Вокер Бульдог

Розробка проекту Т37 почалася в 1947 році на зміну M24 Чаффі. Машина була спроектована для повітряного транспортування і з більшою вогневою міццю завдяки вдосконаленій 76-мм гарматі. У 1949 році, з прийняттям простішого далекоміра, проект змінив назву на М41. Виробництво розпочалося в 1951 році на танковому заводі компанії Cadillac у Клівленді, а у 1953 році новий танк повністю замінив M24 в армії США. Пізніше він отримав назву M41 Walker Bulldog. M41 був швидким і добре озброєним. З іншого боку, він був шумним, витрачав багато палива та мав вагу що викликала проблеми повітряного транспортування.
Вокер Бульдог брав участь у невеликій кількості боїв в армії США під час Корейського конфлікту, але здебільшого конфлікт служив полігоном для виправлення недоліків танка, особливо з його далекоміром. У той час він був позначений як Т-41 і був поставлений до армії досить сирим, та танк був модифікований під час виробництва. Швидкі поставки були викликані тим, що північні корейці були забезпечені радянськими танками Т-34, які перевершували М24. Танк також використовувався в сусідній Японії, де к 1961 р. 150 одиниць було поставлено до Сухопутних Сил Самооборони Японії як додаток до їх середніх танків типу 61. Танк також використовувався в Операції у затоці Свиней бригадою 2506, коли танки М41 Вокер Бульдог були використані проти кубинських танків Т-34-85 . П’ять танків Т-34-85 були знищені, а інші серйозно пошкоджені .

#### Середні танки

##### M4A3
M4A3 був останнім типом танку Шерман на озброєнні США. За своїми характеристиками він приблизно дорівнювався ворожим Т-34-85, і вони могли знищити один одного на звичайних бойових дальностях. Пізніше у війні вони використовувалися в якості артилерії та резервів.

##### M26 Першинг

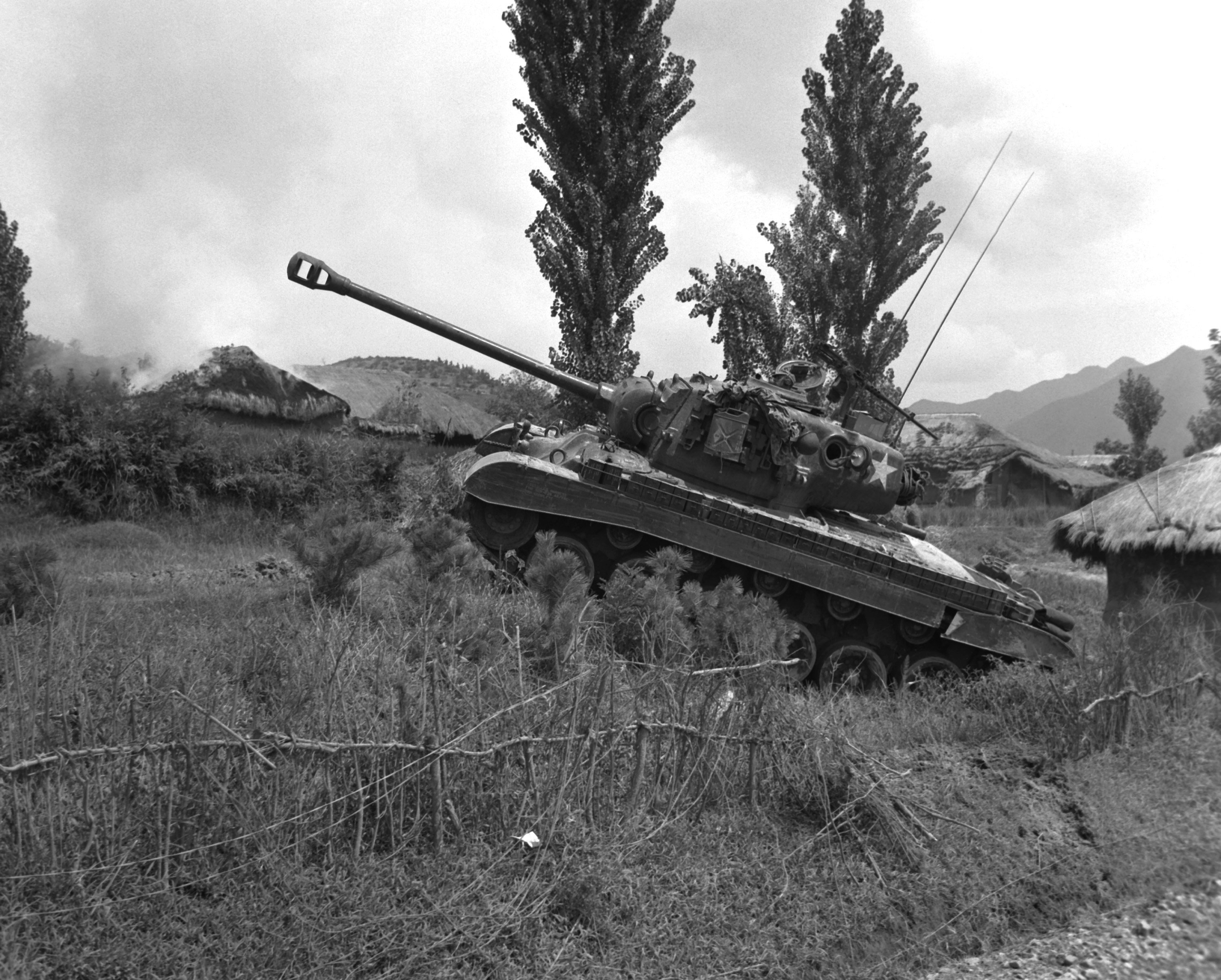
Танк Морської піхоти США M26 Першинг в Кореї, 1950 рік.

Танк М26 Першинг був названий на честь генерала Джона Першинга, який очолював Американські експедиційні сили в Європі у Першій світовій війні. Танк був розроблений і випущений наприкінці Другої світової війни і використовувався в Корейському конфлікті. У травні 1946 р. через зміну уявлень про потреби танків армії США M26 було перекваліфіковано в середній танк. Розроблений як важкий танк, М26 Першинг був значним покращенням порівняно з М4 Шерман з точки зору вогневої потужності з його 90-мм гарматою та бронею.
З іншого боку, його ходові якості були незадовільними для середнього танка (в ньому використовувався той самий двигун, що приводив у рух М4А3, який був на десять тонн легше), а його трансмісія не була надійною. У 1948 році була розроблена версія M26E2 з новим силовим агрегатом. Врешті-решт нова версія була перейменована на M46 Паттон, і 1160 танків були перебудовані за новою специфікацією. Пізніші танки M48 Паттон та M60 Паттон, які були на озброєнні у пізніших конфліктах у В’єтнамі та на Близькому Сході, були еволюційним розвитком оригінального дизайну танка Першинг.

##### М46 Паттон
Мобільність танка M26 Першинг була визнана незадовільною для середнього танка, оскільки у М26 був той самий двигун, який приводив у рух легший на 10 тонн M4 Шерман.
У 1948 році розпочалися роботи з заміни силової установки на більш потужний двигун і надійнішу трансмісію. Було обрано двигун Continental AV1790-3, з потужністю понад 800 к.с. та гідромеханічну трансмісію Allison CD-850-1. Попередній двигун M26 мав потужність 500 к.с. Почалася перебудова, модернізований М26 отримав нову силову установку та гармату з ежектором . Модифікації продовжували накопичуватися, було построєно 10 дослідних зразків з назвою Т40. В липні 1949 р. Бюро озброєнь дало танку позначення середній танк М46 Паттон. До стандарту М46 було оновлено менше тисячі.
М46 Паттон став повністю покращеною та модернізованою версією M26 Першинг. Загалом 1168 танків M46 були виготовлені у 1949-1951 роках. Він був потрібний в Кореї, і 8 серпня 1950 року перший M46 висадився в Південній Кореї. Танк виявився кращим за значно легший північнокорейський Т-34-85. До кінця 1950 р. військові підрозділи отримали 200 танків М46, що складало близько 15% танкових сил США в Кореї; решта 1326 танків, відвантажених до Кореї протягом 1950 року, включали 679 M4A3 Шерман, 309 M26 Першинг та 138 легких танків M24 Чаффі.
Порівняно з іншими середніми танками Паттон M46 був повільнішим, але його маневреність та потужна 90-мм гармата зробили його грізною зброєю, особливо в корейському конфлікті.
Подальші поставки танків M46 та M46A1 дозволили відкликати всі танки M26 Першинг протягом 1951 року. Більшість підрозділів  оснащених танками М4А3 Шерман також були переобладнані.

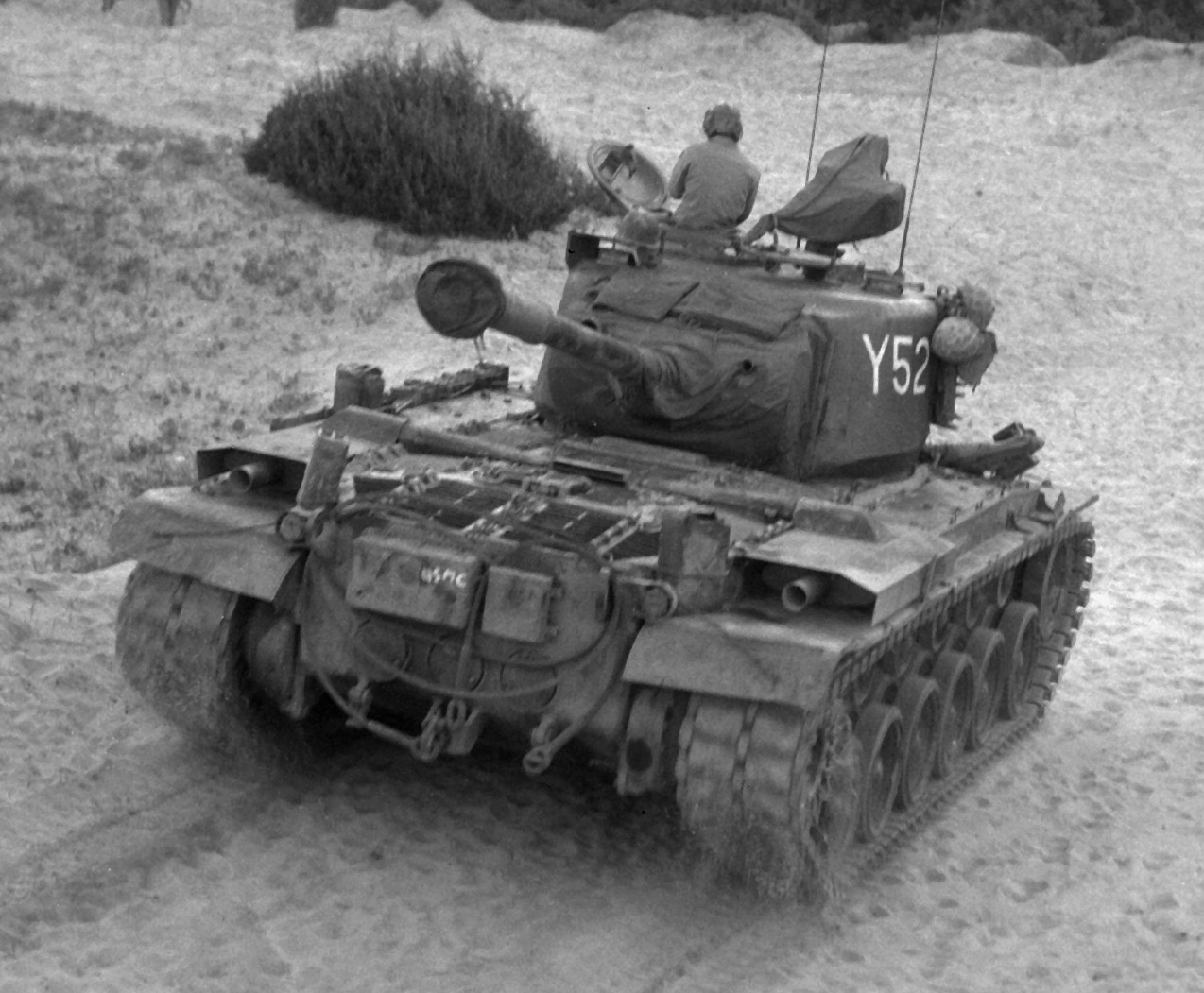
M46 Паттон, 8 липня 1952 року, башта повернута назад. Видно здвоєні вихлопи, встановлені на крилах.
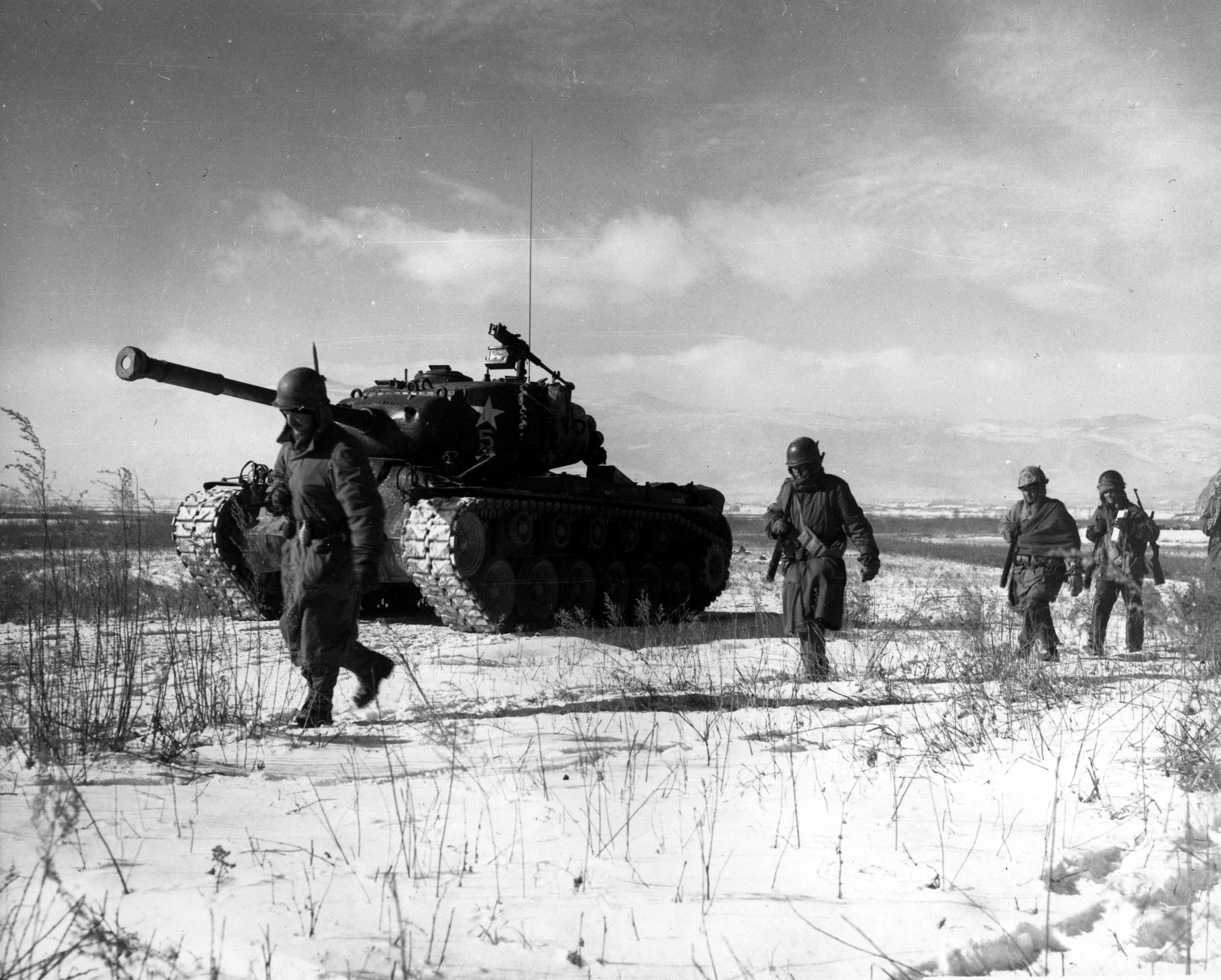
Морські піхотинці 1-ї морської дивізії в битві під водосховищем Чосін підтримувані танком M46 Паттон.
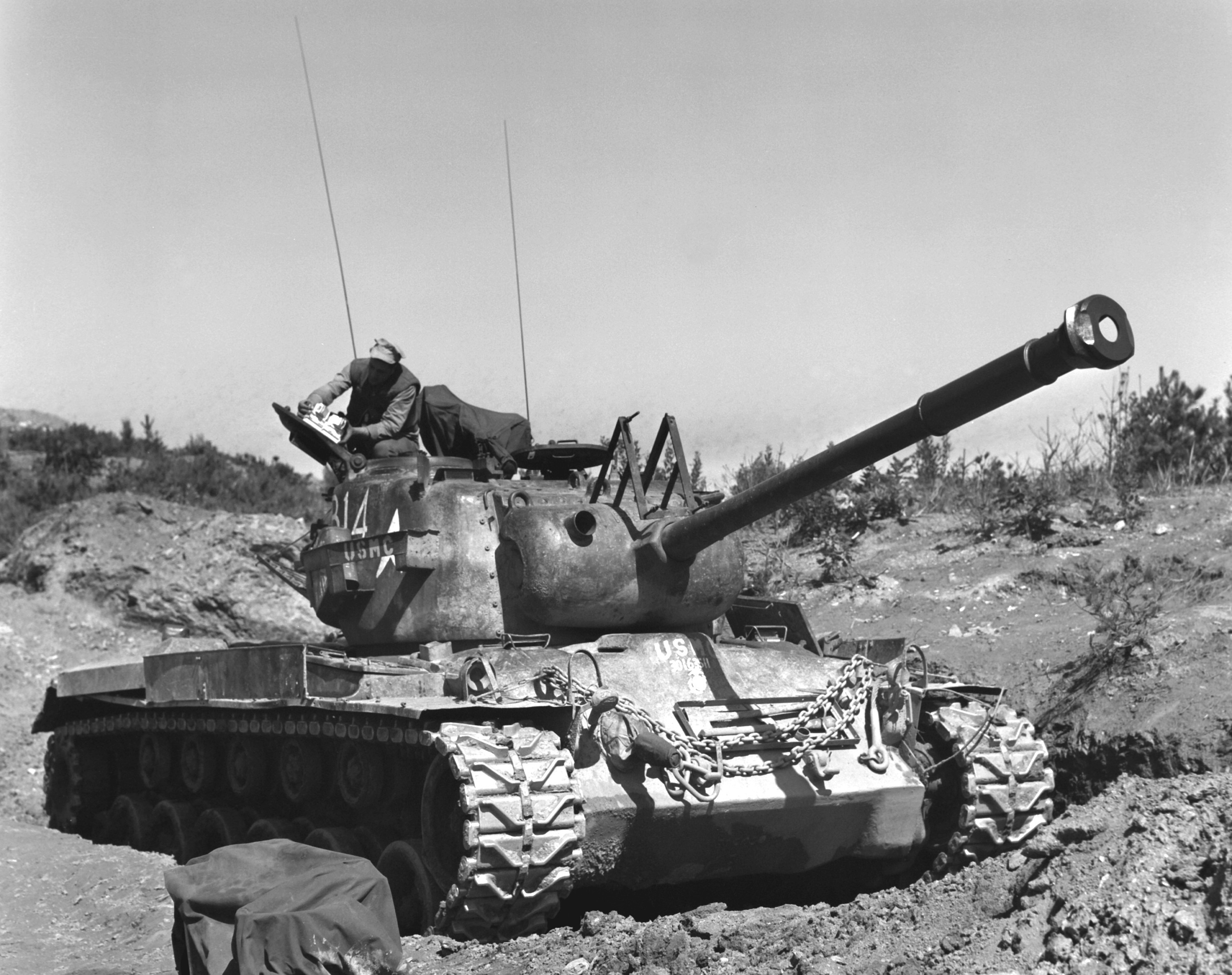
Танк M46 в Кореї

### Після корейській війни

#### Середні танки

##### М47 Паттон
Паттон M47 був призначений замінити танки M46 Паттон і M4 Шерман. Він мав 90-мм гармату у покращеній башті і 5 членів екіпажу. Незважаючи на те, що M47 був основним танком США, він ніколи не брав участь у бою на службі в США.

##### М48 Паттон

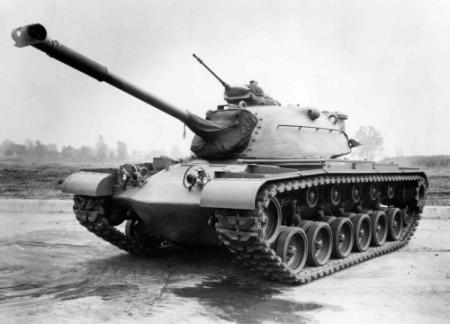
М48А1 Паттон

На початку 1951 р. в США почалась розробка танка Паттон M48. Прототип танка з 90-мм гарматою був названий Т48. У T48 з'явилася нова башта, новий перероблений корпус та вдосконалена підвіска. Курсовий кулемет було знято, стрілець-радист став непотрібен та екіпаж зменшився до 4 членів. 2 квітня 1953 року протокол Технічного комітету з питань замовлення (OTCM) прийняв позначення останнього з танків серії Паттон як Паттон M48.
Майже 12000 танків M48 були побудовані з 1952 по 1959 рік. Ранні конструкції, включаючи M48A2, працювали на бензиновому 12-циліндровому двигуні, який поєднувався з допоміжним 8-циліндровим двигуном. Використання бензинового двигуну призвело до невеликого запасу ходу танку. Ці двигуни були схильні до загоряння при попаданні. Починаючі з версії M48A3 танк був обладнаний дизельним двигуном.

##### Середній танк T95

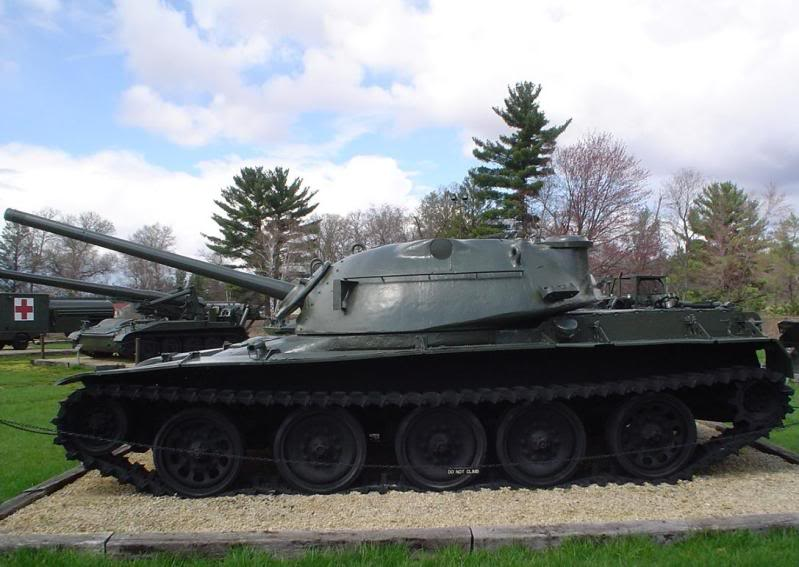
Середній танк T95

T95 був американською серією прототипів середніх танків, розроблених у період з 1955 по 1959 р. Ці танки мали багато передових або незвичайних особливостей, таких як броня з кремнеземним сердечником, 90-мм гладкоствольна гармата Т208 у жорсткому кріпленні без системи віддачі з снарядом APFSDS, нова передача та система управління вогнем, яка була системою "оптичного відстеження, збору та вимірювання відстані" (OPTAR) T53, що випромінювала імпульси інтенсивного некогерентного інфрачервоного випромінювання.

#### Важкі танки

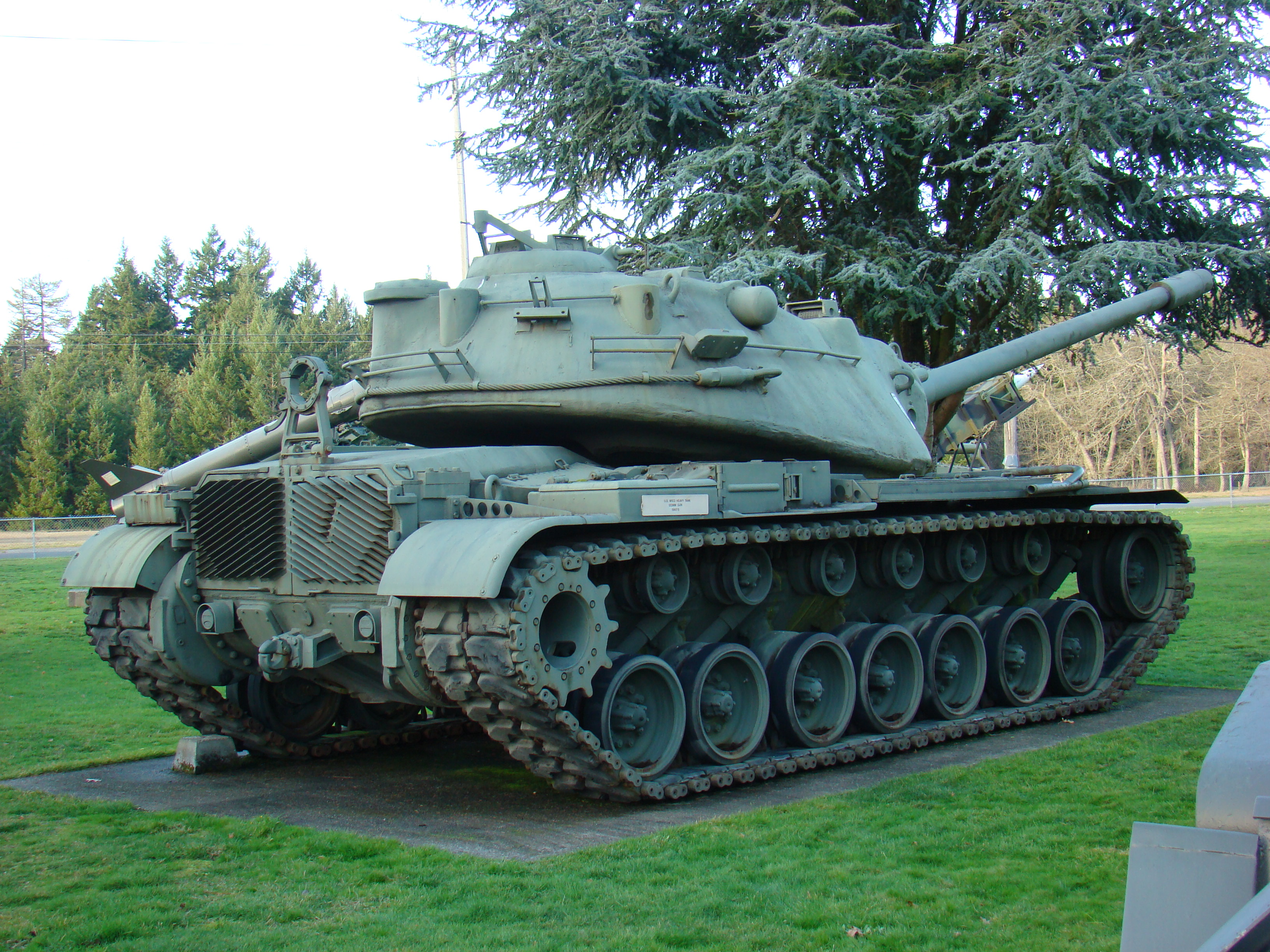
M103 на об'єднаній базі Льюїс-Маккорд

##### Важкий танк М103
M103 було виготовлено на танковому заводі "Детройт Арсенал", перші одиниці були прийняті в 1957 році.
M103 був розроблений для протидії радянським важким танкам. Його далекобійна 120-мм гармата була призначена для ураження ворожих танків на екстремальних відстанях, але ніколи не була використовувана в бою. З 300 побудованих M103, більшість пішли до морських піхотинців. Танк був недостатньо потужним, а системи приводу були ненадійними.
Башта М103 була більшою, ніж у М48 або М60, щоб дати місце для величезної 120-мм гармати та двох заряджаючих, крім навідника і командира. Водій розміщався у корпусі. Кут піднесення стволу гармати був від +15 до -8 градусів.
У той час як армія США деактивувала свої важкі бронетанкові одиниці одночасно з отриманням нових основних бойових танків серії М60 в 1960 році, решта М103 залишалася в корпусі морської піхоти США, поки вони не почали отримувати основний бойовий танк  серії М60. Перехід на ОБТ стався в армії США в 1960 р. та у Корпусі морської піхоти США у 1973 р.

### В'єтнам

#### Легкі танки

##### Легкий танк T92
Легкий танк Т92 був інноваційним американським легким танком, розробленим у 1950-х роках компанією "Aircraft Armaments". Він був розроблений як заміна набагато важчого "M41 Вокер Бульдог" для десантування з повітря та повітряних перевезень. Основною гарматою була звичайна 76-мм гармата з дуже низько-профільною баштою. Трохи вище корпусу була гармата і дві невеликі башти для навідника і командира, які дозволяли стріляти з кулеметів калібрів 50 і 30. Двигун був переміщений уперед, що підвищило захист. Дверцята ззаду мали призначення для евакуації та загрузки боєкомплекту. Звістка про оснащення радянської армії легкими танками-амфібіями ПТ-76 призвело до нової вимоги щодо плавання для легких танків. Конструкцію Т-92 змінити не було можливості, а замість нього прийняли на озброєння "M551 Шерідан".

##### М551 Шерідан

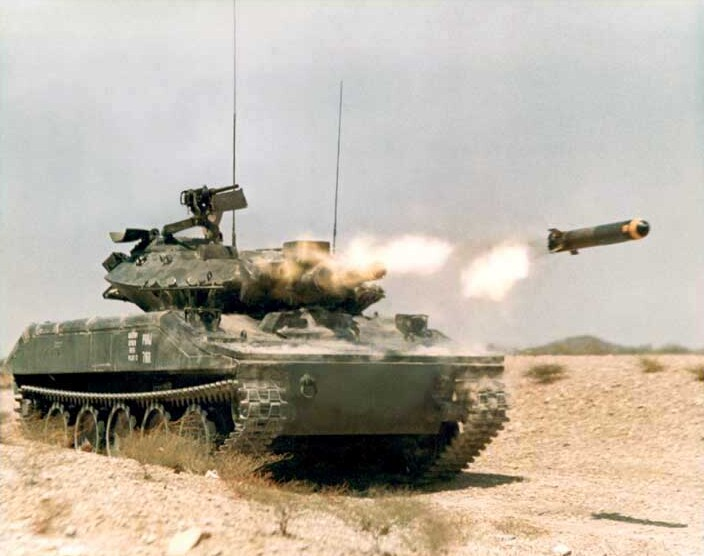
Шерідан XM551 запускає ракету MGM-51 Shillelagh

Розробка танку M551 «Шерідан» була почата, коли була скасована заміна танка M41 легким танком T92.
Необхідність мати меншу вагу, ніж Т92, поставила особливо складну проблему; гармати, здатні знищити сучасні танки на прийнятих відстанях, були настільки великими, що вимагали настільки великої машини для їх перевезення, що їх не можна було використовувати як "легкий" танк. Застосування кумулятивних снарядів замість бронебійний снарядів могло б вирішити цю проблему, але кумулятивні снаряди працюють краще, якщо вони більшого калібру. Вага гармати залежить від початкової швидкості снаряда і калібру, тому у випадку з XM551 була пожертвувана початкова швидкість, створивши 152-мм гармату M81 з низькою швидкістю снаряду. Кумулятивні снаряди М81 могли пробити будь-який сучасний танк на менших відстанях, але їх низька швидкість ускладнювала використання на більших дистанціях, особливо проти рухомих цілей. Велика гармата з снарядами малої швидкості також була ідеальною для підтримки піхоти, де протитанкові гармати з більш високою швидкістю часто прострілювали наскрізь "м’які" цілі, а малокаліберні снаряди мали небагато місця для вибухового наповнювача. Таким чином, M81 ідеально підходила як для прямої вогневої підтримки, так і для протитанкових боїв на коротких відстанях.

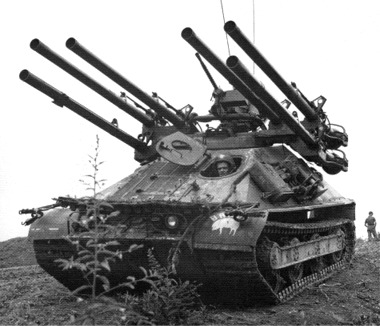
Американський винищувач танків Онтос M50A1, гвинтівки 50-го калібру на верхніх гарматах були призначені для пристрілки

Гармата М81 не була ідеальною в протитанковій битві середньої та дальньої дії. Початкова швидкість снаряду була настільки низькою, що снаряд, випущений на більші дистанції, мав би бути "піднятим", що ускладнювало прицілювання, а час польоту був би настільки довгим, що в рухому ціль було б дуже важко влучити. Однак виявилося, що цю проблему можна вирішити, оснастивши танк протитанковими ракетами що запускаються через гармату. Для бойових дій на більшій дальності ракета буде випущена замість снаряда, і хоча її швидкість також буде відносно повільною, система наведення подбає щодо враження у ціль. Ряд машин, на які були встановлені ПТРК, або безвідкатні гармати, такі як американська установка «Онтос», вже були на озброєнні, але, як правило, ці машини мали обмежену вогневу міць у ролі підтримки піхоти, або у випадку «Онтоса» не могли бути перезаряджені зсередини установки. Здається, XM551 пропонував найкраще з обох світів; для підтримки піхоти великокаліберна гармата дозволила їй стріляти повнорозмірними артилерійськими снарядами і картечними пострілами, а також давала прийнятні протитанкові характеристики. Хоча ракета "Шілейла" вважалася ризикованим проектом, якщо б вона спрацювала, XM551 змогла б впоратися навіть з найбільшими танками на крайній дальності.
M551 мав сталеву башту та алюмінієвий корпус. Він приводився в рух великим дизельним двигуном. Таким чином, M551 мав добру мобільність, був здатний пересуватися зі швидкістю до 45 миль/год, що на той час було нечуваним для гусеничної машини. Можливість плавання забезпечувалась флотаційним екраном. Виробництво розпочалося наприкінці липня 1966 р.Виробництво розпочалося наприкінці липня 1966 р. Танк було прийнято в експлуатацію в червні 1967 року. Понад 1600 M551 були побудовані між 1966 і 1970 роками. Загальна вартість програми M551 становила 1,3 мільярда доларів.
У бойових умовах машина виявилася дуже шумною та ненадійною. Товщина броні дозволяла її пробиття навіть великокаліберними кулеметами, а також броня була дуже вразлива до мін.
Стрільба з гармати часто негативно впливала на тендітну електроніку, яка перебувала на ранніх етапах переходу до твердотільної електроніки, тому ракета та система наведення не були використані на машинах, розміщених у В’єтнамі. Незважаючи на виробництво 88 000 дорогих ПТКР, ці ракети майже не використовувались в бою. Гармата мала проблеми з утворенням тріщин біля казенної частини після повторної стрільби. Більшість танків були модифіковані, і модифікована гармата M81E1, а також відповідна модифікація ракети були представлені з меншим ключовим пазом, що вирішило проблему. Гармату також критикували за занадто велику віддачу відносно ваги машини, бо друге і навіть третє колеса відривалися від землі під час стрільби з гармати.
"Шерідан" масштабно використовувався у війні у В'єтнамі, та був призначений майже до всіх танкових батальйонів. У 1969 році танкові підрозділи почали заміну своїх танків M48 Patton на M551.

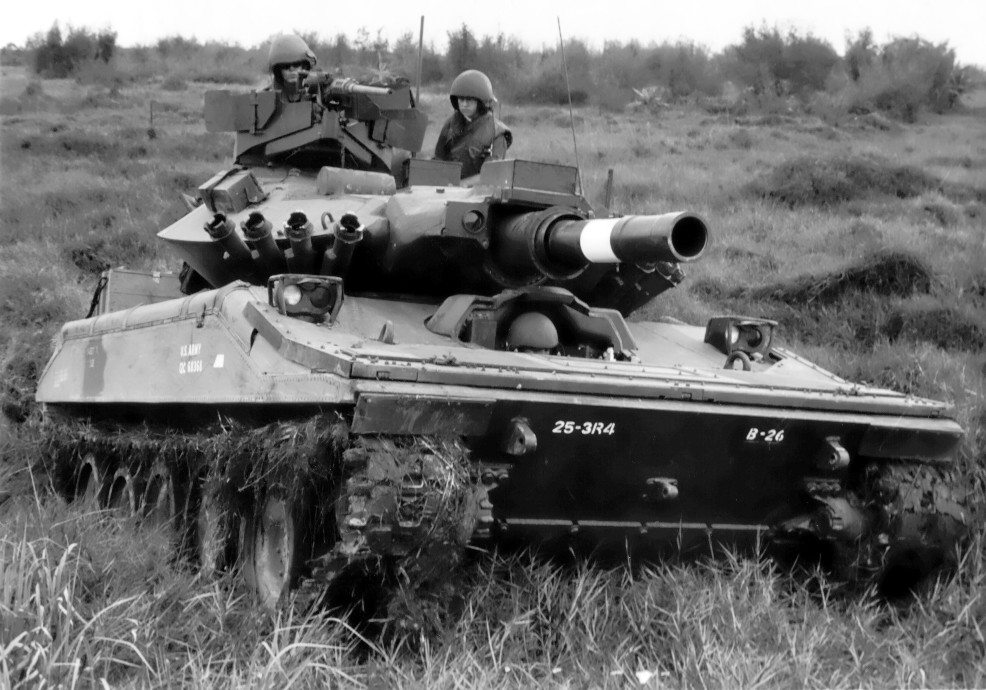
Шерідан M551 та екіпаж 3-го батальйону 4-го танкового полку у В'єтнамі.

Звіти про бойові дії танка від військ іноді були позитивними, тоді як звіти командування часто були негативними. Оцінка машини 1969 року показала, що M551 використовувався для розвідки, нічного патрулювання та розчищення доріг, накопичивши 39 455 миль пробігу і 520 бойових завдань, причому рівень готовності був 85%. Незважаючи на вразливість до ракет і мін, було визнано, що варто застосувати модифікації та озброїти всі батальйони «Шериданом».
"Шерідан" високо оцінила піхота, що потребувала підтримки прямим вогнем, яка, як правило, служила разом з M113. У цій ролі справжньою проблемою "Шерідану" був його обмежений боєзапас у 20 снарядів і 8 ракет (хоча у В'єтнамі M551 не були оснащені ПТКР або обладнанням для їх наведення, що збільшувало боєзапас снарядами).
Поширеною польовою модифікацією було встановлення великого сталевого щита, відомого як "комплект ACAV", навколо командирського кулемета, що дозволяло стріляти з певним рівнем захисту. Водій мав незвичайний обертовий люк, який має склоблоки при повороті вперед. У комплект входив додатковий шар сталевої броні, який прикручувався знизу до днища танку як протимінний захист, хоча прикривав лише передню частину.
Стандартною модифікацією, зробленою в середині 70-х років, було додавання командирської башточки. Ця модифікація виникла для захисту командира від ламань ребр, що може статися, коли Шерідан стріляє снарядами.

#### Середні танки

##### М48 Паттон

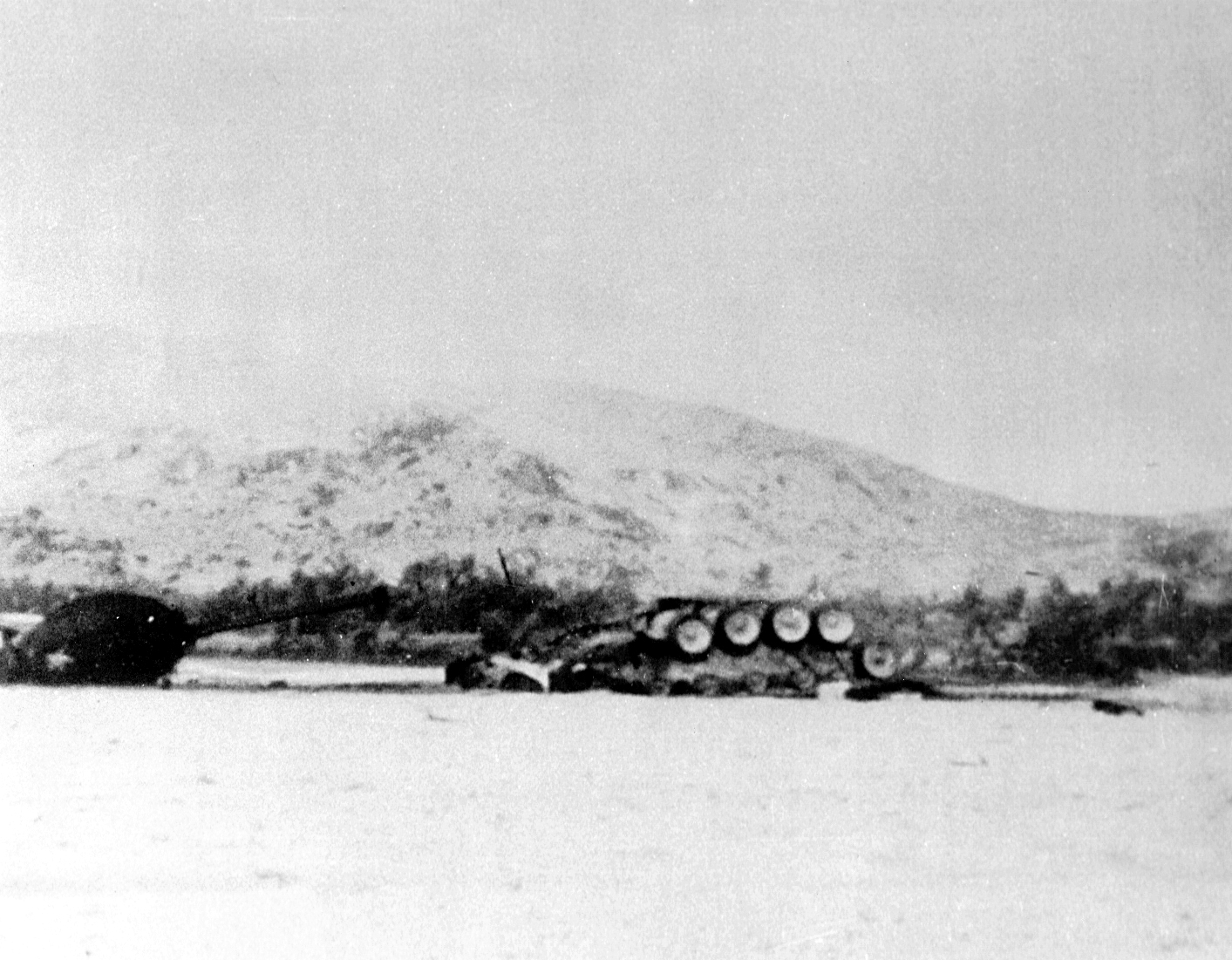
M48A3 знищений під час війни у В'єтнамі

Танки M48 були широко використані під час війни у В’єтнамі. Там у війська США поступило понад 600 Паттонів . Перші М48 висадилися разом з морською піхотою США в 1965 р.  Решта Паттонів розгорнутих у Південному В'єтнамі, перебували у трьох батальйонах армії США - у 1-77-му танковому поблизу ДМЗ, у 1-69-му танковому в Центральному високогір'ї та  у 2-34-му танковому поблизу дельти Меконгу. Кожен батальйон складався приблизно з п'ятдесяти семи танків. M48 також використовувалися броньованими кавалерійськими ескадронами у В'єтнамі, поки їх не замінили танки M551 Sheridan. Вогнеметний танк M67A1 (на прізвисько Zippo) був варіантом М48, який використовувався у В’єтнамі.
Під час виводу військових США з В'єтнаму багато танків M48A3 були передані військам Армії Республіки В'єтнам (ARVN). Зокрема був створений 20-й танковий полк ARVN. Під час Великоднього наступу Північно-В'єтнамської армії (NVA) у 1972 р. танкові бої між підрозділами NVA Т-54/ПТ-76 та ARVN M48/M41 стали звичайною справою. 23 квітня 1972 р. танки 20-го танкового полку були атаковані піхотно-танковою групою NVA, яка була оснащена новою дротовою ПТКР "Малютка" ( позначення НАТО: Sagger).

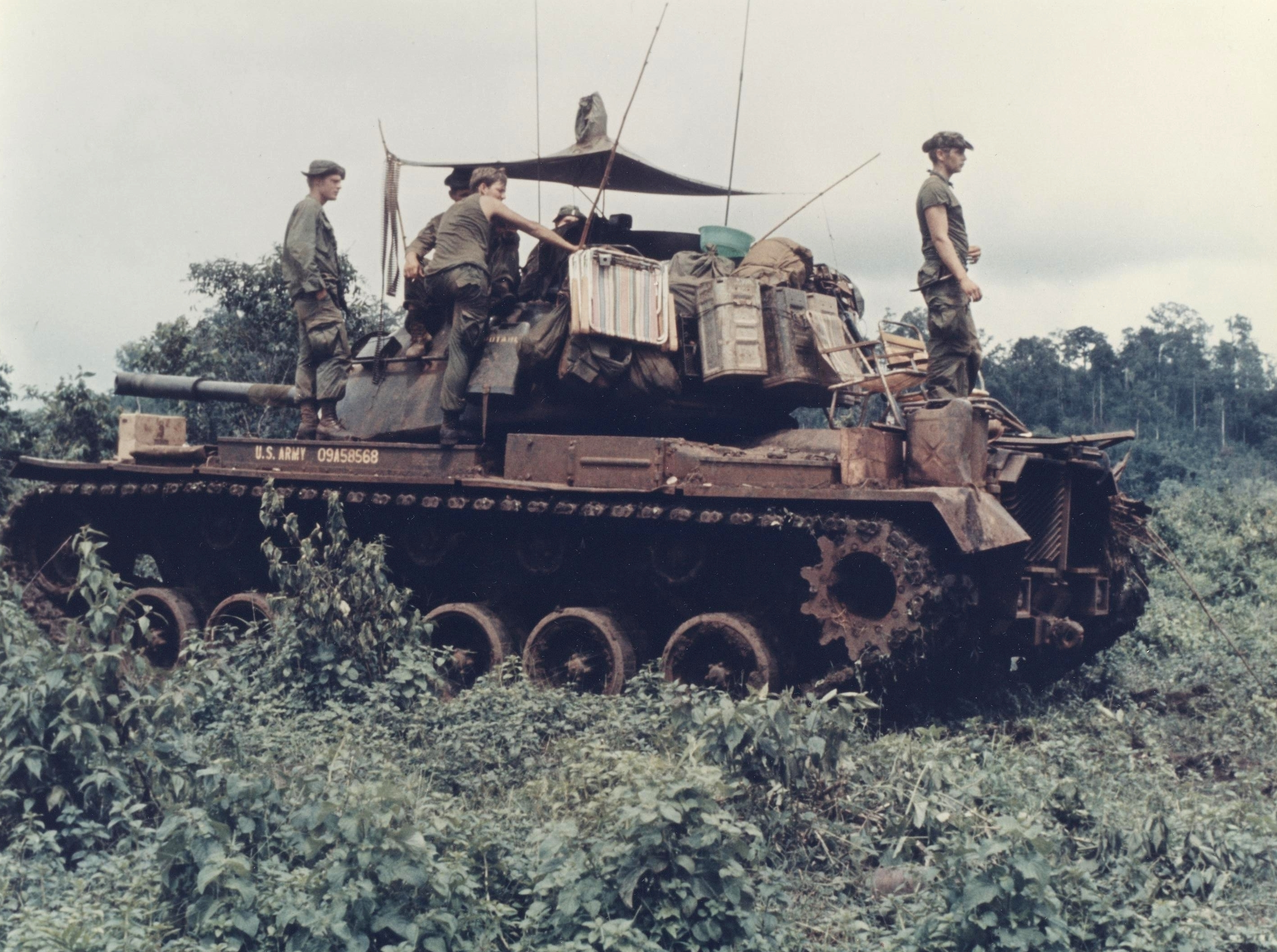
Екіпаж роти B 1-го ескадрону 10-го кавалерійського полку 4-ї піхотної дивізії на танку M48 Patton рухається через джунглі у Центральному високогір’ї В’єтнаму, червень 1969.

Під час цього бою були знищені один танк Паттон M48A3 та один бронетранспортер M113, що стали першими втратами від ПТКР Малютка; втрати від ПТКР стануть ще більшими під час Війни Судного дня на Близькому Сході в 1973 р.
Танки М48 дуже добре себе показали  у В'єтнамі в ролі підтримки піхоти. Однак битв танків проти танків було небагато. M48 забезпечували належний захист свого екіпажу від стрілецької зброї, мін та РПГ.
У середині 1970-х років була розроблена модернізація M48A5 , що дозволяла встановлювати важчу 105-мм гармату. Це було розроблено для прискорення М48 з танками М60, які тоді регулярно використовувалися. Більшість М48 були здані на озброєння резервних підрозділів до цього часу. До середини 1990-х років М48 були припинені
У середині 1970-х років було розроблено модернізацію M48A5, яка дозволила транспортному засобу носити більш важку 105-мм гармата. Це було зроблено для наближення характеристик M48 до танків M60, які вже були у війську. В цій часу більшість M48 були передані на озброєння резервним підрозділам. До середини 90-х років M48 були зняті з озброєння.

#### Основні бойові танки

##### М60 Паттон

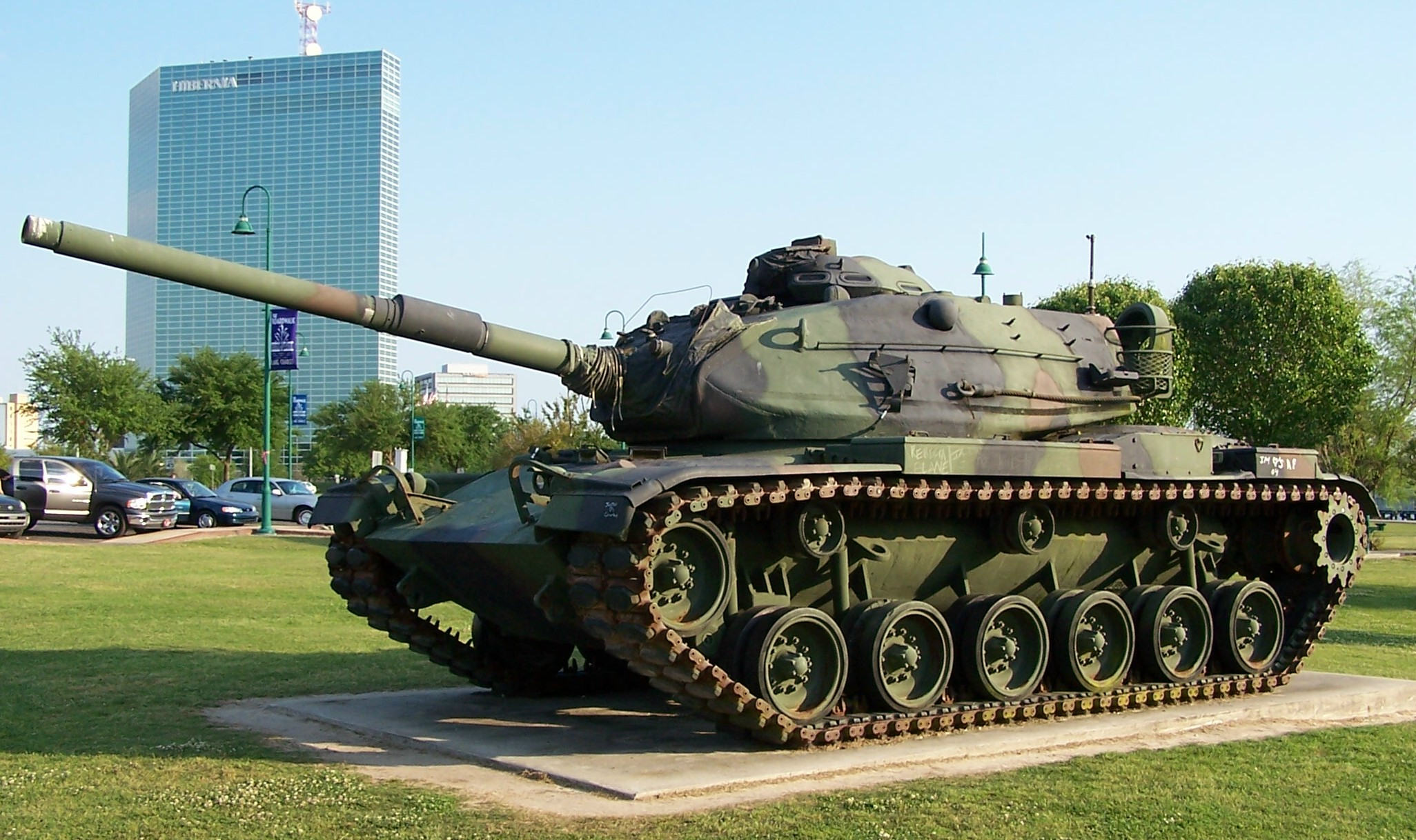
M60A3 Паттон

M60 Паттон був розроблений для заміни M48 Паттон і базується на його шасі.

##### M60
У 1957 році в США були закладені плани танка з 105-мм гарматою і покращеним корпусом, що мав забезпечити кращий броньовий захист.
Результатом був танк M60 який багато в чому нагадував M48, на основі якого він був побудований, але мав суттєві відмінності. На М60 було встановлено 105-мм гармату з ежектором, він мав корпус з прямим переднім нахилом, тоді як корпус М48 був закругленим, мав три  підтримувальні котки з кожної сторони на відміну від п’яти котків у М48. Опорні котки були вироблені з алюмінію, а не зі сталі.
Корпус М60 був виготовлений як єдина лита деталь, розділений на три відділення, з водієм спереду, бойовим відділенням посередині та двигуном ззаду .
Водій мав три денні перископи М27, один з яких можна було замінити перископом нічного бачення. Спочатку М60 мав ту саму форму башти, що і М48, але згодом башту замінили на характерну загострену башту, яка мінімізувала лобовий перетин до вогню противника.

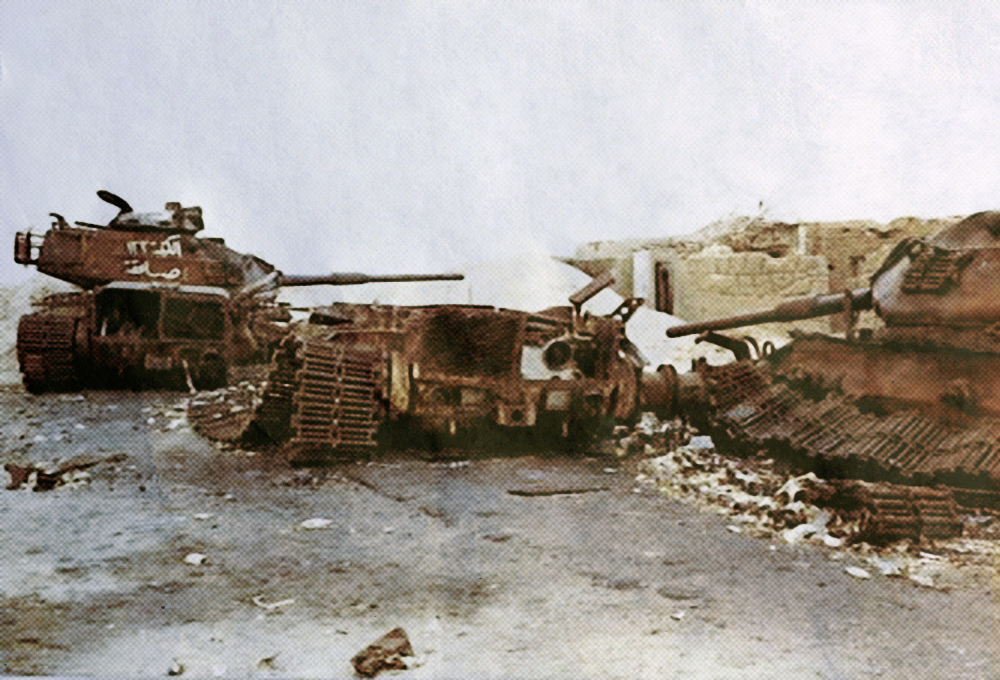
Знищені ізраїльські Паттони під час війни Судного дня

M60 був останнім основним бойовим танком США, який використовував гомогенну сталеву броню. Він також був останнім, що містив кулемет М60 та евакуаційний люк під корпусом.
Новий танк був запущений у виробництво в 1959 році, надійшов на озброєння в 1960 році. Було побудовано понад 15000 танків M60 (усі варіанти).

##### M60A1
У 1963 році М60 було модернізовано до версії  М60А1. Цей новий варіант, який залишався у виробництві до 1980 року, відрізнявся більшою баштою кращої форми та вдосконаленнями бронезахисту та амортизаторів. M60A1 також був оснащений системою стабілізації гармати. Однак M60A1 все ще не міг вести вогонь на ходу, оскільки система лише тримала гармату направленою в одному загальному напрямку, поки танк рухався по пересіченій місцевості. Однак це дозволило наводити коаксіальний кулемет під час руху.

### Після В'єтнаму

#### Легкі танки

##### М551 Шерідан

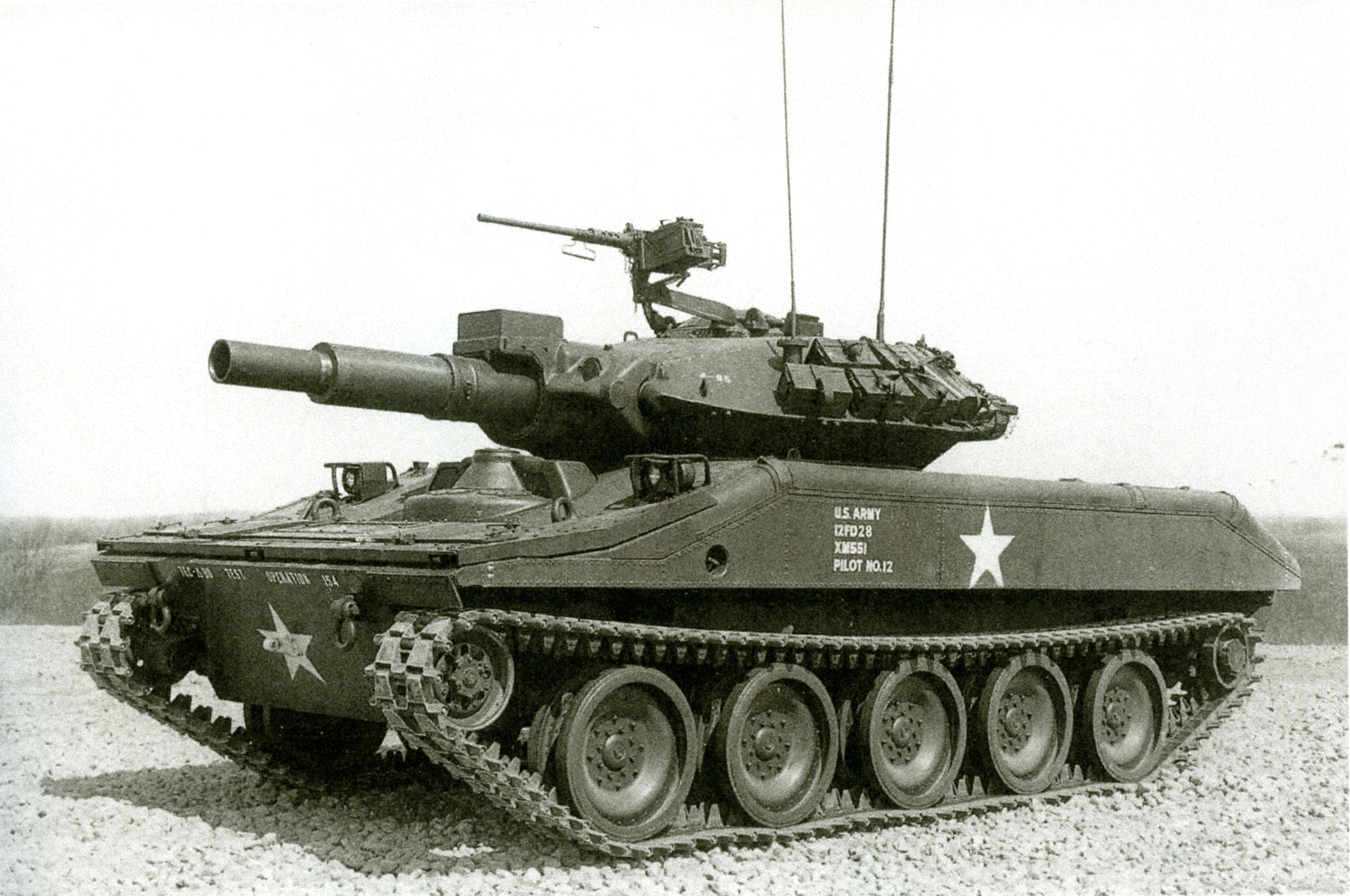
XM551 «Шерідан»

Армія почала поступово виводити «Шерідан» з експлуатації у 1978 році, хоча на той час реальної заміни танку не було. Тим не менше, 82-а повітряно-десантна дивізія США змогла утримувати їх у своєму складі до 1996 року. «Шерідан» був на той час єдиним танком, що міг бути десантованим з повітря, і парашутисти як елітні сили мали значно більшій вплив, ніж звичайна піхота та бронетанкові частини, які були змушені позбутися від «Шеріданів». Пізніше ці підрозділи отримали танки модернізовані до моделі  M551A1, що включала систему теплового бачення для командира і навідника.

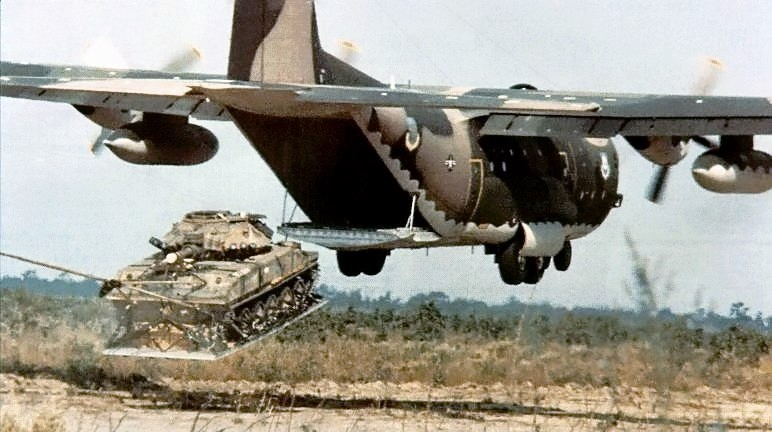
C-130, що висаджує танк M551 Шерідан за допомогою LAPES (Система витяжки парашутів на низькій висоті).

Єдине повітряне десантування «Шеріданів» у бойових обставинах сталося під час операції «Справедлива справа» у Панамі у 1989 році, коли було розгорнуто чотирнадцять М551; чотири були перевезені літаками С-5 «Гелексі», а десять було повітряно десантовано, але два «Шерідани» були знищені під час висадження.  Дії «Шеріданів» отримали неоднозначні відгуки. Їх оператори та деякі командири високо оцінили танк за надання вогневої підтримки в ситуаціях, які потребували знищення трудних цілей. Однак озброєння «Шеріданів» лише протитанковими снарядами обмежувало їх ефективність проти залізобетонних споруд.
51 «Шерідан» було розгорнуто у Війні в Перській затоці, як одні з перших відправлених танків. Вони не були б дуже ефективними проти російських Т-72. З-за  віку і легкої броні їх роль була обмежена розвідкою. Можливо, 6 або менше ракет «Шиллела» були випущені  по іракських бункерах. Тільки півдюжини «Шиллела» ракет з 88 000 вироблених були використаними в бойових умовах.
Було кілька спроб модернізувати або замінити «Шерідан», але жодна не мала успіху. Виготовили кілька експериментальних версій «Шерідану», з новою баштою з гарматою калібру 105 мм, але віддача гармати була надто великою. Кілька можливих замін для M551 були випробувані в рамках проектів M8 AGS «Ріджвей» та Expeditionary tank на початку та в кінці 1980-х років відповідно, але жодна з них не надійшла на озброєння. Самохідна артилерійська установка/винищувач танків M1128 Stryker виконує роль легкого танка Сполучених Штатів.

#### Основні бойові танки

##### M60A2

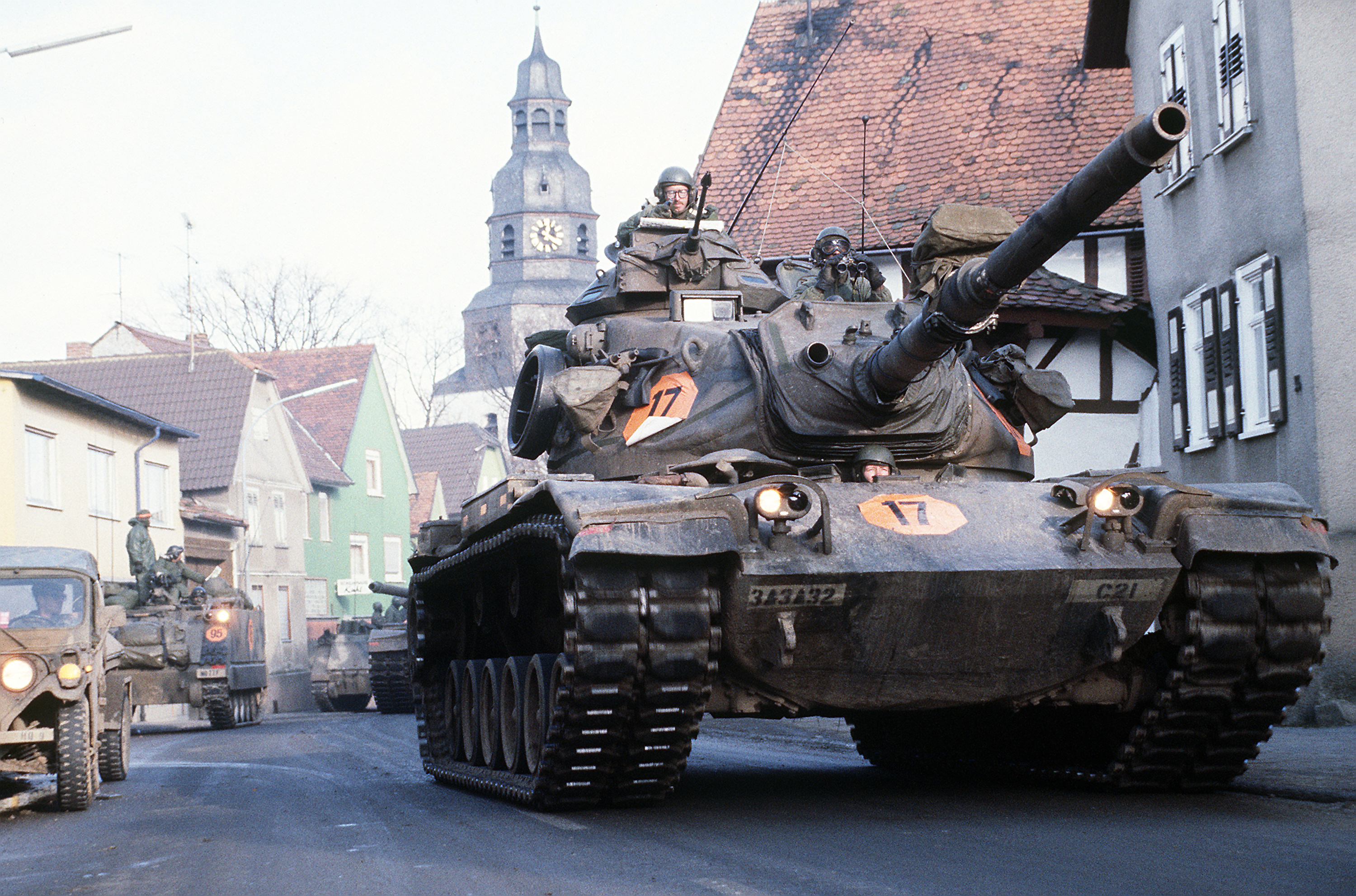
Головний бойовий танк M60A3 3-ї бронетанкової дивізії, 3-32-й бронетанковий полк, рухається вулицею в Німеччині під час навчань REFORGER '85.

Танк M60A2, прозваний "Зорелітом" через технології Космічної Ери, мав абсолютно нову низькопрофільну башту з командирською баштою з кулеметом, що дала командиру гарні поле зору та зону враження, але зіпсувала низький профіль. На ньому також була встановлена гармата калібру 152 мм, яка вела вогонь снарядами, а також керованими ракетами.
M60A2 виявився розчаруванням, хоча технічний прогрес відкривав дорогу майбутнім танкам. Система ПТКР Шиллела була виведена з діючих підрозділів до 1981 року, а командирські башти зняті. Більшість танків M60A2 були перебудовані до типу M60A3
.

##### M60A3
Розробка M60A2 з новою баштою з 152-мм гарматою була припинена, і в 1978 році почалася робота над варіантом M60A3. Він включав ряд технологічних удосконалень, включаючи димовідвіди, новий далекомір, балістичний комп’ютер М21 та систему стабілізації башти. Крім того, танку повернули 105-мм гармату М68А1. Зрештою, всі танки M60 американські армії були вдосконалені до моделі М60А3. Основні бойові танки M60A3 армії США були розгорнуті в ході операції "Буря в пустелі" в 1991 році під час кризи в Перській затоці.
У 1997 році M60A3 був виведений з експлуатації в армії США і замінений основним бойовим танком M1 Abrams.

##### MBT-70

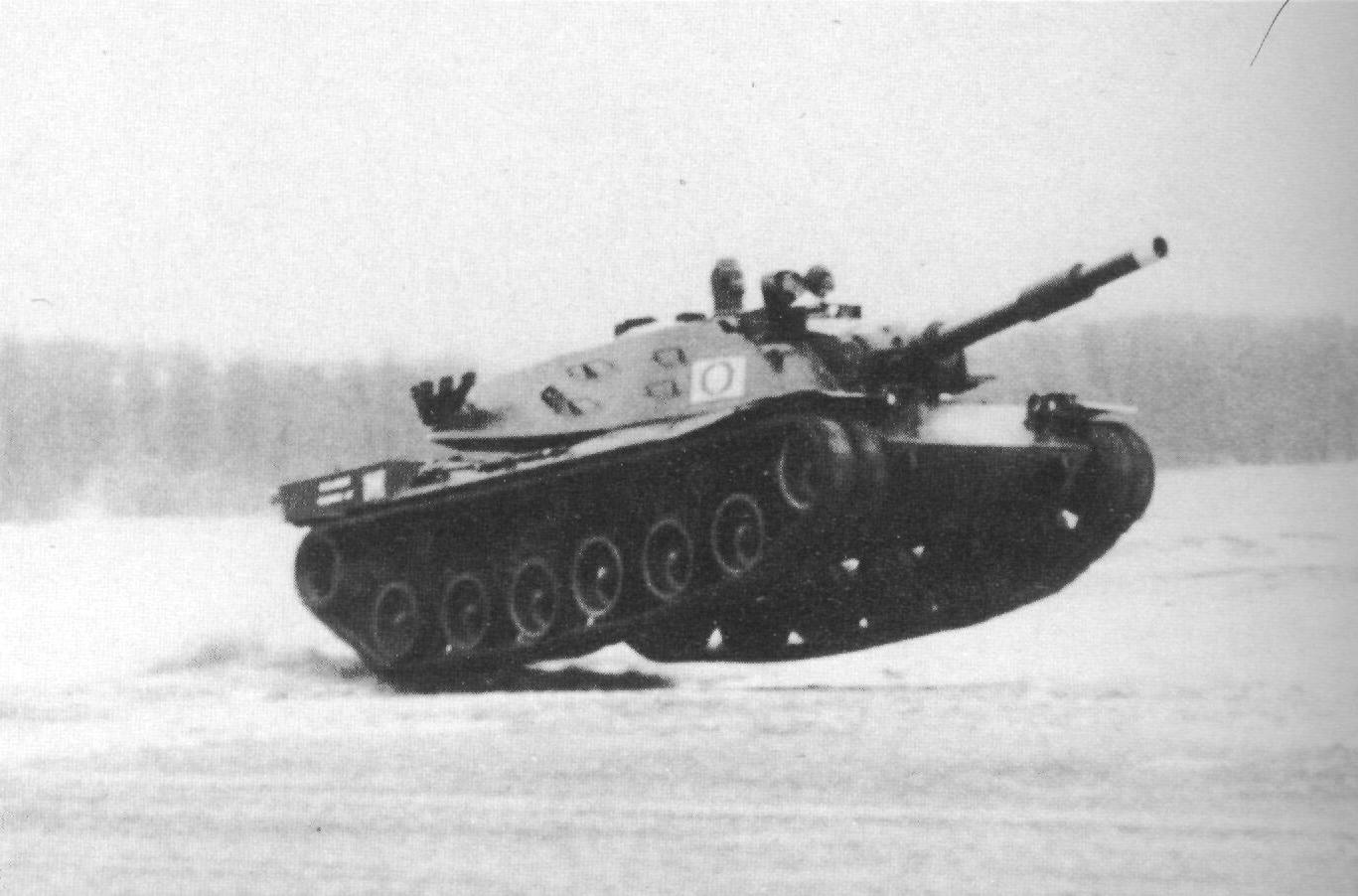
Прототип MBT-70 проходить випробування на швидкість на Абердинському випробувальному полігоні.

MBT-70 (нім. KPz 70) був американсько-західнонімецьким спільним проектом розробки нового основного бойового танка протягом 1960-х років.
MBT-70 був розроблений США та Західною Німеччиною в контексті холодної війни, та був призначений для протистояння новому поколінню танків Варшавського договору, розроблених у СРСР. Новий танк мав бути обладнаний низкою передових функцій, таких як нещодавно розроблена регульована гідропневматична підвіска і розміщення всього екіпажу у великій  башті, озброєній 152 мм гарматою/пусковою установкою XM150, яка могла б використовувати як снаряди, так і ПТКР Шиллела для ведення бойових дій на великій дальності.
До кінця 1960-х років розробка MBT-70 значно перевищила бюджет і мала проблеми дизайну. Західна Німеччина вийшла з проекту через великі витрати та нову різницю у вимогах до дизайну. Сполучені Штати продовжували розробку MBT-70 до 1971 року, коли програму остаточно скасували. Західна Німеччина самостійно розробила Leopard 2 як свій новий основний бойовий танк.

##### М1 «Абрамс»

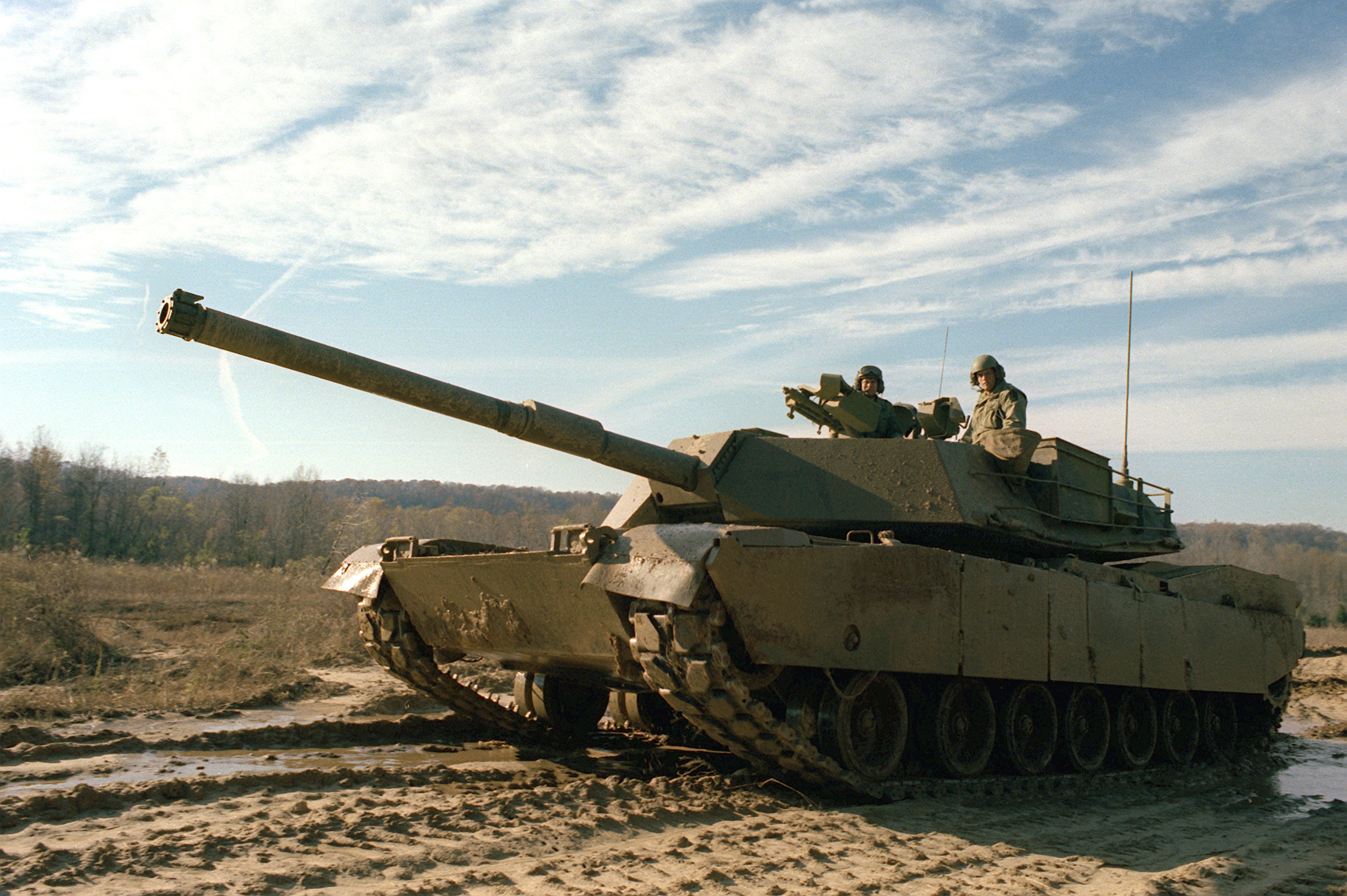
XM1 «Абрамс» під час показу у Форт-Ноксі, штат Кентуккі в 1979 році.

Проект M1 «Абрамс» почався за рахунок відволікання коштів від надбюджетних та непрактичних проектів MBT-70 та XM815.
Прототипи були поставлені у 1976 році компаніями Крайслер Дефенс та Дженерал Моторс, та були озброєні ліцензійною  105-мм нарізною гарматою. Розробка Крайслер Дефенс була обраною для подальшої розвитку як M1. У 1979 році компанія Дженерал Дайнемікс придбала Крайслер Дефенс.
M1 був першим у своєму роді. На ньому була встановлено низькопрофільну башту і вперше на танку композитну броню Чобхем. Незважаючи на всі ці досягнення, M1 «Абрамс» все ще мав екіпаж із чотирьох осіб, як на M60 Patton, оскільки автомат заряджання вважався недоведеним та ризикованим.
М1 «Абрамс» вперше надійшов на озброєння армії США у 1980 році, та понад 3200 М1 «Абрамс» було виготовлено.
Було вироблено близько 6000 модернізованих М1А1 «Абрамс», які використовували гладкоствольну гармату калібром 120 мм, покращену броню та систему захисту від зброї масового ураження.
З часів холодної війни США майже повністю відмовились від використання легких танків; замість того, їх замінили важко озброєними  броньованими автомобілями. M60A1/(A3 для армії) «Паттон» продовжував службу у морській піхоті і брав участь у війні в Перській затоці.

## Іракський конфлікт

### Війна в Перській затоці

#### М60 Паттон

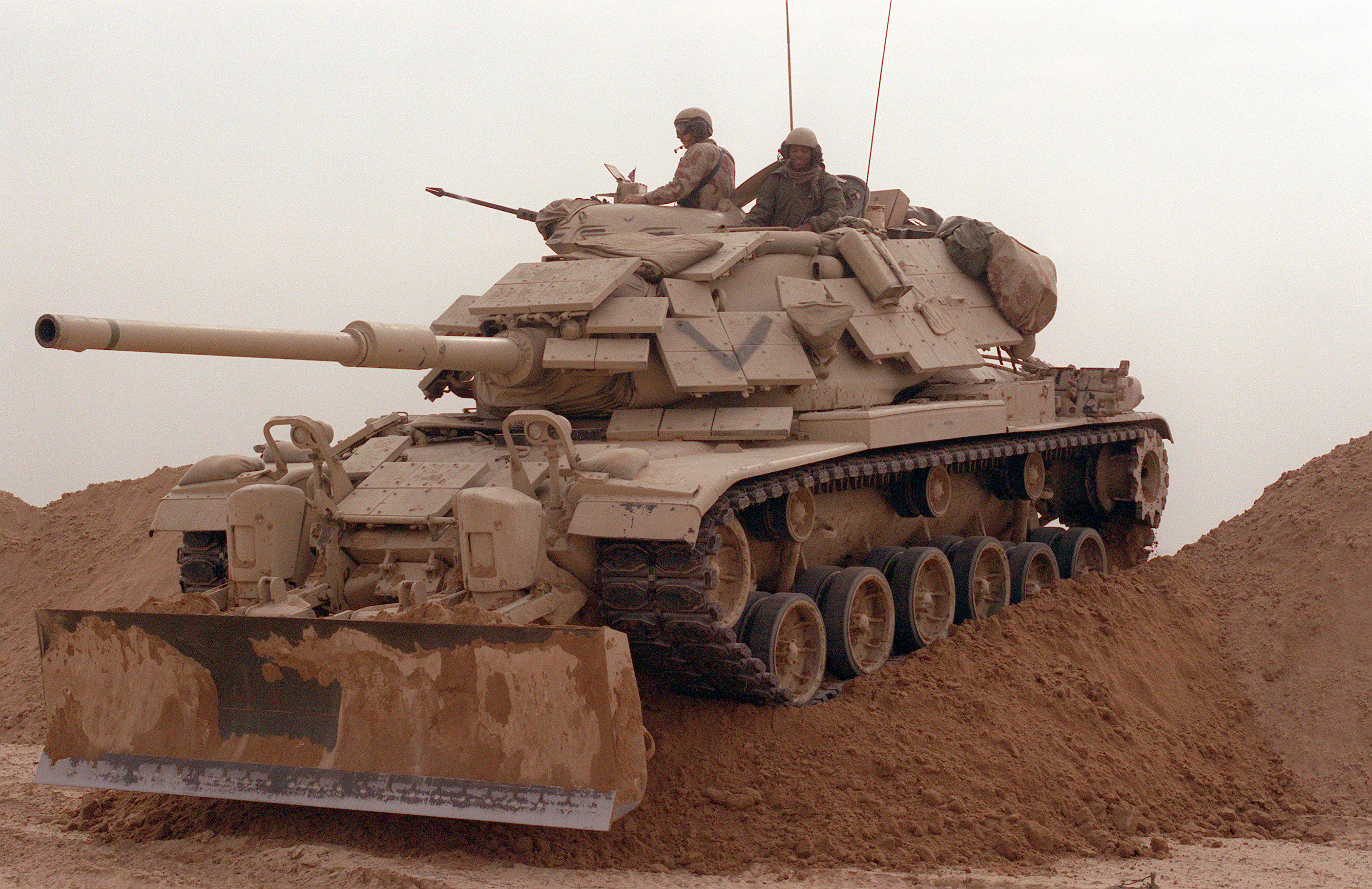
Морські піхотинці роти Д 2-го танкового батальйону в танку M60A1 під час навчань прориву в операції «Буря в пустелі» в 1991 році. Танк оснащений динамічним захистом і бульдозерним комплектом М-9.

Танки M60A1 американських морських піхотинців брали участь в бою під час операції «Буря в пустелі» у 1991 році, протистояючи іракськім танкам Т-54/Тип 59, Т-55, Т-62, Тип 69 та Т-72. M60A1 були оснащені додатковими комплектами  динамічного захисту та підтримували похід на місто Кувейт, де вони брали участь у дводенному танковому бою в аеропорту Кувейта із втратою одного танка та без втрат екіпажу. Вони були на службі у морській піхоті США та армії Саудівської Аравії.

#### М1 Абрамс

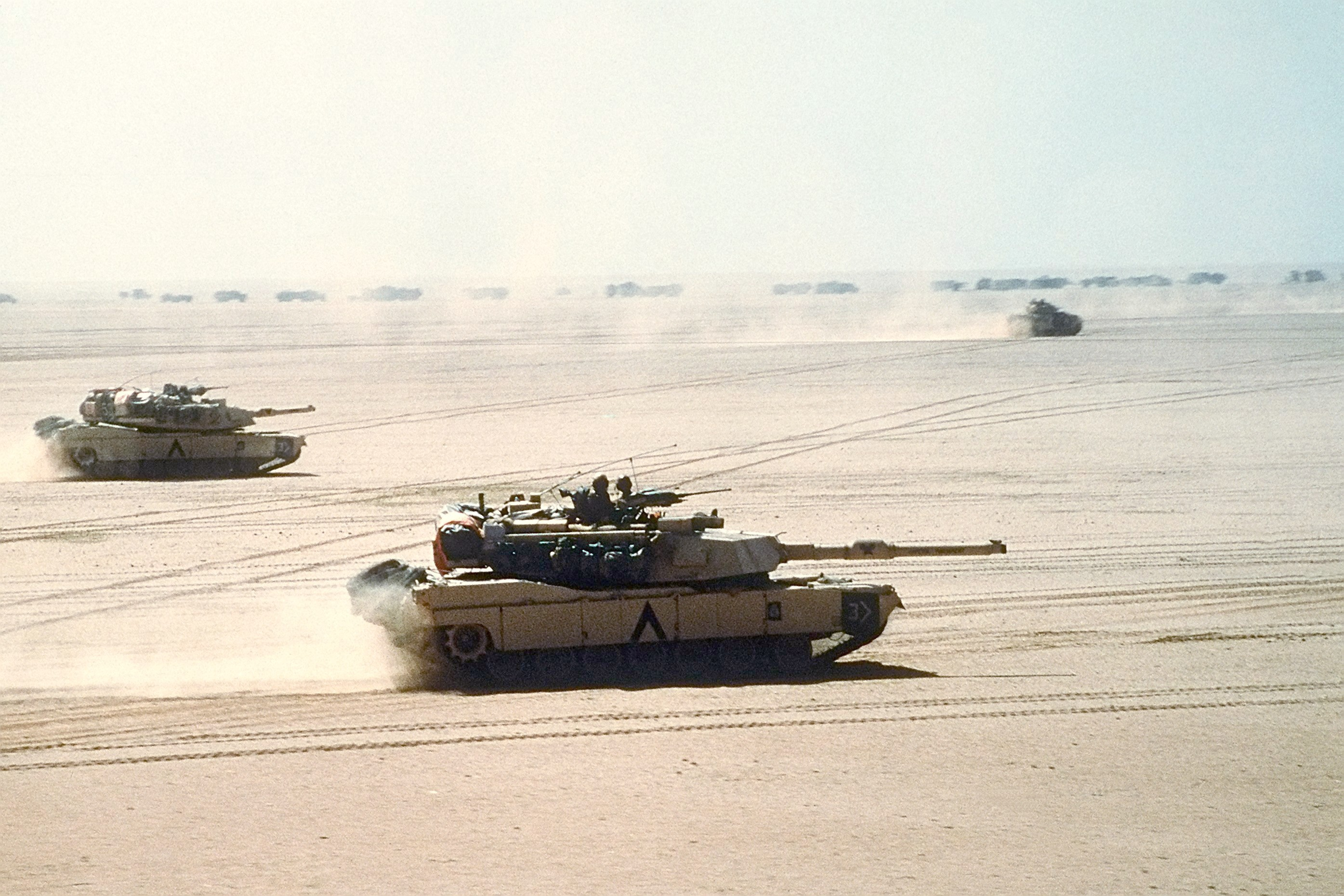
Абрамс виходить на завдання під час війни в Перській затоці. На задньому плані можна побачити M2 «Бредлі» та конвой забезпечення.

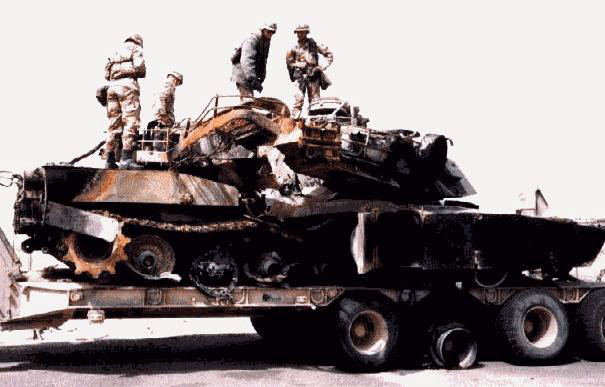
M1A1 втрачений через «дружній вогонь» під час війни в Перській затоці.

Коли «Абрамси» надійшли на озброєння у 1980-х роках, вони були в експлуатації разом з M60A3 «Паттон». Ці навчання зазвичай проводилися в Західній Європі, особливо в Західній Німеччині, але також і в деяких інших країнах, таких як Південна Корея. Під час таких навчань бригади «Абрамсів» відточували свої навички для використання проти Радянського Союзу. Однак у 1991 р. СРСР розпався, і випробування вогнем «Абрамсів» відбулося на Близькому Сході.
Всього в Саудівській Аравії було розгорнуто 1848 M1A1. M1A1 перевершував танки Іраку радянській епохи Т-55 та Т-62, а також зібрані в Іраку російські Т-72 та їх копії місцевого виробництва (танк Лева Вавилона). У іракських Т-72, як і у більшості радянських експортних танків, бракувало системи нічного бачення, а також сучасних далекомірів, хоча у них були нічні бойові танки зі старими активними інфрачервоними системами або прожекторами. Це не були новітні приціли нічного бачення та пасивні інфрачервоні приціли, як на «Абрамсу». Лише 23 М1А1 були втрачені під час війни в Перській затоці  і одна з цих втрат призвела до загибелі екіпажу від іракського вогню. Деякі інші отримали незначні бойові пошкодження, що мало вплинуло на їх бойову готовність. Дуже мало танків «Абрамс» були вражені вогнем противника, і знищений лише один, разом з кількома пораненими.

### Міжвоєнні оновлення
Модифікація M1A2 була ще одним удосконаленням: він отримав незалежну теплову систему бачення командира, бойовий модуль, навігаційне обладнання, шину цифрових даних.
Додаткові оновлення включали броню з  збідненого урану для всіх варіантів, капітальний ремонт, що повертає всі модифікації А1 до нового стану (М1А1 АІМ), пакет цифрових удосконалень для А1 (M1A1D), спільну програму для стандартизації частин танків між армією США та корпусом морської піхоти (M1A1HC) та електронне оновлення для A2 (M1A2 SEP).
Під час операцій  «Щит пустелі» та  «Буря в пустелі» а також  миротворчої операції в Боснії деякі М1А1 були модифіковані за допомогою удосконалення броні.

### Афганістан / Іракські війни

#### М1 «Абрамс»

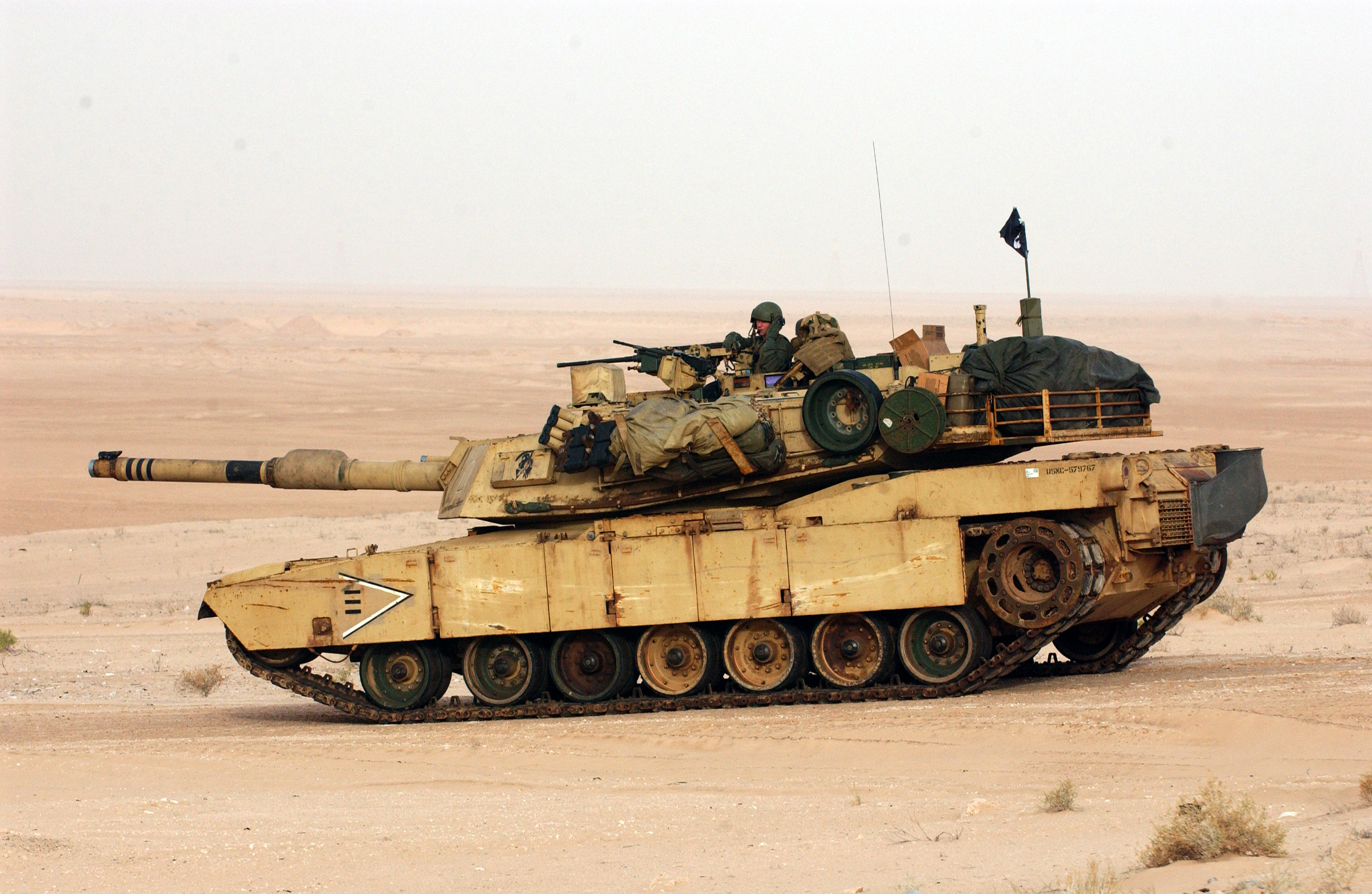
Танк М1А1 морській піхоти США на стрільбах в Іраку, 2003 рік

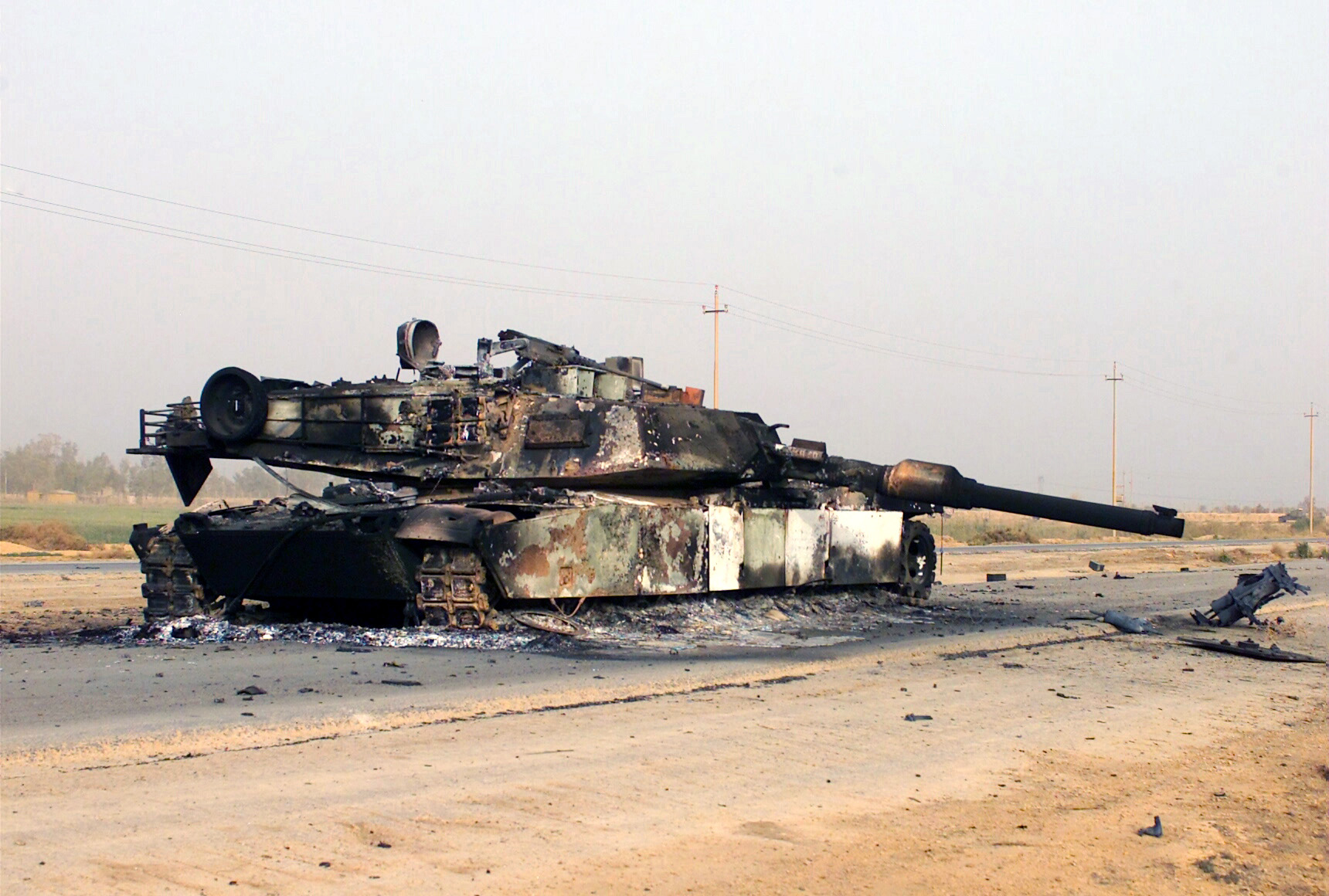
Знищений M1A1 «Абрамс» знаходиться біля табору федаїнів біля Джамана Аль Джубурі, Ірак, у квітні 2003 року.

Подальші бої відбувалися протягом 2003 року в Іраку та Афганістані. Станом на березень 2005 року близько 80 танків «Абрамс» були виведені з ладу ворожими атаками. Ця кампанія в Іраку показала дуже схожі результати як у війні в Перській затоці, при цьому жоден член екіпажу «Абрамс» не загинув під час ворожого вогню під час вторгнення в Ірак, хоча пізніше кілька членів екіпажу танків були вбиті снайперами та придорожніми бомбами під час окупації. Покинуті «Абрамси» були навмисно знищені вогнем по своїх, щоб запобігти відновленню танка чи технології. Були виявлені пошкодження корми танка від бронебійних снарядів зі збідненого урану 25-мм та більшого калібрів, бокові екрани були пробиті РПГ. Але ПТКР або протитанкова міна не знищили жодного американського ОБТ.
Найбільш однобоким досягненням M1A1 було знищення семи танків Т-72 в сутичці в упор (менше 50 ярд.) поблизу Махмудії, приблизно 18 миль (29 км) на південь від Багдаду, без втрат для американської сторони. Однак 29 жовтня 2003 року двоє танкістів були вбиті, а третій поранений, коли їх танк був підірваний протитанковою міною , яка була комбінована з іншими вибуховими речовинами (500 кг), включаючи кілька 155 мм снарядів для посилення її дії. Масовий вибух під танком збив башту. Це був перший випадок загибелі екіпажу в результаті ворожого нападу на танк М1.
Модифікація M1A3 «Абрамс» знаходилася в ранньому періоді проектування з 2009 р. Армія вважає, що «Абрамс» може залишитися на службі в США до 2050 року.
Система майбутніх бойових систем армії США XM1202 повинна була замінити «Абрамс» і була в стадії розробки, коли фінансування програми було скорочено з бюджету Міністерства оборони США. Програма наземного бойового транспорту армії США (англ. Ground Combat Vehicle)  мала на увазі створити заміну «Абрамсу»; однак її скасували у 2014 році.

## Зауваження
1. ↑   Див. M4_Sherman#М4_Sherman_на_службі_в_армії_Великої_Британії
2. ↑  "За даними армійського заступника начальника штабу з операцій і планів, 23 танки «Абрамс» були знищені або пошкоджені в районі Перської затоки. З дев'яти знищених «Абрамсів» сім були знищені вогнем по своїм, а два навмисно знищені, щоб запобігти захопленню. Інші танки «Абрамс» були пошкоджені вогнем противника, наземними мінами або пожежами на борту."[61]